# Chat
Felis catus
«  Chatte (animal domestique) » redirige ici. Pour les autres significations, voir Chatte.
«  Matou » redirige ici. Pour les articles homophones, voir Mathou et Mathoux.
Cet article concerne le Chat domestique. Pour les autres animaux appelés chats, voir Chat (animal).
Pour les articles homonymes, voir Chat (homonymie).
Vous lisez un « bon article » labellisé en 2009.
Espèce
Synonymes
Felis silvestris catus
Le chat domestique (Felis catus ou Felis silvestris catus) est la forme domestique du chat sauvage Felis silvestris, une espèce de mammifères carnivores, de la famille des Félidés.
Selon les résultats de travaux menés en 2006 et 2007, le chat domestique est une sous-espèce du chat sauvage issue d’ancêtres appartenant à la sous-espèce du chat sauvage d’Afrique (Felis silvestris lybica). Les premières domestications ont probablement lieu il y a 8 000 à 10 000 ans au Néolithique dans le Croissant fertile, époque correspondant au début de la culture de céréales et à l'engrangement de réserves susceptibles d'être attaquées par des rongeurs, le chat devenant alors pour l’Homme un auxiliaire utile se prêtant à la domestication.
Le chat domestique est l’un des principaux animaux de compagnie et compte aujourd’hui une cinquantaine de races différentes reconnues par les instances de certification. Dans de très nombreux pays, le chat entre dans le cadre de la législation sur les carnivores domestiques à l’instar du chien et du furet. Essentiellement territorial, le chat est un prédateur de petites proies comme les rongeurs ou les oiseaux. Les chats ont diverses vocalisations dont les ronronnements, les miaulements, les feulements ou les grognements, bien qu’ils communiquent principalement par des positions faciales et corporelles et des phéromones.
Tout d’abord vénéré par les Égyptiens, il est diabolisé en Europe au Moyen Âge et ne retrouve ses lettres de noblesse qu’au XVIIIe siècle. En Asie, le chat reste synonyme de chance, de richesse ou de longévité. Ce félin laisse son empreinte dans la culture populaire et artistique, tant au travers d’expressions populaires que de représentations diverses au sein de la littérature, de la peinture ou encore de la musique. À partir de la fin du XXe siècle, les dommages qu'il occasionne à la biodiversité sont mieux compris, et il fait partie des cent espèces envahissantes parmi les plus nuisibles du monde.

## Dénomination
Le chat domestique mâle est couramment appelé un « chat » tandis que la femelle est appelée « chatte » et le jeune un « chaton »,,.
L'origine du mot chat est controversée. L'une des hypothèses est qu'il vient du bas latin cattus, qui, d’après le Littré (édition de 1878), provient du verbe cattare, qui signifie « guetter », ce félin étant alors considéré comme un chasseur qui guette sa proie. Cette interprétation porte cependant à controverse. On retrouve des racines du mot à rapprocher dans certaines langues chamito-sémitiques (afro-asiatiques) : en copte (bohaïrique) ϣⲁⲩ, šau (prononcé chaou ou chaw/shaw) « matou », peut-être issu de l’égyptien moyen tešau « chatte », le nom donné à la femelle est retrouve gravé au pied des statuettes funéraires égyptiennes placées dans les tombes des femmes et à partir de ce terme pourrait découler l’appellation de « chaus ». Dans les langues berbères - issues de la même famille linguistique - les termes mucc (mouch), amucc (amouch) et amcic (amchich) tirés de la racine MCW (MCHW) donnent une racine commune qui devient visible si l'on retire le préfixe berbère am- ou m- : CW (CHW). Dans la langues tchadiques, on retrouve gāda en afade, et dans les langues nilo-sahariennes kadiska ou kadis en nubien, probablement influencé par l'égyptien ancien. Le terme arabe qitt pourrait provenir de la même source. En latin classique, « chat » se dit felis (d’où, en français, « félin, félidés », etc.), mais désigne uniquement le chat sauvage d’Europe, tandis que cattus s’applique au chat domestique. Une autre hypothèse relie le terme à un mot germanique ancien ou d'une langue européenne du Nord qui fut absorbé en latin puis en grec, syriaque et arabe : en germanique et dans les langues européennes du Nord emprunté de l'ouralien, du sami septentrionali gáđfi, « hermine » et hongrois hölgy, « dame, hermine » du proto-ouralien *käďwä, « femelle » (d'un animal à fourrure).
On désigne aussi plus familièrement le chat par « minet » ou « minou » et la chatte par « minette ». Ce terme, attesté dès 1560, provient de mine, nom populaire du chat en gallo-roman. Ce mot est à l’origine de l’expression « dès potron-minet », qui signifie « de bon matin ». D’après le Littré, il s’agirait d’une déformation de paître au minet, c’est-à-dire du moment où le chat, qui se lève tôt, va chercher son paître : sa pâture, sa nourriture… Cette explication doit sans doute à la pudeur de cet auteur du XIXe siècle : selon Claude Duneton, cette expression provient de poitron-jacquet, jacquet désignant un écureuil (animal matinal marchant la queue levée) et poitron désignant le postérieur. Dès potron-minet signifie donc : « à l’heure où l’on voit le derrière du chat ». Quant au « minet » ou à la « minette » qui « fait des mines », lorsque ce terme est appliqué à l’être humain, c’est un jeune homme ou une jeune fille qui s’efforce de plaire et se préoccupe beaucoup de son apparence.
Un chat mâle non castré est un « matou », terme à l'origine incertaine qui viendrait peut-être d'une dérivation de mite comme dans chattemite. Le chat est aussi nommé familièrement « mistigri », mot-valise composé du préfixe miste-, signifiant « adroit », et de gris, la couleur.
En argot, un chat s’appelle un « greffier »,,. Deux explications s’opposent, qui peut-être n’en font qu’une : d’une part, le jeu de mots sur « griffe » est évident ; d’autre part, la fourrure de certains chats noirs comporte une sorte de plastron blanc sur le poitrail, et celui-ci évoque le rabat blanc que l’on voit sur la robe noire des greffiers à l'audience.

## Anatomie

Anatomie des organes vitaux du chat.

### Squelette et muscles

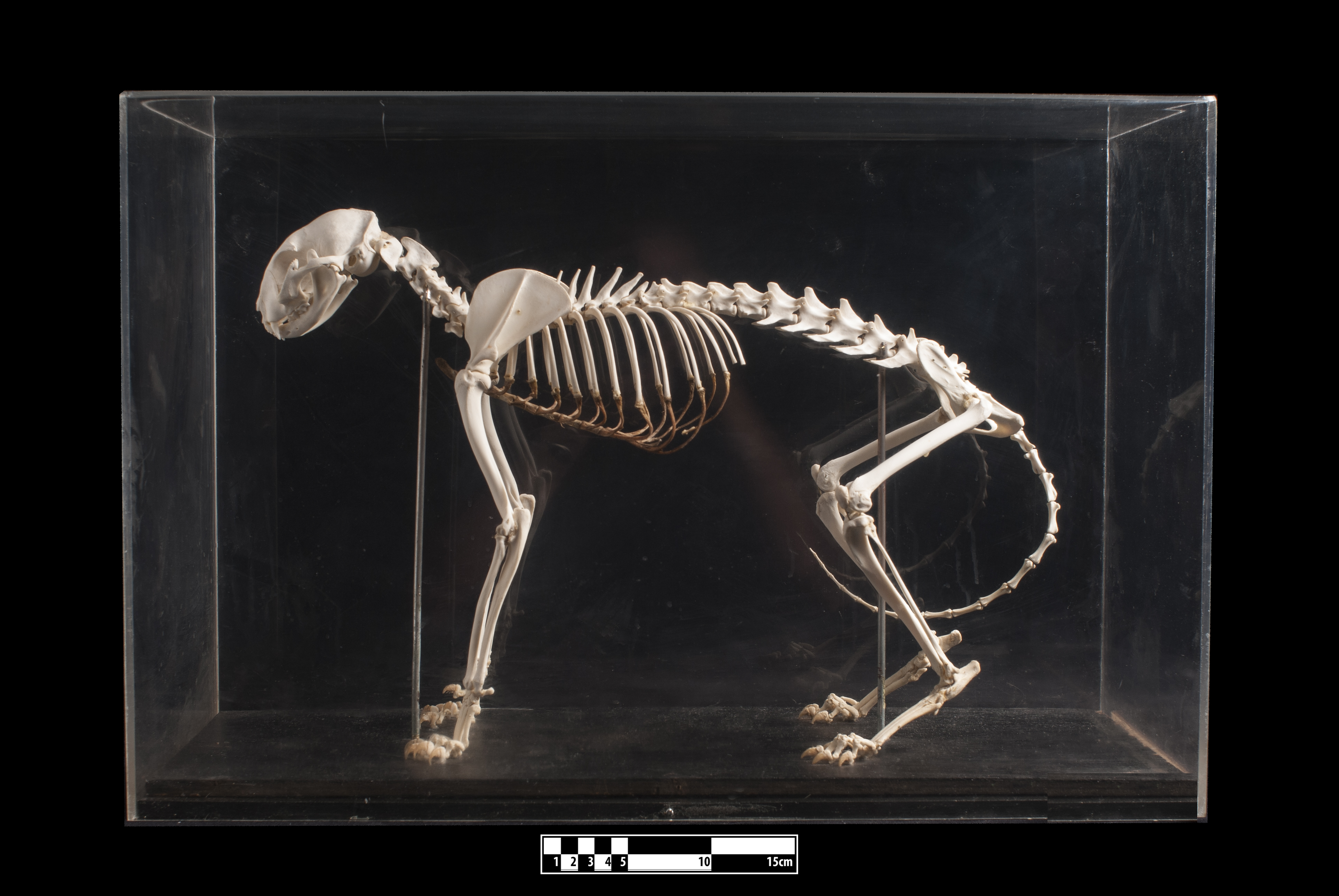
Squelette du chat domestique.

L'anatomie du chat est semblable à celle des autres espèces de félidés. Il possède un corps fort et flexible, des réflexes rapides, des dents pointues et des griffes rétractables adaptées à la mise à mort de petites proies.
Le squelette est composé de 250 os. Les vertèbres du cou sont courtes, et la colonne vertébrale est très souple.
La clavicule des chats, de petite taille comme pour tous les félins, est reliée au sternum par un unique ligament : cela lui confère une grande souplesse, les épaules pouvant bouger indépendamment l’une de l’autre. Comme tous les carnivores, la dernière prémolaire supérieure et la première molaire inférieure forment les carnassières qui permettent au chat de déchirer sa nourriture, grâce à des muscles puissants fixés aux parois latérales de son crâne, et de l’avaler sans la mâcher. L’os hyoïde est entièrement ossifié, ce qui permet au chat de ronronner mais pas de rugir.
Les pattes sont pourvues de griffes rétractiles. Le chat possède cinq doigts aux pattes antérieures, dont seulement quatre touchent le sol, le pouce restant à l’écart, ainsi que quatre doigts aux pattes postérieures. Des cas de polydactylie existent et certains standards de races de chats l’admettent dans les concours. Les coussinets ou pelotes, sont constitués d’une membrane élastique qui confère une marche silencieuse.
Ces spécificités confèrent à l’animal une grande souplesse et une détente ample lors des sauts : il peut notamment sauter à une hauteur cinq fois supérieure à sa taille. À la course, sa vitesse moyenne est de 40 km/h et il met neuf secondes pour faire 100 m, mais il n’est pas un coureur de fond et se fatigue assez vite. Contrairement à ce que l’on peut penser, tous les chats savent très bien nager et ils n’hésiteront pas à se jeter à l’eau s’ils y sont contraints.
Un chat pèse en moyenne entre 2,5 et 4,5 kg et mesure de 46 à 51 cm sans la queue, qui peut, elle mesurer de 20 à 25 cm de long. Le record de poids et de taille est détenu par Himmy, un chat castré australien qui, à sa mort en 1986, pesait 21,3 kg pour 96,5 cm de longueur totale et un tour de taille de 84 cm.

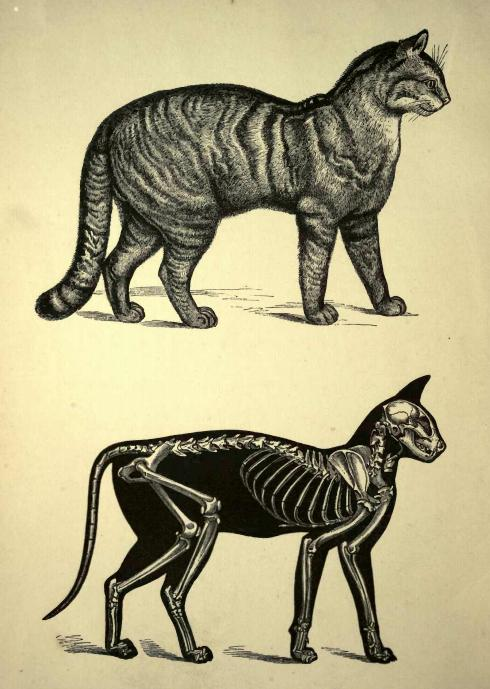
Vue externe et squelette du chat.
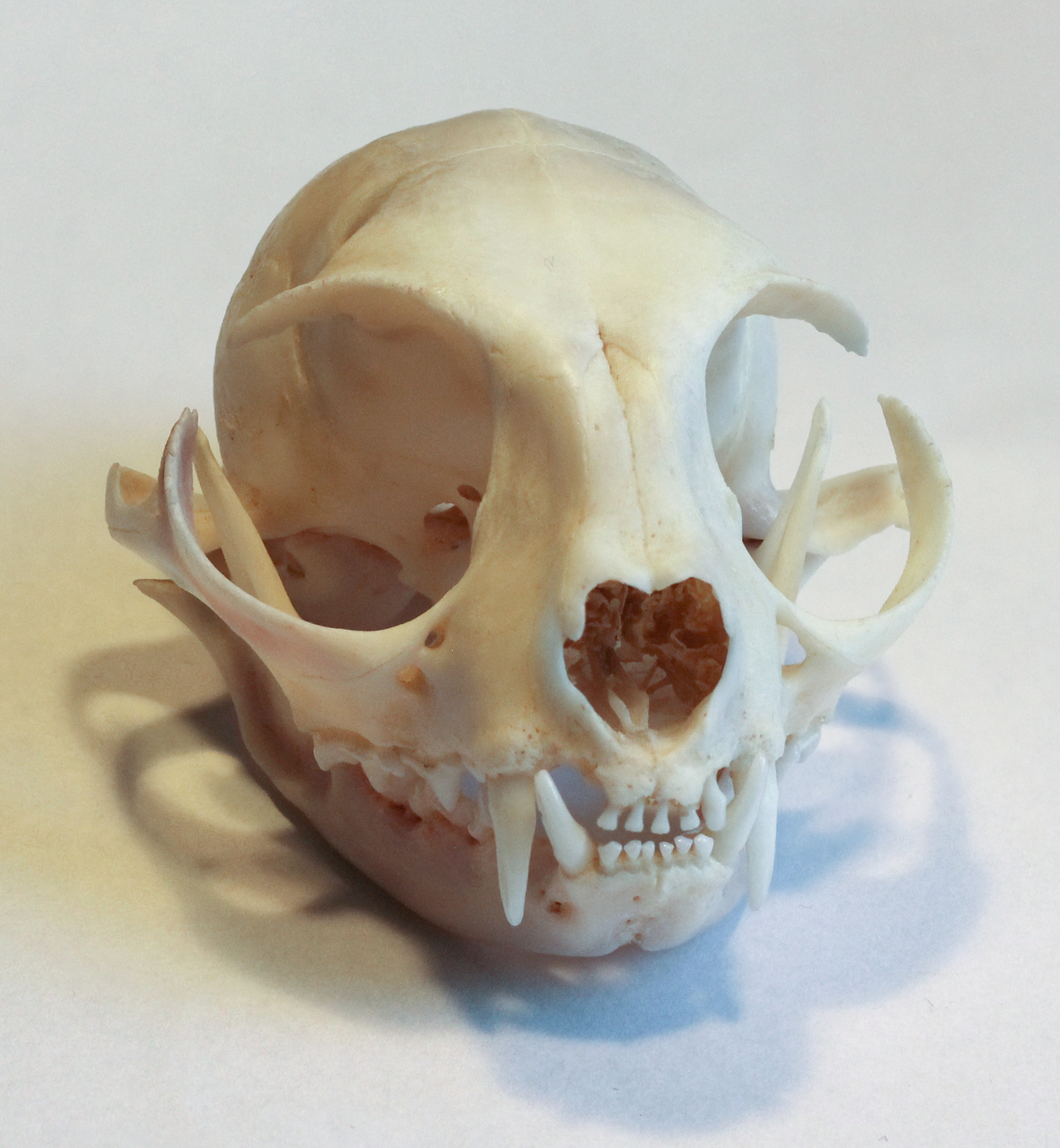
Crâne de chat.
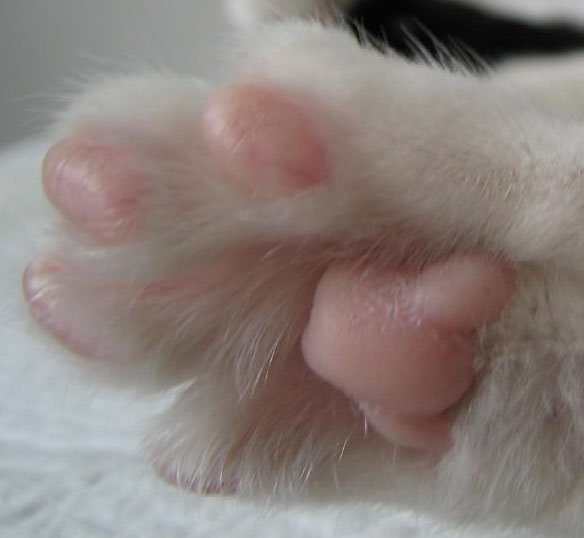
Coussinet d'un chat.
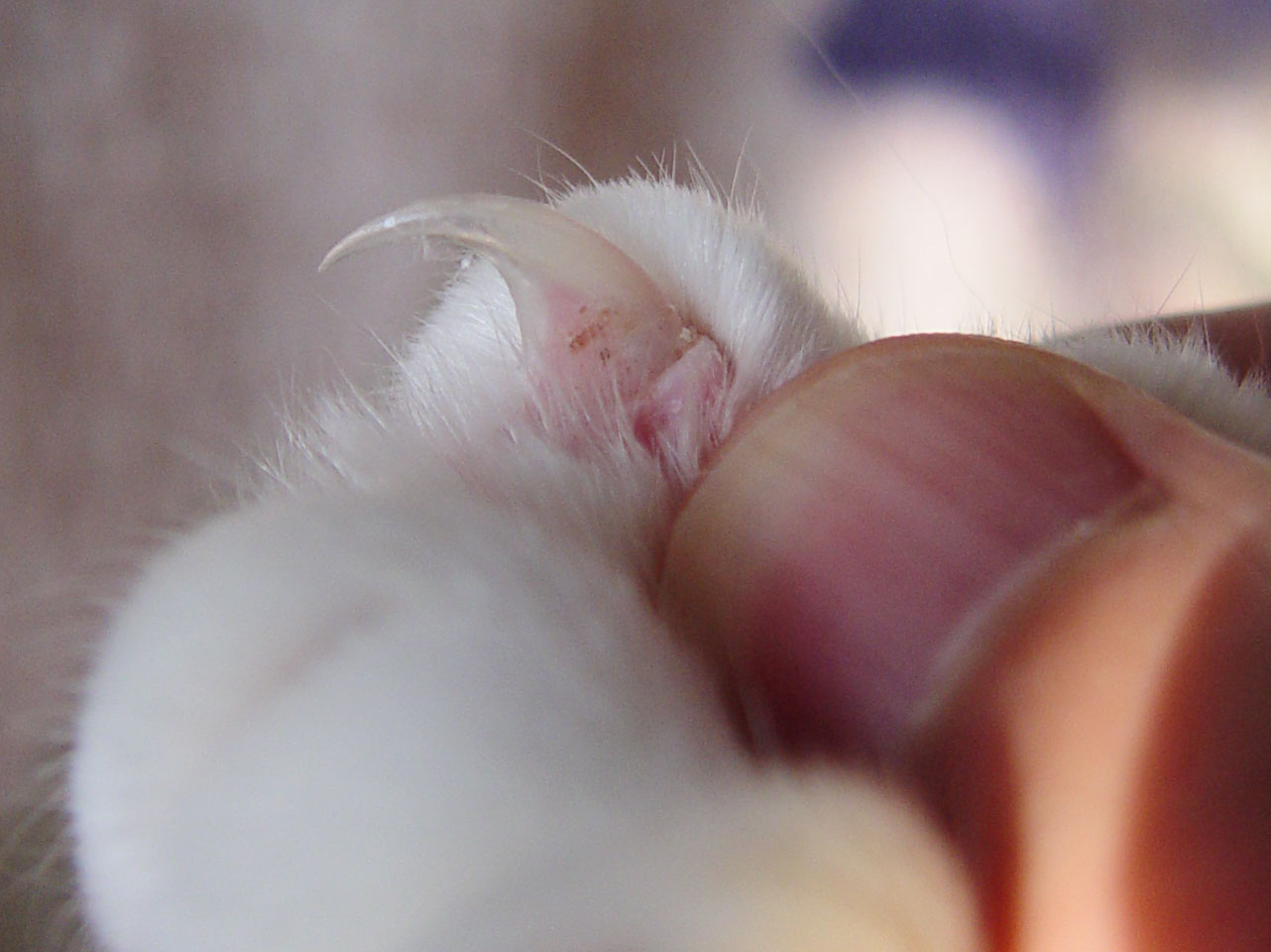
Griffe avec le nerf visible.
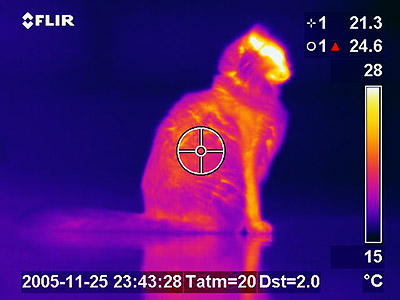
Thermographie infrarouge du chat.

### Système digestif
Le chat mastique peu et le processus de digestion commence directement dans l’estomac, de petite taille (environ 300 ml) mais au contenu très acide (pH d'environ 1,5), ce qui est également utile comme moyen de prévention des infections digestives. 
Son intestin est plutôt court (environ un mètre pour l’intestin grêle et de 20 à 40 cm pour le gros intestin), typique du chasseur de petites proies. Ces dimensions expliquent pourquoi le chat doit manger fréquemment mais en petites quantités : entre 10 et 16 repas journaliers. Le système digestif du chat est également peu adapté à la diversité alimentaire, qui lui vaut généralement des diarrhées et vomissements de manière assez courante, sans pour autant revêtir une quelconque gravité. Enfin, le transit digestif du chat est rapide, entre 12 et 14 h.

### Pelage

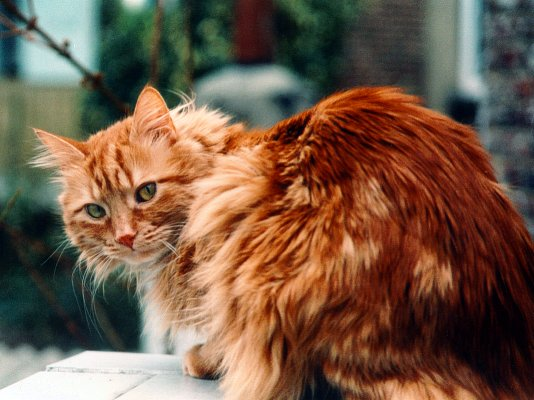
Chat roux au pelage mi-long.
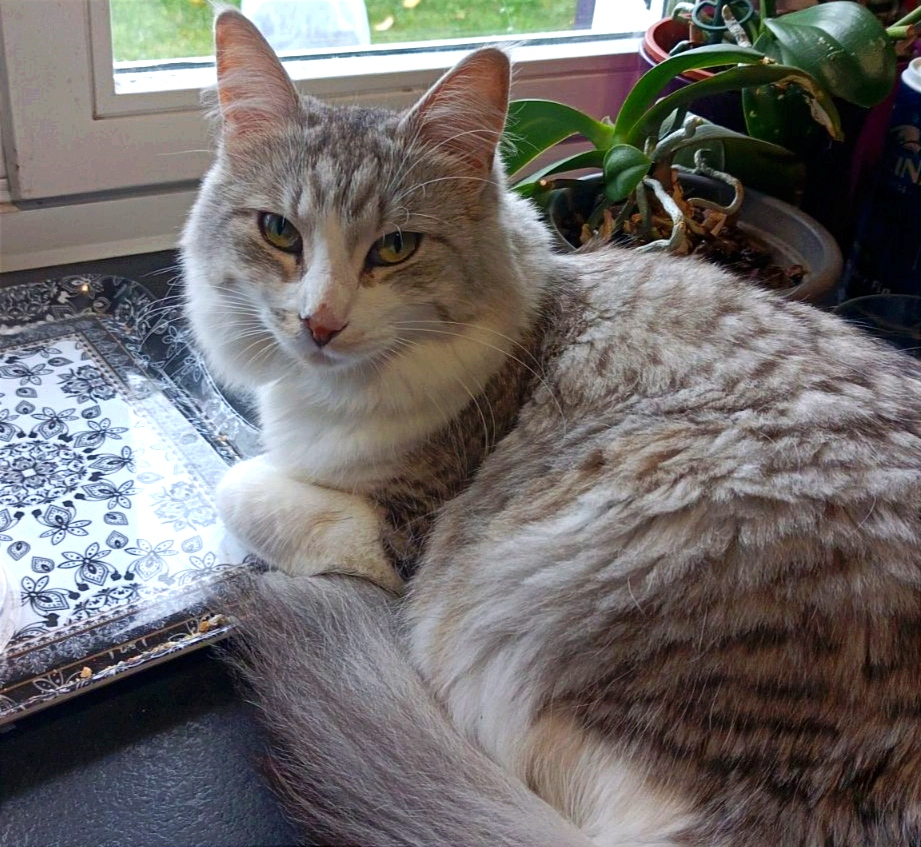
Chat tigré au pelage mi-long.
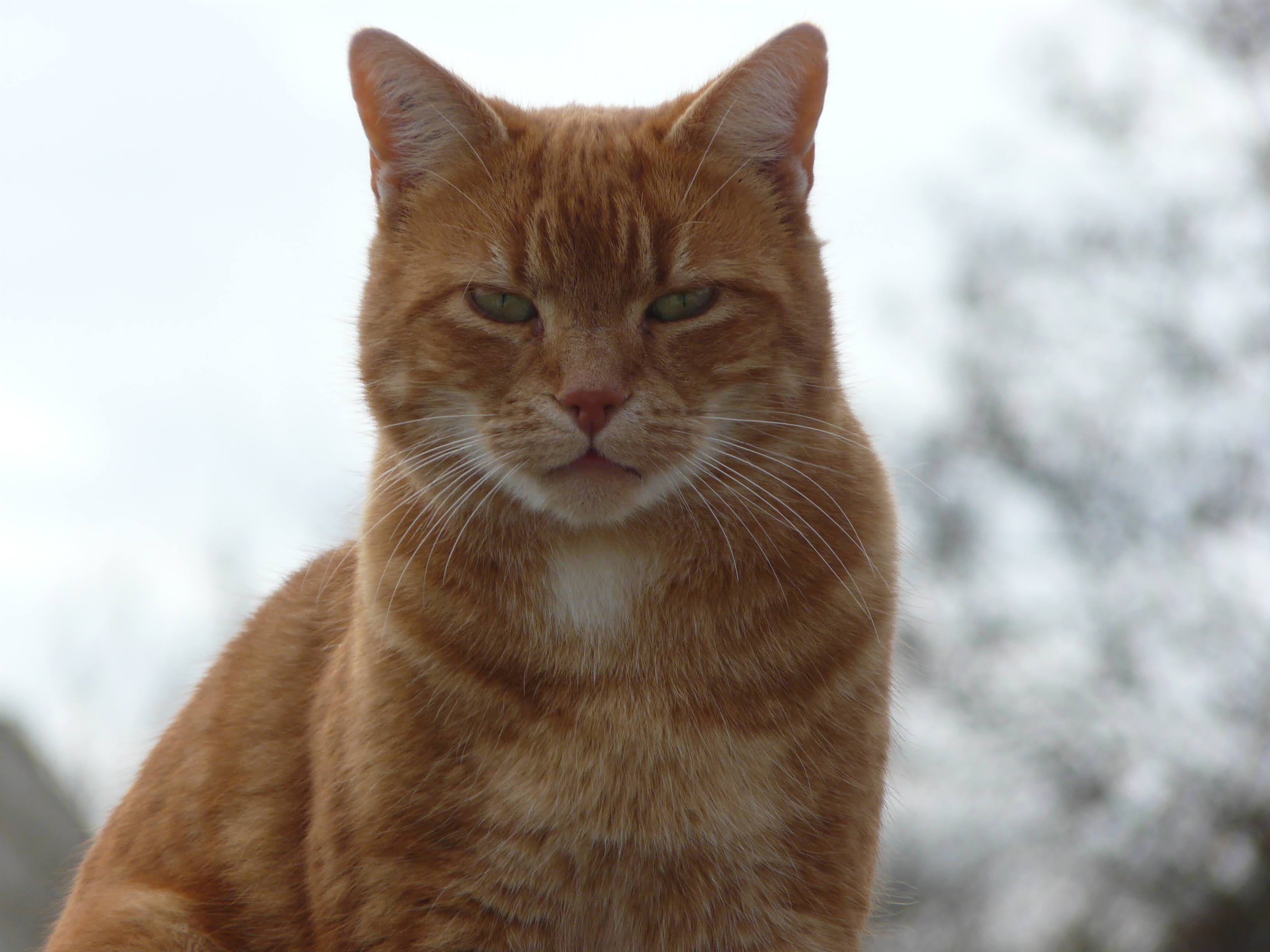
Chat roux au pelage court.
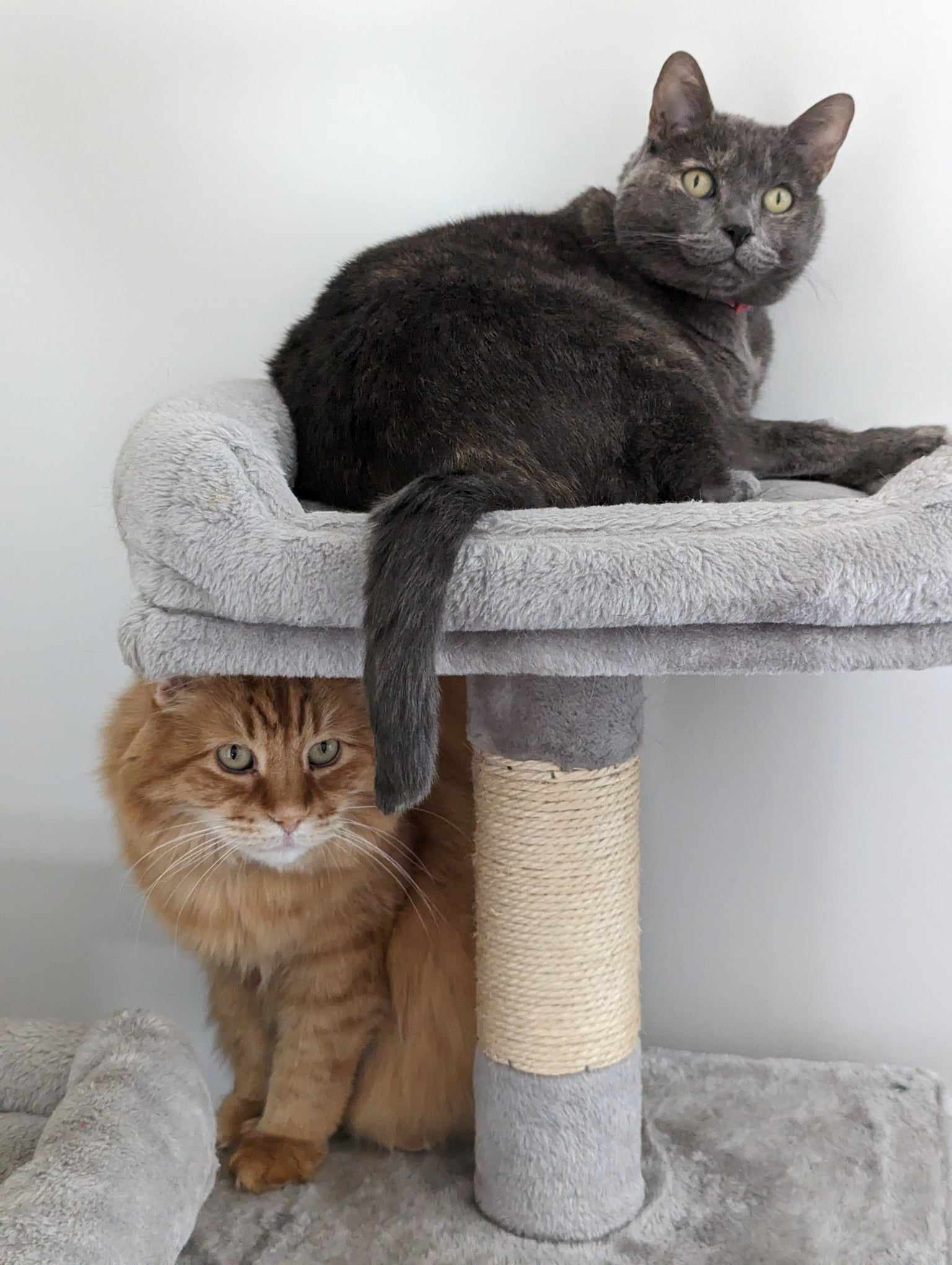
Chat roux au pelage mi-long et chat gris au pelage court.
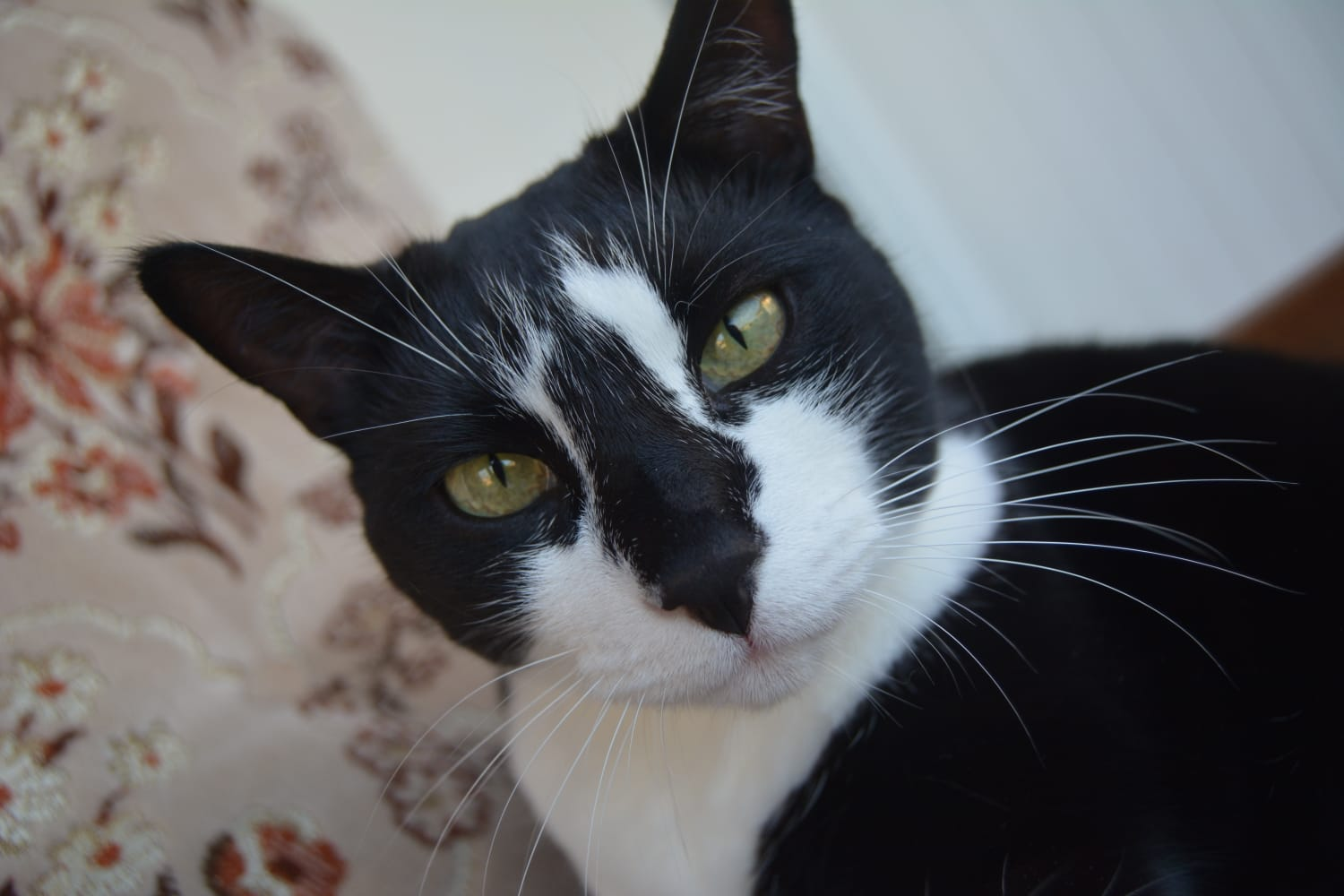
Chat noir et blanc.
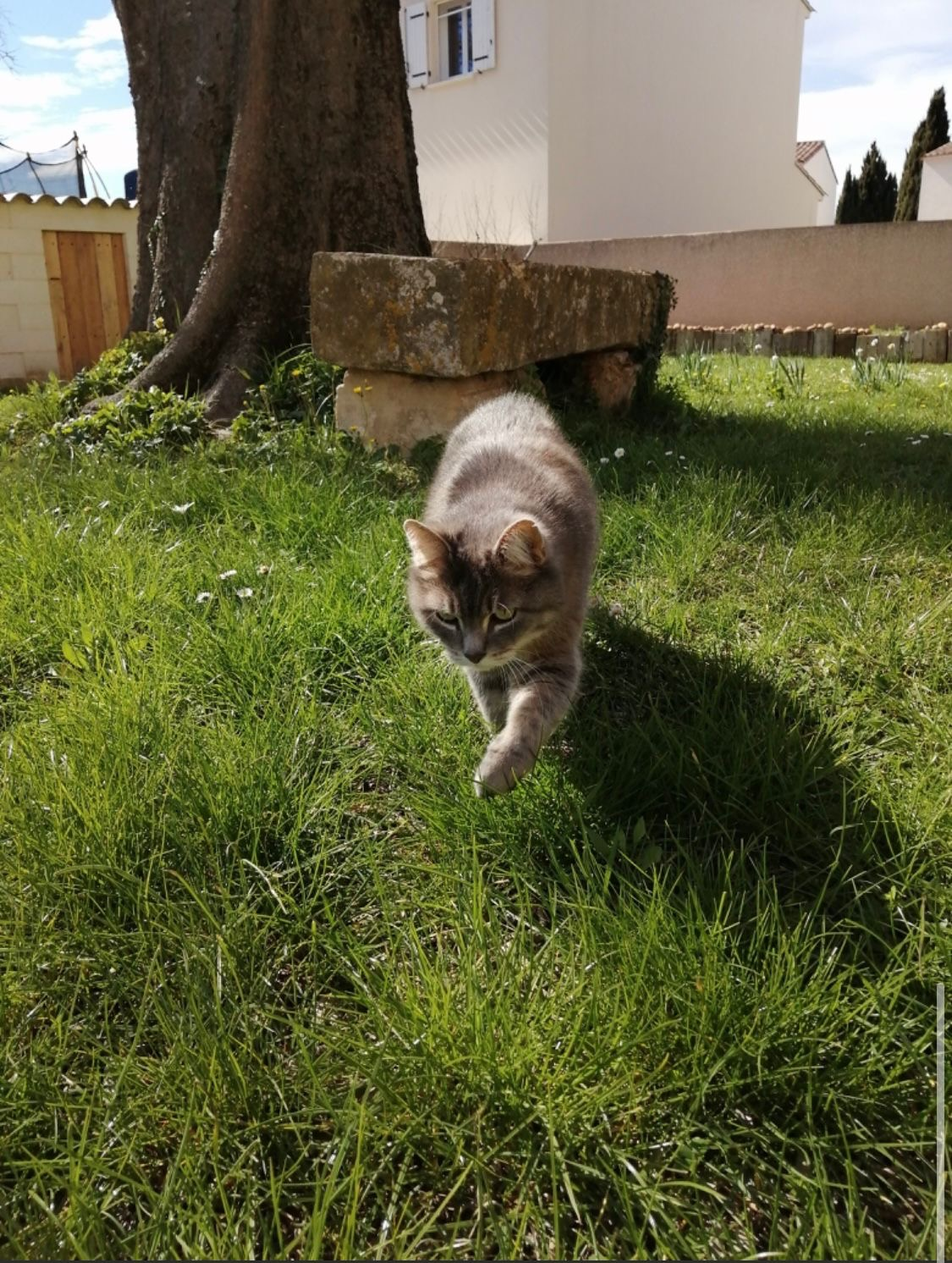
Chat tigré gris.

Les types de pelages sont nombreux, car très variables en fonction des races. Le pelage du chat est composé de poils longs (jarre) et portant les marques de la robe (taches par exemple). En dessous se trouvent les poils plus courts (bourre), puis le duvet. Cette organisation permet une bonne isolation du corps. Il existe des poils longs, courts, frisés, et même crépus. Certaines races, comme le sphynx, sont presque dépourvues de poils : un très léger duvet recouvre le corps, ainsi que la queue.
La robe d’un chat est composée d’une ou plusieurs couleurs qui forment diverses combinaisons (les motifs) appelés patrons : certains individus présentent de larges taches, d’autres des rayures ou des mouchetures, d’autres encore un pelage uni. La robe peut aussi avoir une pigmentation plus foncée vers les extrémités du corps (robes colourpoint, mink et sépia). L’alliance des différentes couleurs et des patrons donnent toutes les variations de fourrure possibles pour un chat. La couleur de la fourrure du chat peut prendre de nombreuses teintes (noir, blanc, bleu, roux…), plus ou moins diluées ou foncées. Les mâles pour des raisons génétiques ne peuvent avoir qu’une seule ou deux couleurs à la fois (sauf exceptions) ; seules en principe les femelles peuvent en comporter trois : ce sont les robes écaille de tortue et calico,. Un effet désigne une teinte aux reflets changeants due à la variation de clair et de foncé sur la longueur du poil (robes chinchilla, shaded, smoke ou cameo).

### Sens
Prédateur crépusculaire (coucher et lever du soleil) à l’origine, le chat possède des sens très développés. Il perçoit son univers différemment des humains, et on lui a même prêté des pouvoirs surnaturels. Il existe ainsi de nombreuses légendes de chats ayant prédit des tremblements de terre ou autres catastrophes. L’explication la plus probable est que ses vibrisses et ses oreilles sont aptes à percevoir des vibrations indécelables pour les humains.

#### Ouïe

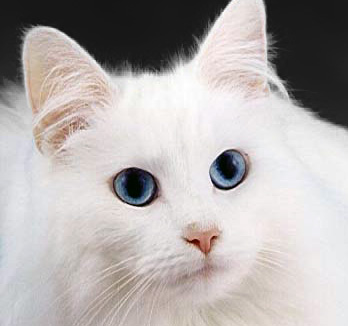
De 60 à 80 % des chats blancs aux yeux bleus sont sourds.

Son ouïe est particulièrement sensible dans les hautes fréquences : il perçoit des ultrasons jusqu’à 50 000 Hz alors que l’oreille humaine est limitée à 20 000 Hz. Son pavillon en cornet peut être orienté grâce à vingt-sept muscles, ce qui lui permet de pivoter chaque oreille indépendamment pour localiser avec précision la source d’un bruit et sa distance.
La surdité des chats blancs est liée au gène « W », qui est responsable de l’absence de pigment dans le poil, qui paraît blanc. Il est en effet démontré que l’allèle W est directement responsable d’une dégénérescence de l’oreille interne, occasionnant la surdité. La surdité ne s’exprime pas systématiquement chez tous les chats : elle peut être la surdité bilatérale, unilatérale ou absente. Le chaton naît normal mais vers l’âge d’une semaine, son oreille interne, au lieu de continuer à se développer subit des altérations progressives. La dégénérescence est généralement complète à trois semaines.

#### Vue

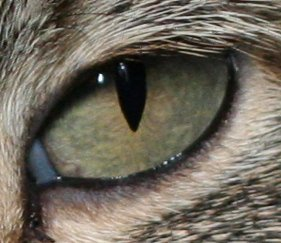
Pupille de l'œil étroite et verticale.
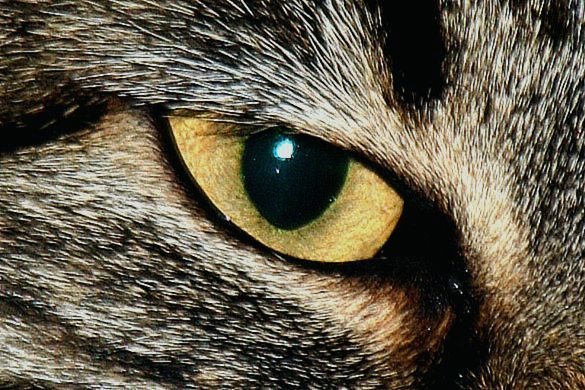
Pupille dilatée par manque de lumière.
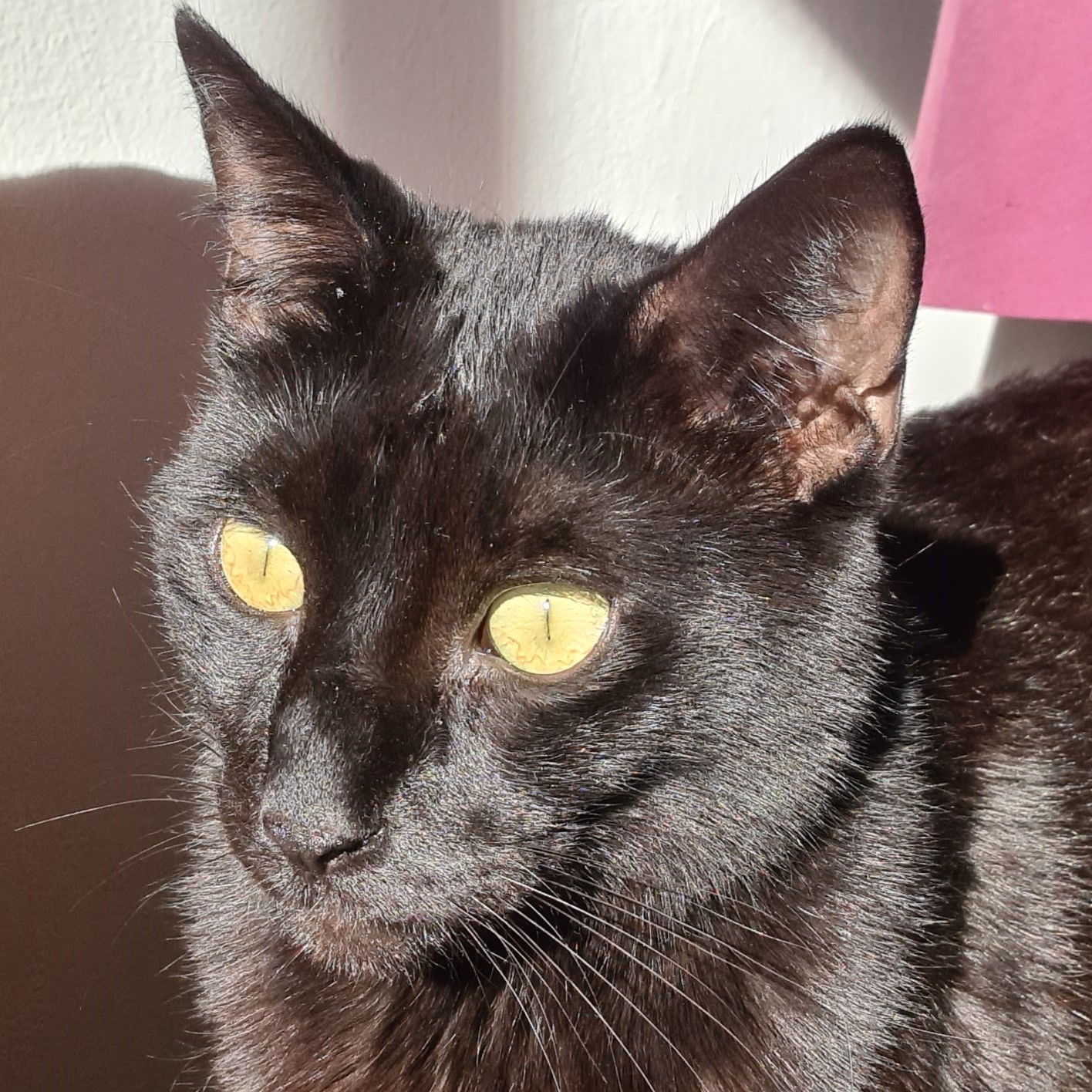
Pupilles contractées par excès de lumière.
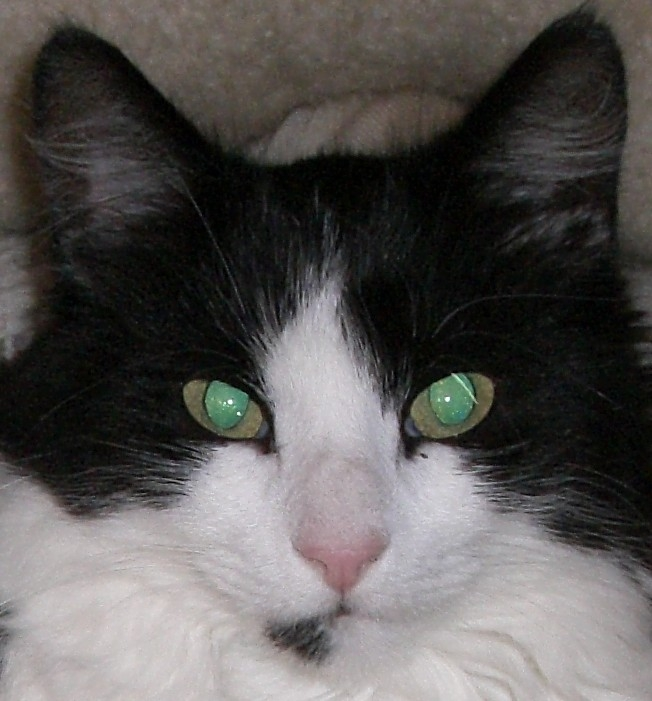
Le tapetum lucidum réfléchit la lumière.

La vue est son sens primordial. Son champ de vision est plus étendu que celui des humains : l’angle de vision binoculaire est de 130°, pour un champ de vision total de 287°, contre seulement 180° chez l’homme, ce qui reste cependant loin du record absolu du monde animal. Le chat est nyctalope, l’intensité lumineuse influence la forme de sa pupille : allongée en fente étroite en pleine lumière, elle se dilate en un cercle parfait à la pénombre. Contrairement à une idée répandue, il est incapable de voir dans le noir complet. Il est toutefois beaucoup plus performant que l’œil humain dans la pénombre. La nuit, l’aspect brillant des yeux est dû à une couche de cellules de la rétine, appelée tapetum lucidum, qui agit comme un miroir et renvoie la lumière perçue, ce qui la fait passer une seconde fois dans la rétine et multiplie son acuité visuelle dans l’obscurité.
En revanche, il semblerait (cela est encore discuté) que le chat ne perçoive pas la couleur rouge et que, d’une manière générale, il distingue très mal les détails. Sa vision est granuleuse sur les images fixes tandis qu’un objet en mouvement lui apparaît plus net (par exemple, une proie en mouvement). Une particularité de l’œil du chat est qu’outre les paupières inférieure et supérieure, il est protégé par une troisième paupière, la membrane nictitante. Celle-ci se ferme à partir du bord inférieur du coin interne de l’œil vers l’extérieur. Quand elle ne se referme pas complètement, c’est souvent le signe d’un problème de santé chez le chat. Les chats peuvent avoir les yeux de différentes couleurs : bleu, vert, jaune, marron, vairon…
Une étude parue dans la revue Live Science, en 2014, par le biologiste anglais Ronald Douglas, de la City University of London, semble indiquer que le chat (et le chien) voit dans l'ultraviolet. De fait il serait capable de voir dans son environnement des marqueurs biologiques des autres animaux (comme l'urine par exemple).

#### Odorat

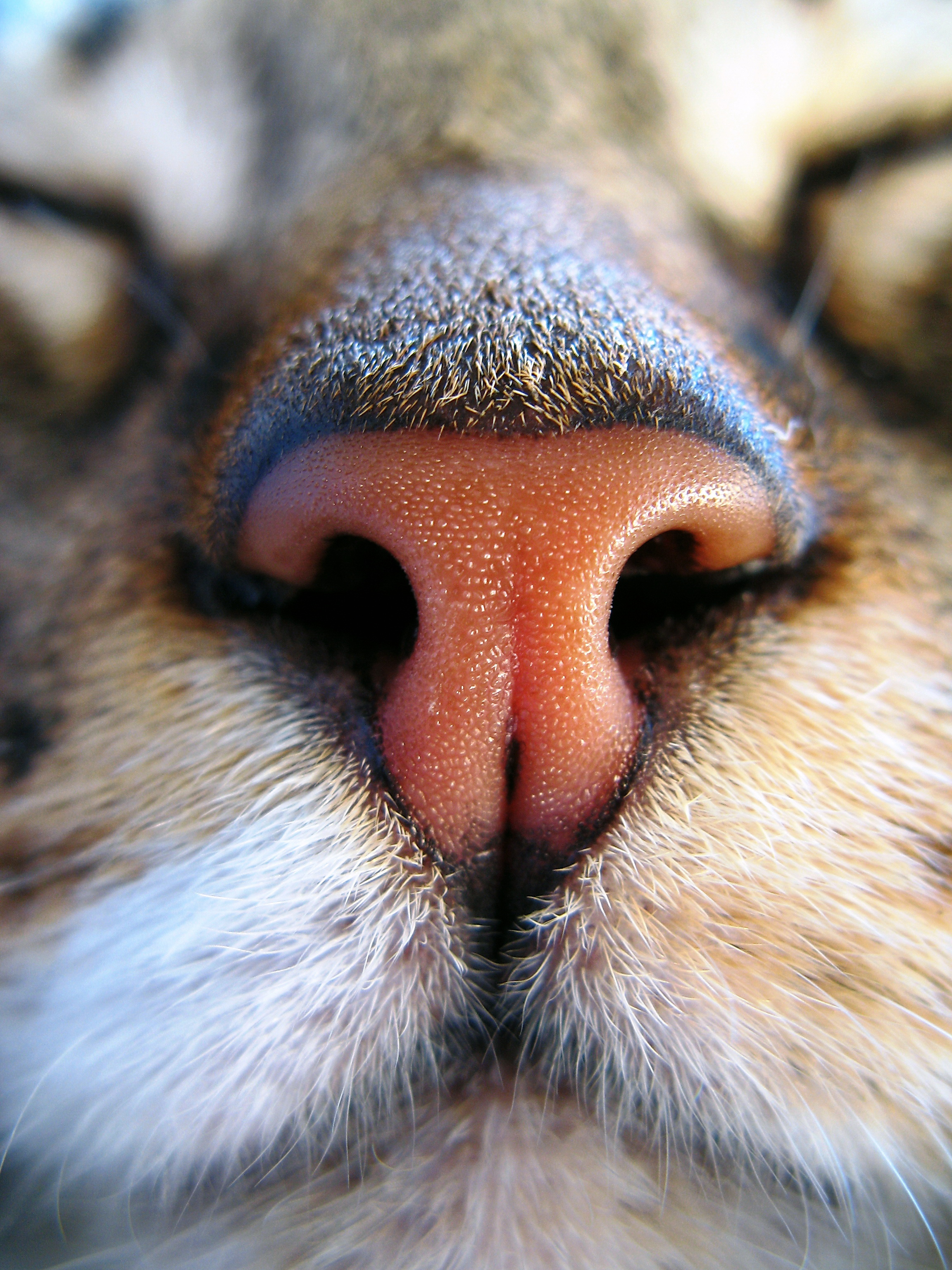
Gros plan sur la truffe d'un chat.

L’odorat a une grande importance dans la vie sociale du félin pour délimiter son territoire. Par ailleurs, c’est son odorat développé qui lui permet de détecter la nourriture avariée et empoisonnée. Il possède deux cents millions de terminaux olfactifs, contre cinq millions pour l’homme.
Ce sens est de 50 à 70 fois mieux développé que chez l’homme.

#### Goût
Le sens du goût est développé chez le chat, moins que chez l'homme cependant : chez le chat adulte, on compte 250 papilles comptant 2 000 bourgeons gustatifs. Contrairement au chien, le sens gustatif du chat est localisé à l'extrémité de la langue, ce qui lui permet de goûter sans avaler.
Le chat est sensible à l'amer, à l'acide et au salé, mais non au sucré. Comme l'homme et de nombreux autres animaux, il est sensible à l'umami via les gènes TAS1R1 (en) et TAS1R3 (en) qui codent des protéines qui s'unissent dans les papilles gustatives pour former un récepteur qui le détecte,.
Les chats sont connus pour être généralement friands de poisson et particulièrement de thon, un goût déjà attesté dans l'Égypte antique vers 1500 av. J.-C. Les tests montrent qu'ils préfèrent les rations riches en histidine et en monophosphate d'inosine, deux composés présents dans le poisson et particulièrement abondants dans le thon. Ce goût du poisson est surprenant chez un animal qui a évolué dans les déserts du Moyen-Orient il y a environ 10 000 ans, mais il pourrait s'expliquer comme un avantage évolutif acquis dans les ports du Moyen-Orient, où il est attesté au Moyen Âge que les chats consommaient de grandes quantités de déchets de poisson (dont du thon),.

#### Toucher
Son sens du toucher est également bien développé. Ses vibrisses (longs poils présents sur les moustaches, sur les pattes, sous le menton, les sourcils) lui indiquent la proximité d’obstacles, même dans l’obscurité totale, en lui permettant de détecter les variations de pression de l’air. Elles lui permettent aussi de mesurer la largeur d’un passage. Il ne faut surtout pas les couper car le chat serait déstabilisé. Les coussinets garnissant ses pattes sont très sensibles aux vibrations et sa peau est constellée de cellules tactiles extrêmement sensibles.

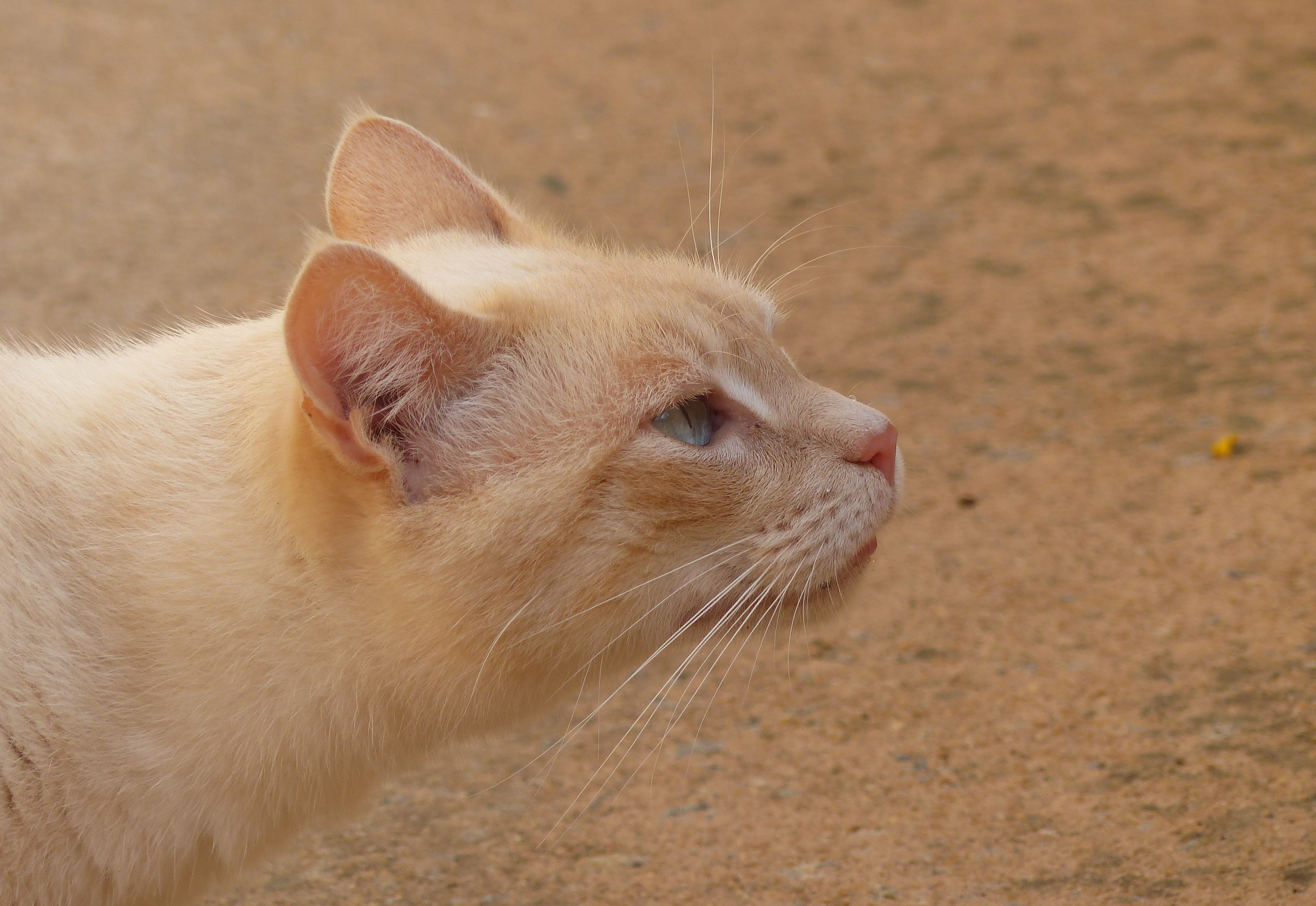
Vue générale des vibrisses faciales d'un chat.

#### Autres sens

##### Organe de Jacobson
L’organe voméronasal est un véritable sixième sens. Comme le chien ou le cheval, le chat est capable de goûter les odeurs à l’aide de son organe voméronasal. Il retrousse ses babines pour permettre aux odeurs de remonter par deux petits conduits situés derrière les incisives jusqu’à deux sacs remplis de fluide dans les cavités nasales chargées de concentrer les odeurs. Cette aptitude caractéristique, commune à plusieurs mammifères, est aussi appelée « réaction de Flehmen ».

##### Organe vestibulaire
Son organe vestibulaire est également particulièrement développé, lui conférant un bon sens de l’équilibre. Ceci explique l’étonnante faculté qu’ont les chats de se retourner rapidement pour retomber sur leurs pattes lors d’une chute.
Si un chat fait une chute de deux mètres et plus (si tel n’est pas le cas, sa technique ne marche pas) alors qu’il est sur le dos, il peut se retourner afin d’amortir cette chute. En effet, il tourne d’abord sa tête en direction du sol, entraînant les pattes avant puis les pattes arrière. Le chat se retrouve alors le ventre en direction du sol et prend une position qui ressemble à celle d’un écureuil volant. Il ne lui reste qu’à courber le dos et, dès qu’il se rapproche du sol, il rassemble ses pattes, comme s’il était sur terre. Ce retournement ne le sauve pas forcément mais rend la chute moins grave.

### Différentes races

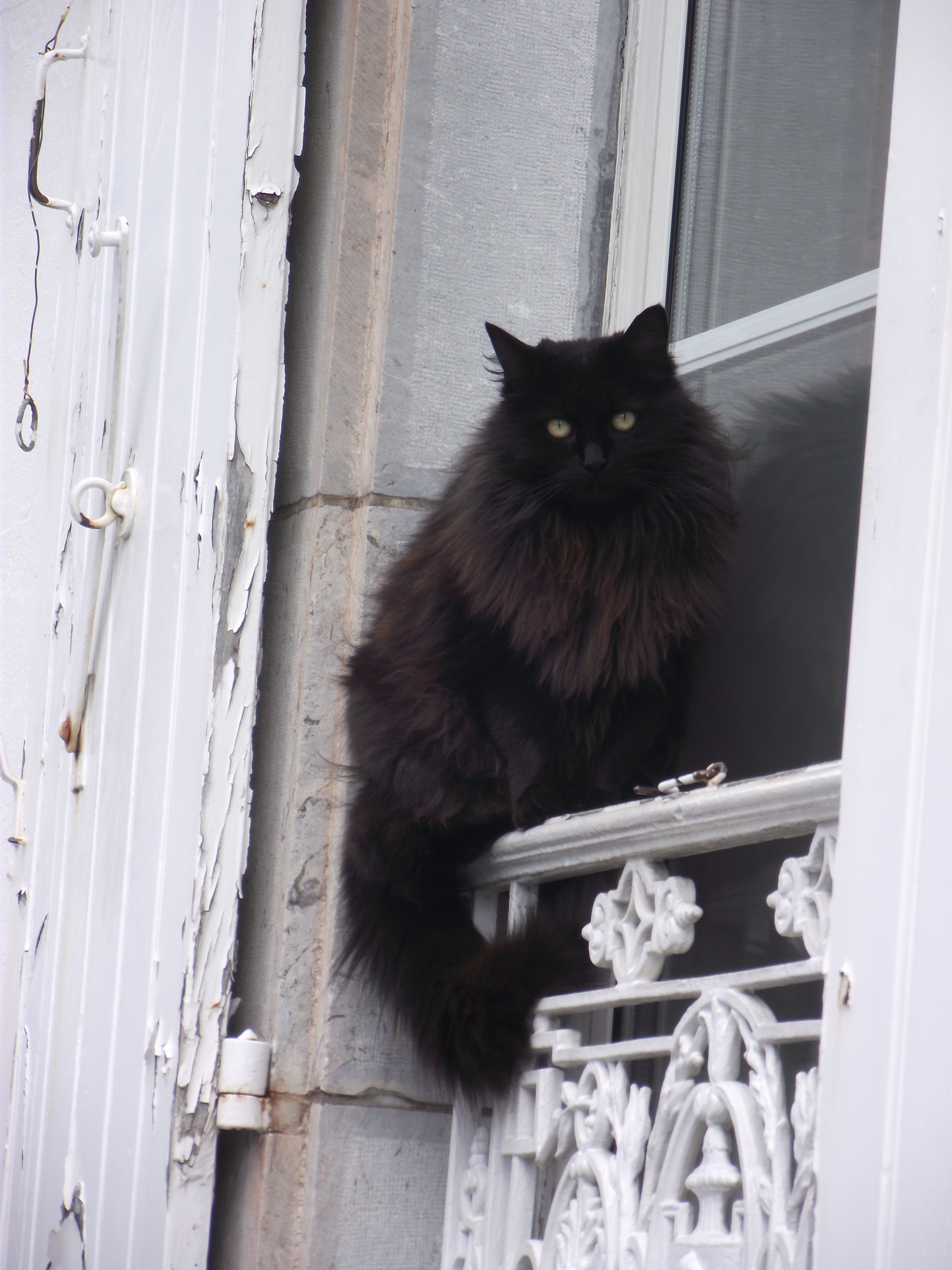
Chat noir à poil long.

Les caractéristiques essentiellement de morphologie et de couleur conservées entre générations de chats servent usuellement à définir des races, dont la pureté repose sur la constance et la concordance avec des standards. Rappelons que cette notion de race a d’abord un but descriptif de catégorisation arbitraire, plutôt qu’une consistance biologique forte (seule l’espèce montre une homogénéité dont, pour certains critères, anatomiques, génétiques… la variance est parfois moindre que dans la population d’une race). Les races restent interfécondes. La consanguinité produit fréquemment des tares. Par exemple, la surdité est fréquente sur les chatons croisés de chats blancs.
En France, un chat de race est un chat ayant un pedigree. Les registres d’immatriculation des spécimens sont maintenus par différentes associations comme les américaines TICA, l’ACFA et le CFA, la française LOOF, deux fédérations internationales, la FIFé et la WCF ou encore la GCCF britannique. Ces associations permettent l’inscription des spécimens sur des critères d’origines génétiques stricts. Ainsi tout animal dont les géniteurs ne sont pas inscrits est écarté. Ces inscriptions sont payantes.
Les chats de race sont une minorité et ne représentent selon l’AFIRAC que 5 % de la population totale des chats. Tous les autres chats domestiques, ceux ne possédant pas de pedigree, sont considérés comme chats de gouttière, appelés également chats de maison. Le nombre de races reconnues varie du simple au double selon ces organisations. Certaines sont très anciennes, comme le siamois ou l’angora turc, d’autres ont été créées plus récemment, comme le ragdoll ou le peterbald. L’homme a également procédé à des hybridations entre chats domestiques et petits félins, ce qui a donné naissance à des races telles que le bengal.

## Comportements

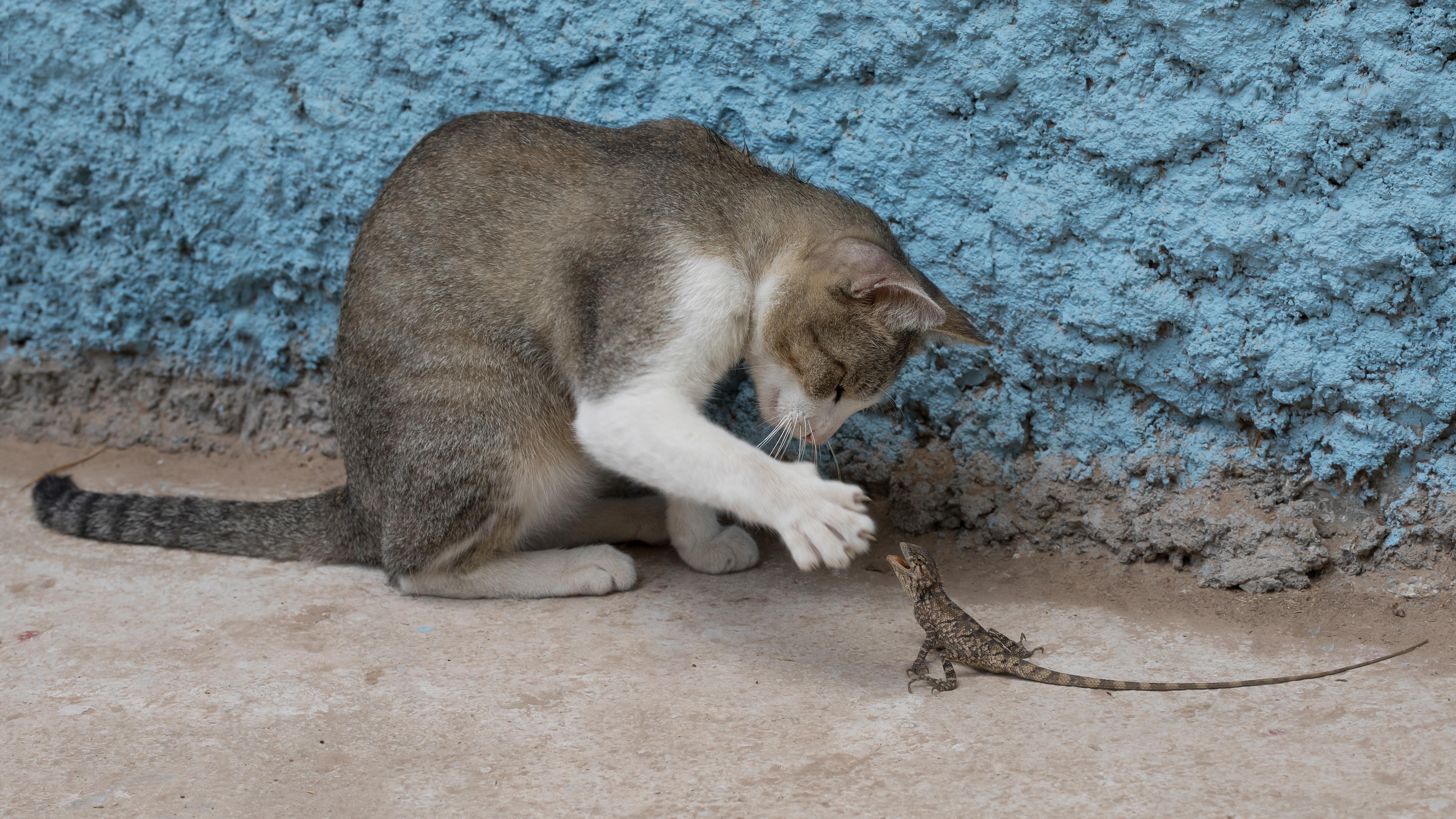
Chat jouant avec un lézard.

Le chat est un chasseur solitaire, mais une espèce sociable. C'est un prédateur qui est très actif à l'aube et au crépuscule. Il sécrète et perçoit les phéromones.
Le chat est généralement d’une nature très indépendante, mais cela peut varier selon les races et la façon dont le chat a été élevé. Contrairement au chien, il se promène seul. C’est un animal rituel qui apprécie bien les situations récurrentes (heures fixes pour les repas par exemple). Bien que territorial, c’est un animal sociable. Bon nombre de chats harets vivent en groupe.

### Structure sociale
Le chat est un animal territorial. Cela signifie que la préservation de son lieu de vie est le moteur principal de ses interactions avec les autres individus. Lorsque plusieurs chats partagent le même appartement, il n’est pas rare de les voir choisir chacun son propre « chemin » pour aller d’un lieu à un autre ; ils se partagent ainsi leur territoire.

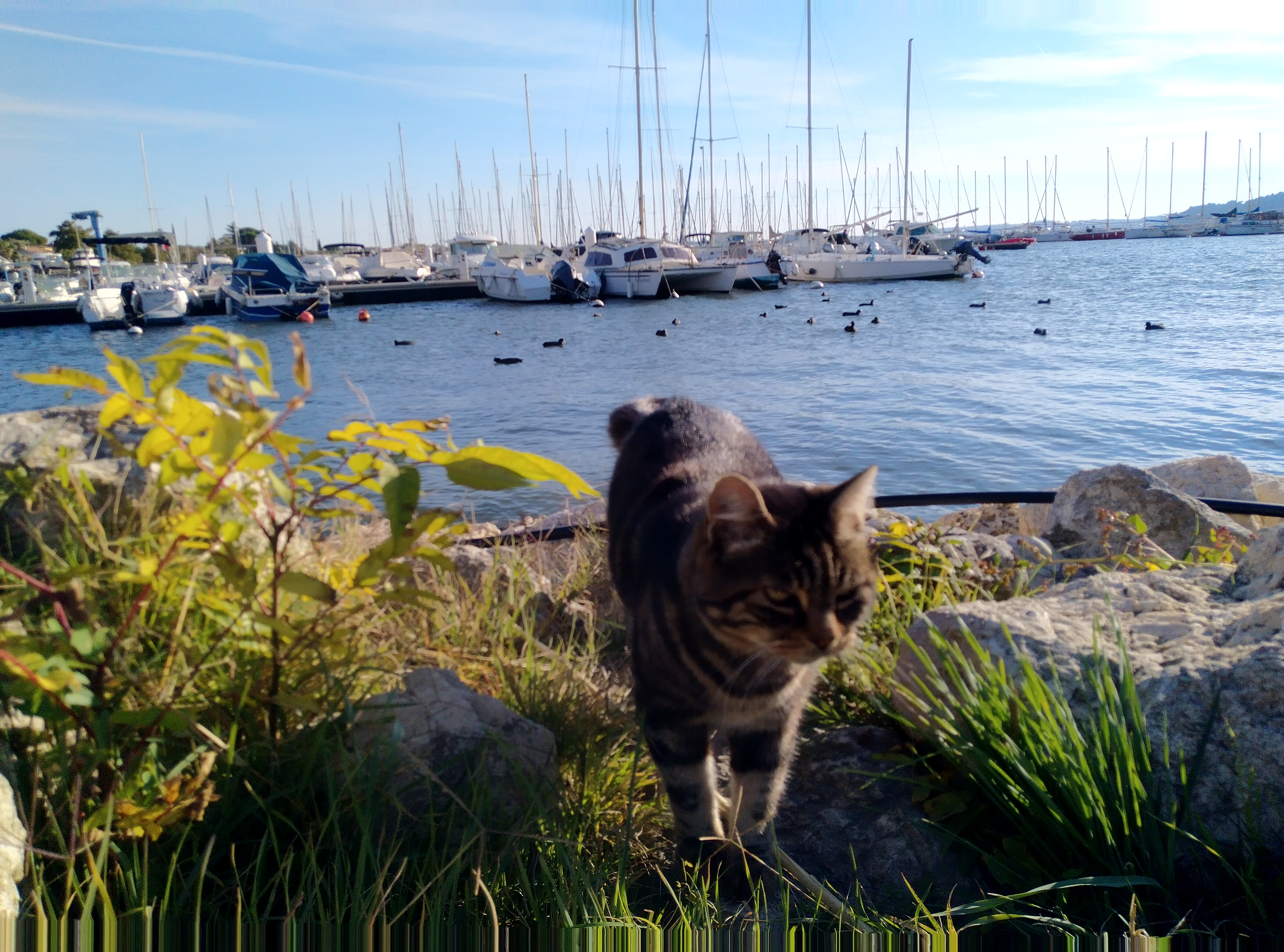
Chat sur le port de Saint-Chamas.

Le chat n’est pas un animal strictement solitaire : selon l’espace et les ressources disponibles, les chats forment différentes structures spatiales et sociales. Cela va des chats solitaires en milieu rural aux larges et denses groupes en milieu urbain. Il est démontré que ces différentes organisations spatiales et sociales entraînent différents systèmes d’appariement (voir Reproduction (biologie)) : en milieu rural, le système est polygyne, tandis qu’en milieu urbain, il est difficile pour les mâles dominants de monopoliser plusieurs femelles.

### Communication
La communication avec les chats comprend des vocalisations telles que le miaulement, le ronronnement, les trilles, les sifflements, les grognements ainsi que le langage corporel spécifique au chat.
Les chats communiquent principalement entre eux par des phéromones ou des positions corporelles. Les glandes contenant les phéromones se trouvent en de nombreux points sur le corps : glandes anales, autour de la queue et de la bouche, sur les joues, entre les coussinets et se déposent également dans la salive, les selles et l’urine. Elles ont l’avantage de pouvoir durer, même en l’absence du chat, contrairement aux vocalises ou aux positions corporelles. Elles peuvent être déposées de manière volontaire (marquage du territoire, contacts sociaux comme l’allotoilettage…) ou involontairement (stress, attachement de la mère à ses chatons, phéromones sexuelles). 
Le chat utilise également une large gamme de positions corporelles pour communiquer. La position générale du corps, ses mimiques faciales ou les mouvements de sa queue, de ses yeux et de ses oreilles indiquent l’état dans lequel il se trouve. 
En dehors de la relation entre une chatte et ses petits, le miaulement est très peu utilisé lorsque des chats communiquent entre eux. Par contre, au contact de l’humain, il continue souvent à utiliser différentes vocalises.

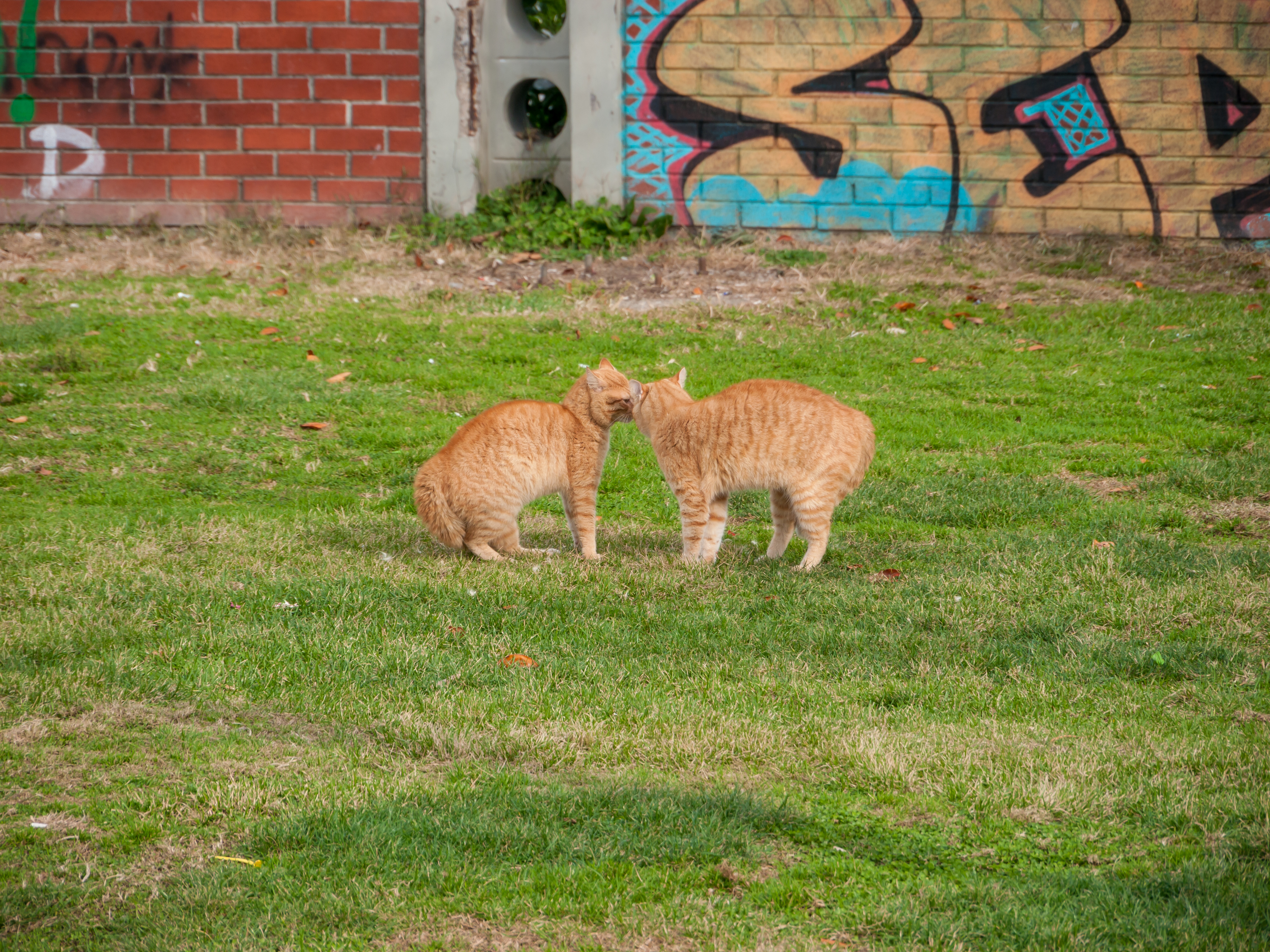
Deux chats en communication pacifique.
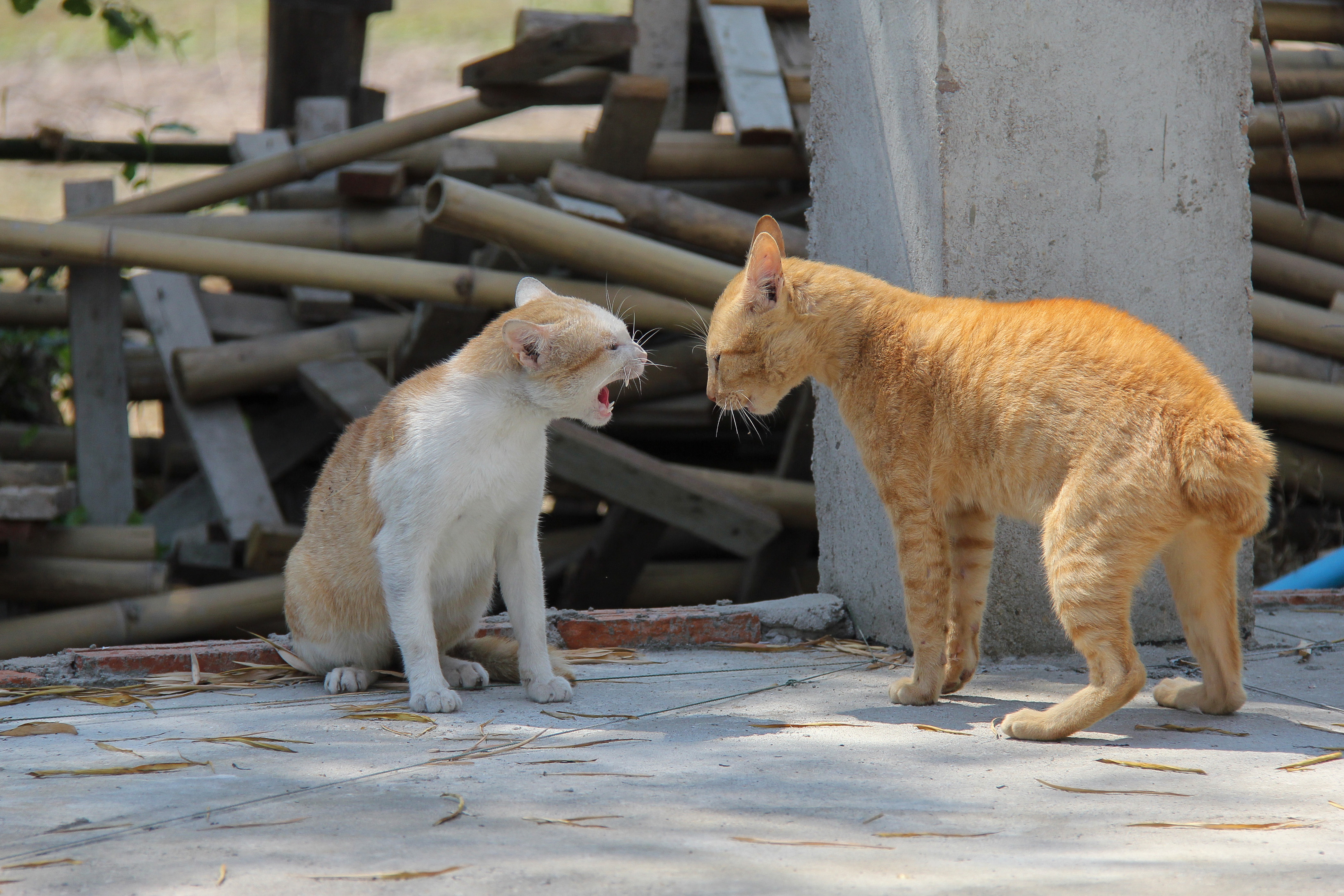
Chats s'invectivant.
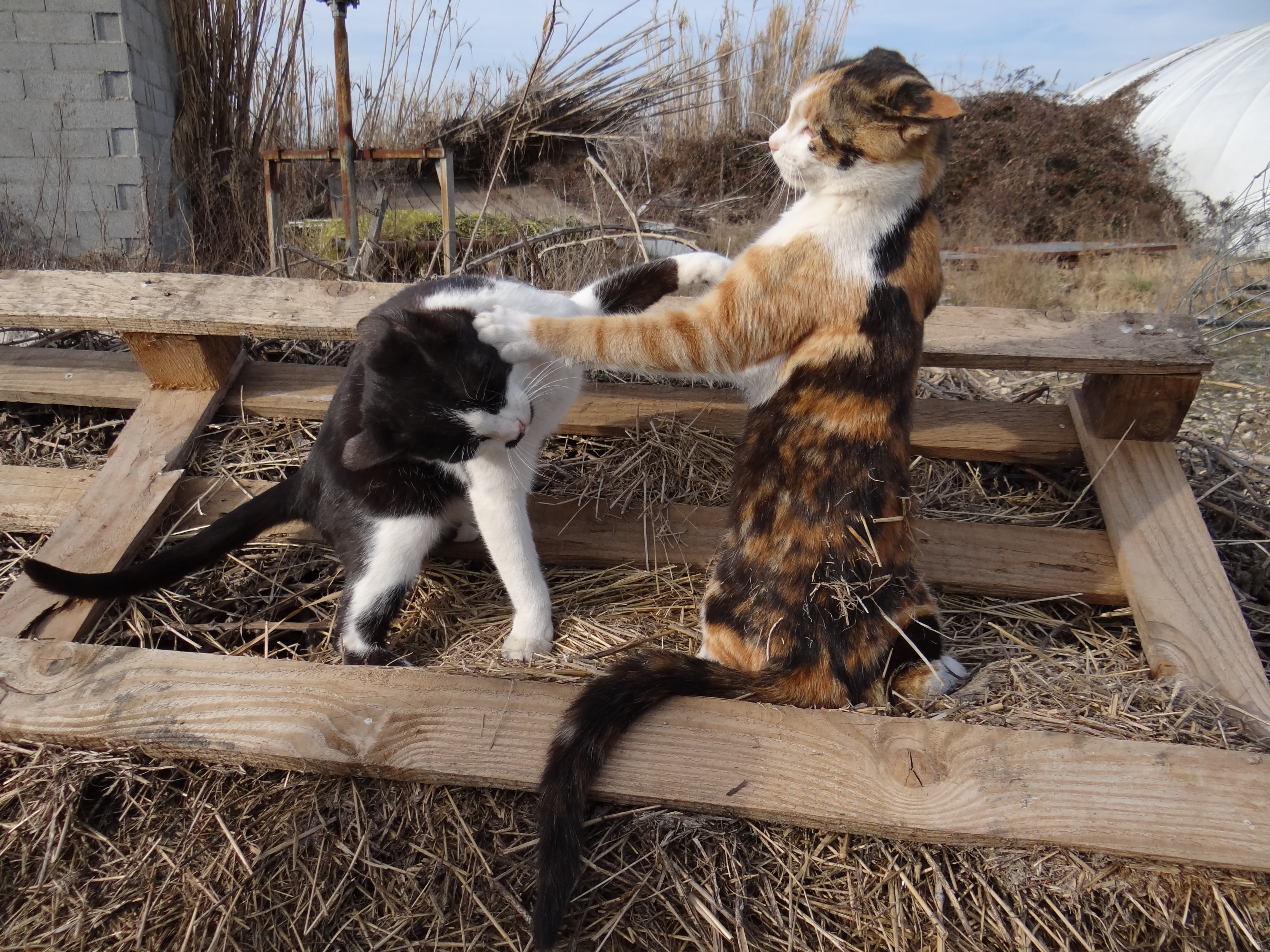
Deux chats jouant à se battre.
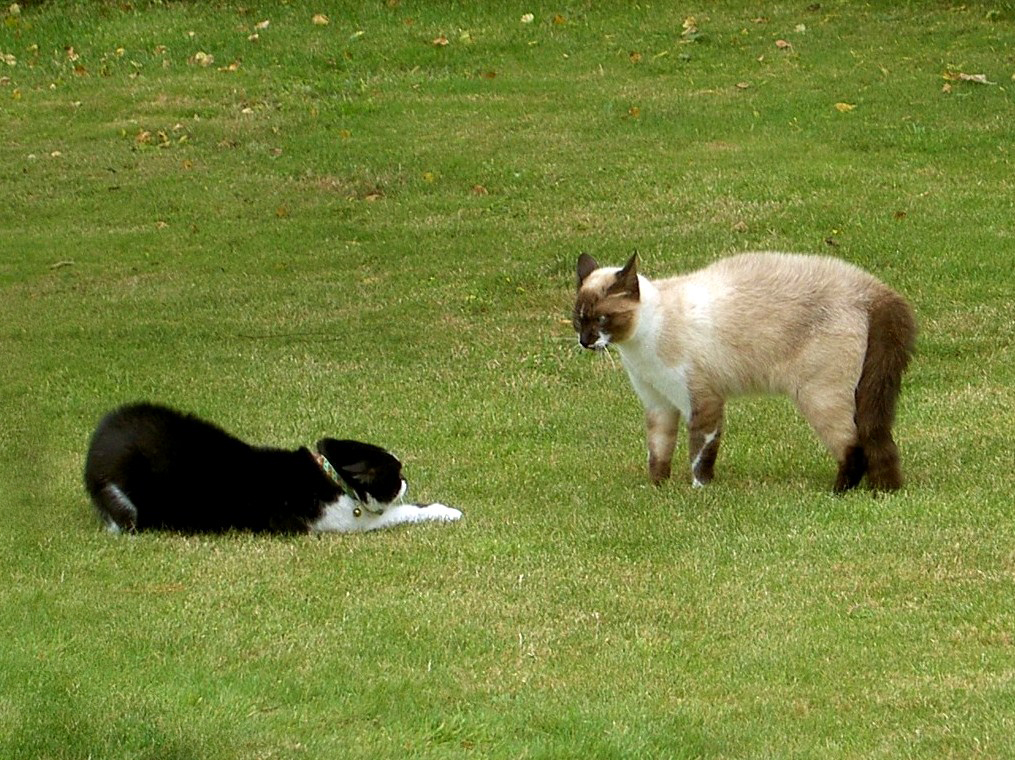
Chat soumis à un autre.
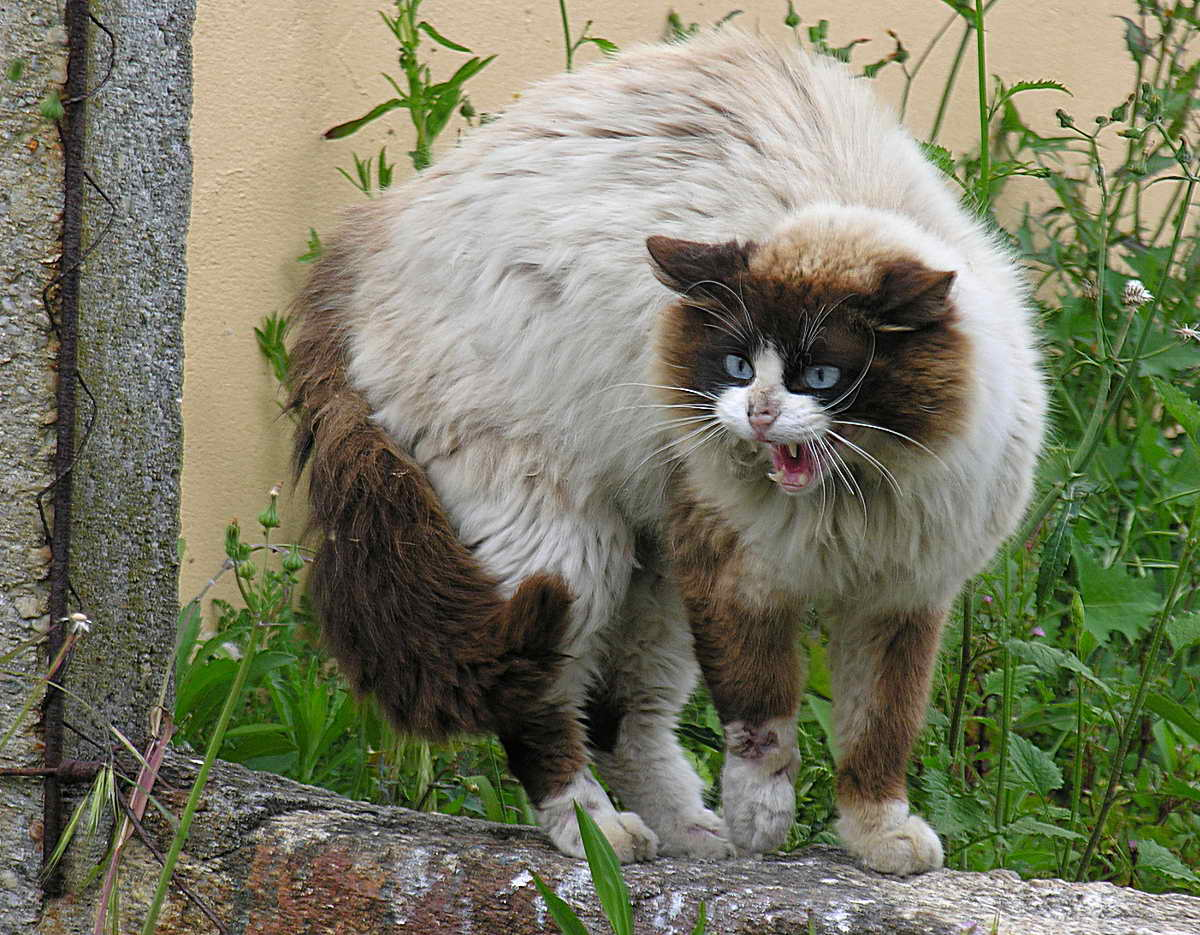
Chat se hérissant et courbant le dos.
Groupe de chats se partageant des ordures.

#### Miaulement
Le miaulement est un cri caractéristique du chat. En général, le chat est d’un tempérament plutôt discret, mais certaines races, notamment les siamois, sont plus « bavardes » que d’autres.
Le chat crie souvent et fortement quand il cherche un compagnon ou une compagne. Certains disent alors qu’il « margotte », au sens figuré. Les miaulements sont poussés tout d’abord par la femelle au début de l’œstrus, puis pendant toute la période d’accouplement, par le mâle et la femelle, avec de nombreuses variations possibles.
Plus rarement, le chat émet un miaulement saccadé d’intensité faible lors d’une frustration, comme lorsqu’il voit une proie hors de portée tel un oiseau ou un insecte volant. Ce miaulement est souvent accompagné de claquement des mâchoires, parfois accompagné de vifs mouvements de queue, que l’on pourrait comparer à notre expression avoir « l’eau à la bouche ».
En présence de l’humain, le chat très imprégné utilise souvent un registre spécifique, qui varie selon l’individu et qui semble en grande partie acquis. Selon le chercheur John Bradshaw, le chat peut utiliser une dizaine de vocalises selon les circonstances et sa situation. Ainsi, il peut accueillir son maître avec des petits miaulements brefs en rafales (comme s’il « aboyait »), saluer les passants, demander une action spécifique (le brossage, par exemple), signaler qu’il a faim, ou mal,,.
D'une façon générale les chats ne communiquent que très rarement entre eux en miaulant. En fait, ils utilisent le miaulement par rapport aux hommes, pour attirer leur attention.

#### Grognement
Le chat, en position d’attaque ou de défense, est aussi capable de grogner et de souffler. Le terme de feulement est également utilisé dans le sens de grondement. Par exemple, de nombreux grognements et sifflements — en plus des miaulements — sont émis par les mâles qui s’affrontent pour la femelle lors des périodes de reproduction.

#### Ronronnement
Produit à l’expiration comme à l’inspiration, le ronronnement est un son de basse fréquence. Le mécanisme du ronronnement est encore mal expliqué. La théorie dominante est que le son est produit par des contractions des muscles du larynx déclenchées par une oscillation neurale et faisant vibrer les cordes vocales,.
Le ronronnement est essentiellement limité aux relations mère-progéniture dans la nature. Le ronronnement apparaît dès l’âge de deux jours lors de la tétée, où chatte et chatons communiquent par ronronnement ; ce phénomène apparaît aussi lors de la toilette des chatons par la mère. Le ronronnement se manifeste le plus souvent lorsque l’animal éprouve du plaisir mais aussi de la souffrance : stressé, blessé et même en mourant, le chat peut ronronner ; il s’agit donc de l’expression d’un sentiment fort. Enfin, le ronronnement sert aussi à communiquer, puisque la rencontre de deux chats déclenche des ronronnements. Le chat ronronne le plus souvent pour exprimer la dépendance affective : le chaton dépend de sa mère et de son lait, de l’homme lorsqu’il réclame des soins ou des caresses.

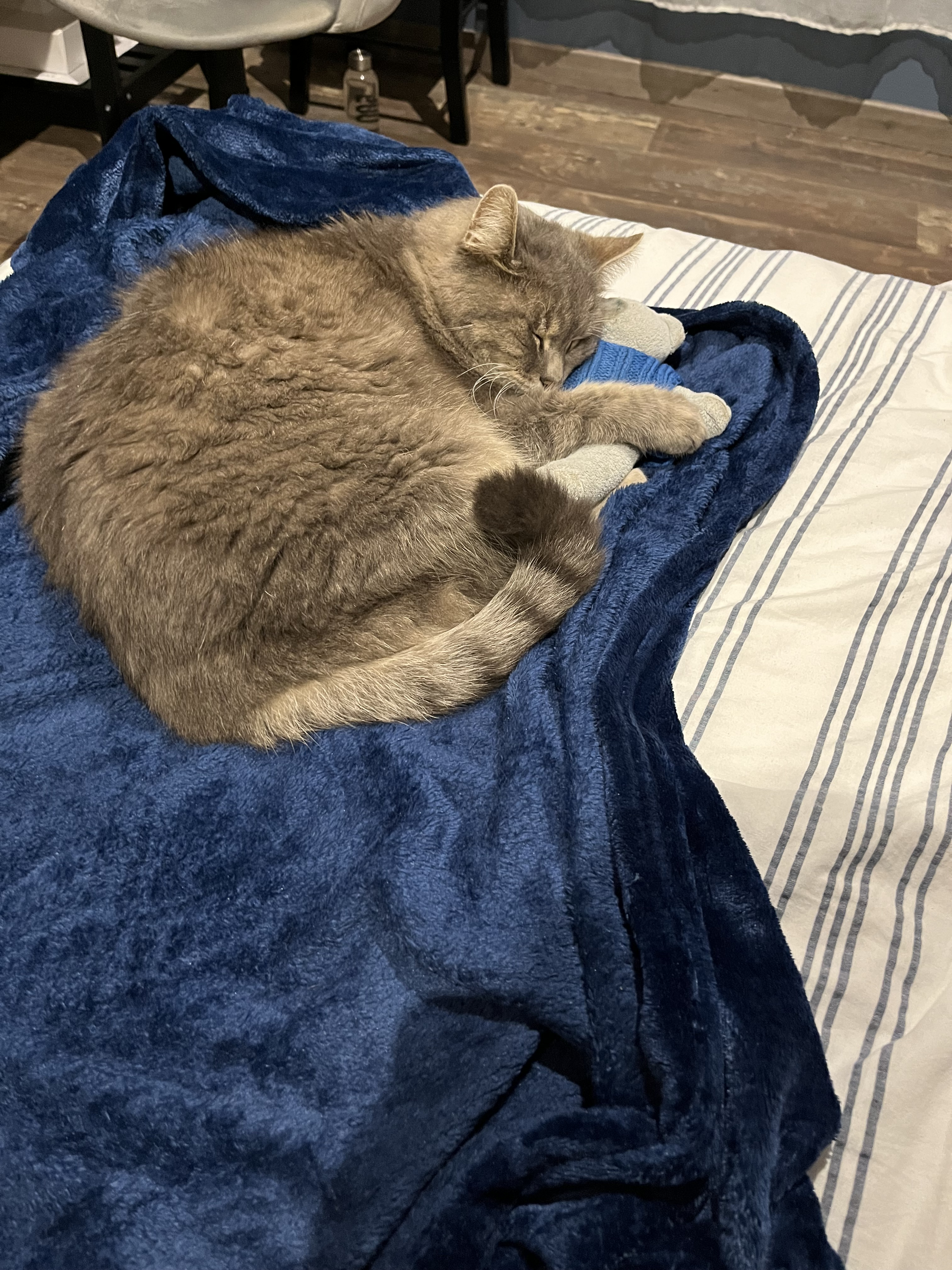
Chat de type européen sur une couverture en train de dormir.

Comparé au sourire par certains auteurs, son rôle social, tant avec des congénères qu’avec l’être humain, est primordial. Une théorie assure au ronronnement un rôle curatif : les basses fréquences émises permettraient de renforcer les os, les muscles, les tendons et auraient même un rôle anti-douleur. En effet, une hypothèse avance que le ronronnement, dont la fréquence se situe entre 25 et 30 Hz, peut avoir un pouvoir réparateur et même antalgique par rapport aux os, aux tendons et aux muscles. Le ronronnement aurait un effet bénéfique sur les humains, notamment grâce à un effet relaxant, qui a été popularisé dans la presse par le terme « ronron-thérapie ».

### Sommeil
Le chat a besoin d’entre 12 et 16 heures de sommeil quotidien mais, en général, il dort plus, soit en moyenne 15 à 18 heures par jour. Il reste ainsi éveillé environ 6 à 9 heures dont une partie de la nuit pour chasser. Le chat est un animal avec une grande proportion de phases de sommeil paradoxal dont une partie correspond à des rêves : la durée quotidienne de cette phase dure de 180 à 200 minutes chez le chat, contre environ 100 pour l’Homme. C’est pour cette raison que le chat est fréquemment utilisé dans le cadre d’expérimentations sur les cycles du sommeil.
Durant les phases de sommeil paradoxal, l’activité électrique du cerveau est semblable à celle de l'éveil. Par contre, cette phase de sommeil se caractérise par une atonie musculaire, causée par une inhibition des centres moteurs, structures cérébrales contrôlant le mouvement. On observe néanmoins d'importants mouvements oculaires, caractéristiques de cette phase. Quelques mouvements tels que l’agitation des vibrisses, des sursauts des pattes ou de la queue, le hérissement du pelage sont aussi observables mais beaucoup plus anecdotiques. Ces phases de sommeil paradoxal sont très importantes chez le chat : cela lui permet de garder un équilibre au niveau mental. Ce sommeil paradoxal peut voir son temps augmenté par des repas échelonnés au cours de la journée. Durant ce sommeil paradoxal, le tracé de son encéphalogramme est analogue à celui de l’éveil malgré une totale perte de conscience : le système nerveux fonctionne probablement à vide, soit pour sélectionner et mettre en mémoire les événements de la journée, soit pour évoquer le souvenir des perceptions passées, d’où l’hypothèse que le sommeil paradoxal est un témoin de l’activité onirique.

### Griffades

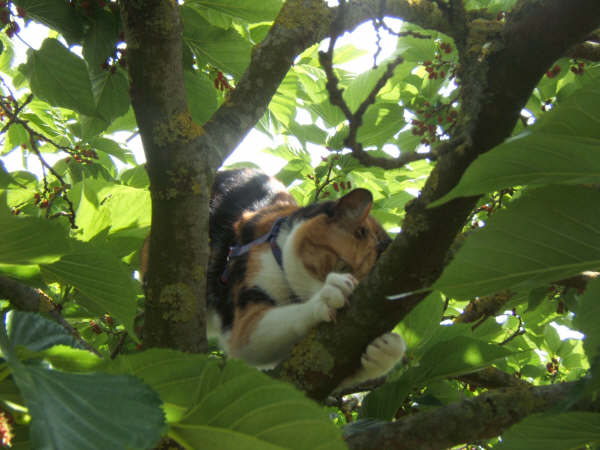
Chatte griffant une branche d’arbre pour marquer son territoire.

La pousse des griffes du chat est continue et compense leur usure naturelle. Le chat peut ajuster la longueur de ses griffes et les aiguiser en les frottant contre une surface rugueuse : il « fait ses griffes ». Les griffades sont des marquages visuels et olfactifs. Ce comportement est un outil de communication. Le chat possède entre les coussinets des glandes sudoripares émettrices de phéromones qui servent à signaler son passage aux autres chats. En outre, les traces de griffades sont un marquage visuel, pour signaler la présence d’un chat sur le territoire.
L’onyxectomie est parfois pratiquée par les propriétaires : elle consiste en l’ablation totale de la griffe et l’amputation de la troisième phalange sur laquelle celle-ci est insérée. Le plus souvent, elle n’est réalisée que sur les pattes antérieures. La plupart des associations de défense des animaux condamnent cette opération, considérée comme cruelle. L’animal privé de ses griffes, incapable de se défendre ou de grimper aux arbres, devient également plus vulnérable puisqu’il ne peut échapper à ses prédateurs. L’ablation des griffes est couramment pratiquée aux États-Unis et au Canada. Cette opération est en revanche interdite dans 29 pays, principalement européens. D’autres techniques d'onyxectomie, moins douloureuses pour le chat, existent, comme la tendinectomie ou la brûlure des nerfs au laser.

### Toilette

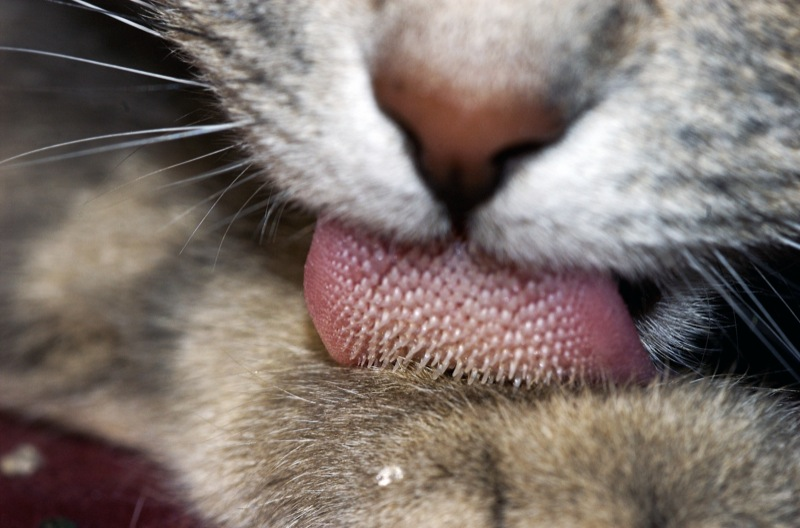
Détail sur les papilles.

Lors de leur toilette (un quart de leur journée est consacrée à cette activité alors que le chat dort en moyenne 14 heures par jour), ils avalent de nombreux poils morts qui s’accumulent dans l’estomac, formant des boules de poils, appelées trichobézoards. Cela perturbe leur transit intestinal et ils sont obligés de les régurgiter afin d’éviter une occlusion intestinale. 
Selon les races de chats, la salive contient une plus ou moins grande quantité d'un allergène, la glycoprotéine "Fed d1" (présente aussi dans la peau), à l'origine de la majorité des allergies aux chats. C’est lors de sa toilette que le chat le dépose sur ses poils. Certaines races, comme le Sibérien sont réputées pour leur faible niveau allergisant. Certains fabricants d'aliments pour chats assurent que leurs produits contribuent à la baisse du taux de cette protéine.
La langue des chats contient en moyenne 300 petites papilles cornées mesurant 2,3 mm. Elles sont creuses, ce qui assure la remontée de la salive par capillarité et leur permet de mouiller la base des poils de leur fourrure.
L’« allotoilettage » (action de se lécher mutuellement) est réservé aux chats qui se connaissent et s’apprécient. Ils se lèchent pour échanger leurs odeurs et déposent sur l’autre des phéromones apaisantes. Quand ils s’entendent bien, les chats adultes dorment volontiers ensemble, serrés l’un contre l’autre comme lorsqu’ils étaient chatons, un moyen de se procurer mutuellement chaleur et sécurité. En dormant ensemble, les chats échangent aussi leur odeur.

### Lapement
Le chat, à l’instar des félidés, a une technique de lapement différente des autres animaux. On pensait que les papilles cornifiées de sa langue lui servaient à retenir l’eau mais il en est tout autrement. Alors que l’homme boit par la technique de succion et que le chien, comme beaucoup d’autres vertébrés, plonge le museau et plie sa langue comme une cuillère, ce qui amène le liquide vers sa gueule, le chat plie la pointe de la langue vers le bas et vers sa face dorsale pour effleurer le liquide, puis la retire aussitôt, ce qui crée une colonne de liquide. Le chat, au moment où la gravité reprend le pas sur la force d’inertie et va faire retomber la colonne, referme sa mâchoire et aspire alors une partie de cette colonne. Cette technique de lapement (en moyenne 4 lapées par seconde pour le chat, moins pour les félidés plus gros) a été modélisée mathématiquement et reproduite par un robot (disque de verre rond remontant par un piston à la même vitesse que la langue féline, soit 1 m/s). Une hypothèse expliquant cette technique sophistiquée met en cause la région extrêmement sensible du nez et des moustaches du chat, ce dernier lapant en cherchant à maintenir cette région la plus sèche possible.

### Déjections

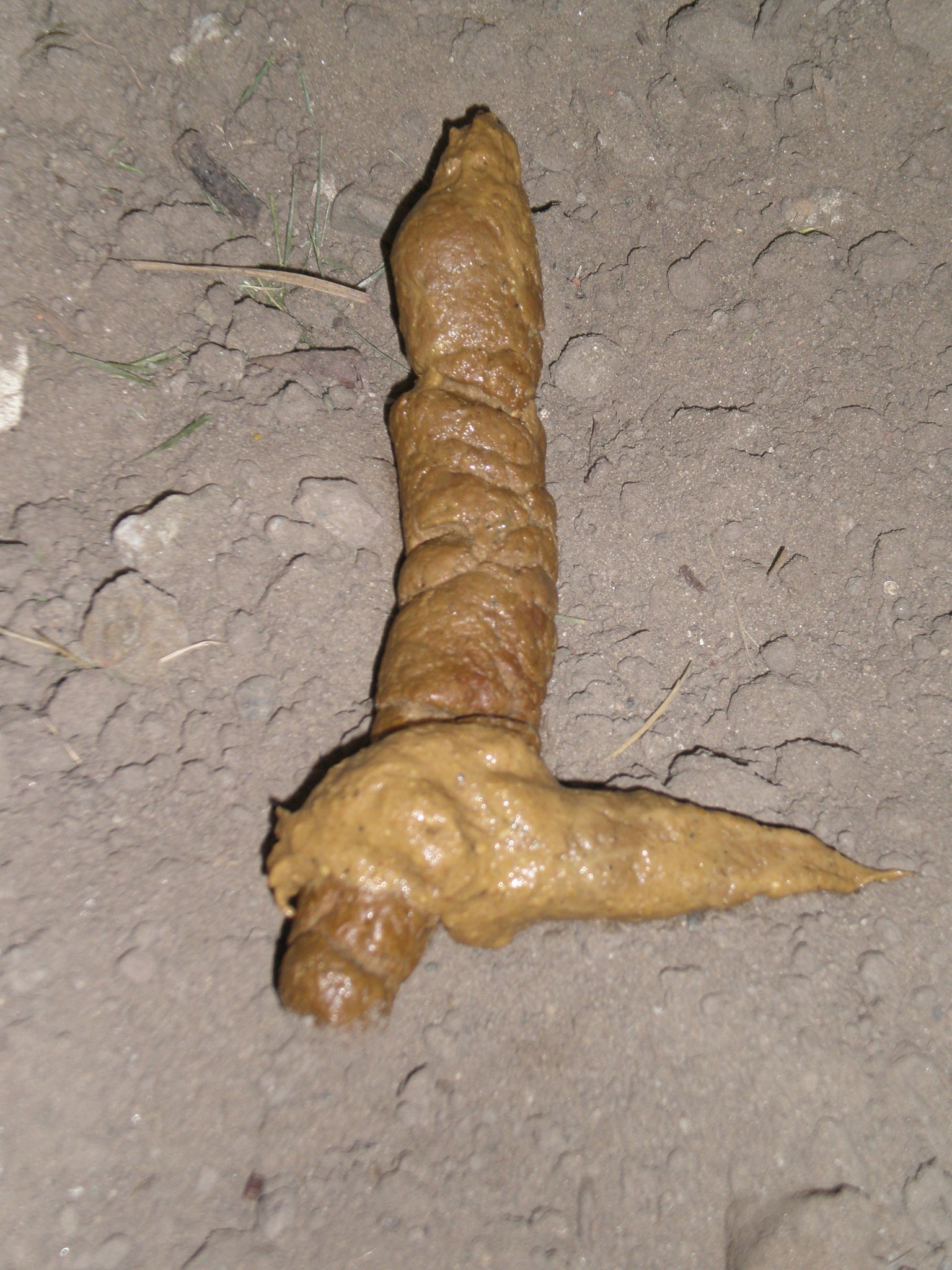
Crottes fraîches de chat.

Les chats, dans la nature, choisissent un coin de terre meuble pour y laisser leurs déjections. Ils les recouvrent ensuite de terre, en grattant cette dernière avec leurs pattes avant. L’odeur des selles déclenche le recouvrement ; cela permettait à l’état sauvage de ne pas faire repérer leurs odeurs par les prédateurs et de diminuer les risques d’infections parasitaires. Elle est inculquée très tôt par la mère aux chatons, ce qui laisse à penser qu'elle n'est pas instinctive. Toutefois, les personnes[Qui ?] ayant eu à s’occuper de chatons orphelins ont l'heureuse surprise de voir ce comportement émerger de lui-même, pour autant que de la terre meuble soit disponible.
Le chat défèque une à deux fois par jour et urine jusqu’à cinq fois par jour. Il ne faut pas confondre le marquage urinaire, c’est-à-dire l’opération de marquage du territoire qui est un comportement, et la miction, où le chat « se soulage » : dans le premier cas, le chat est debout, la queue levée et dos à l’élément qu’il compte marquer, dans le second cas, il adopte une position analogue à celle de la défécation. La défécation enfouie ne constitue probablement pas un signe du marquage du territoire chez le chat, au contraire des déjections situées bien en vue sur des lieux de passage des chats (en hauteur, par exemple sur une souche).
Avec le vieillissement de l’animal, le volume d’urine peut croître à cause de fréquents problèmes bénins d’hyperthyroïdie.

### Chasse

#### Comportement en chasse
Le chat est essentiellement carnivore. Son métabolisme a besoin de taurine présente dans la viande, qui est un dérivé d’acide aminé qu’il ne peut synthétiser en quantité suffisante. Une carence en taurine entraîne chez le chat des troubles oculaires, cardiaques, des déficits immunitaires et des problèmes de reproduction chez les femelles. 
Deux stratégies de chasse peuvent être distinguées : la stratégie mobile (ou chasse à l’approche), comportant une phase d’approche de la proie, suivie d’une phase d’attaque et la stratégie stationnaire (ou chasse à l’affût), qui comporte une phase attentive et immobile, suivie d’une phase d’attaque. Les méthodes de chasse utilisées ne semblent pas spécifiques à l’espèce chassée.
Pour tuer sa proie, le chat mord généralement à la nuque, en brisant ainsi la colonne vertébrale. Les proies les plus courantes sont de petits rongeurs, mais ils s’attaquent aussi aux lézards, aux petits oiseaux, aux insectes, aux lapereaux et parfois à des proies moins conventionnelles comme la grenouille, le hérisson ou l’écureuil. Opportuniste, il ne rechigne pas à s’attaquer aux déchets. La chasse peut simplement se dérouler dans une optique de jeu. Chez le chaton, on observe des jeux de chasse comme chez les autres félins, dans un rôle social similaire.

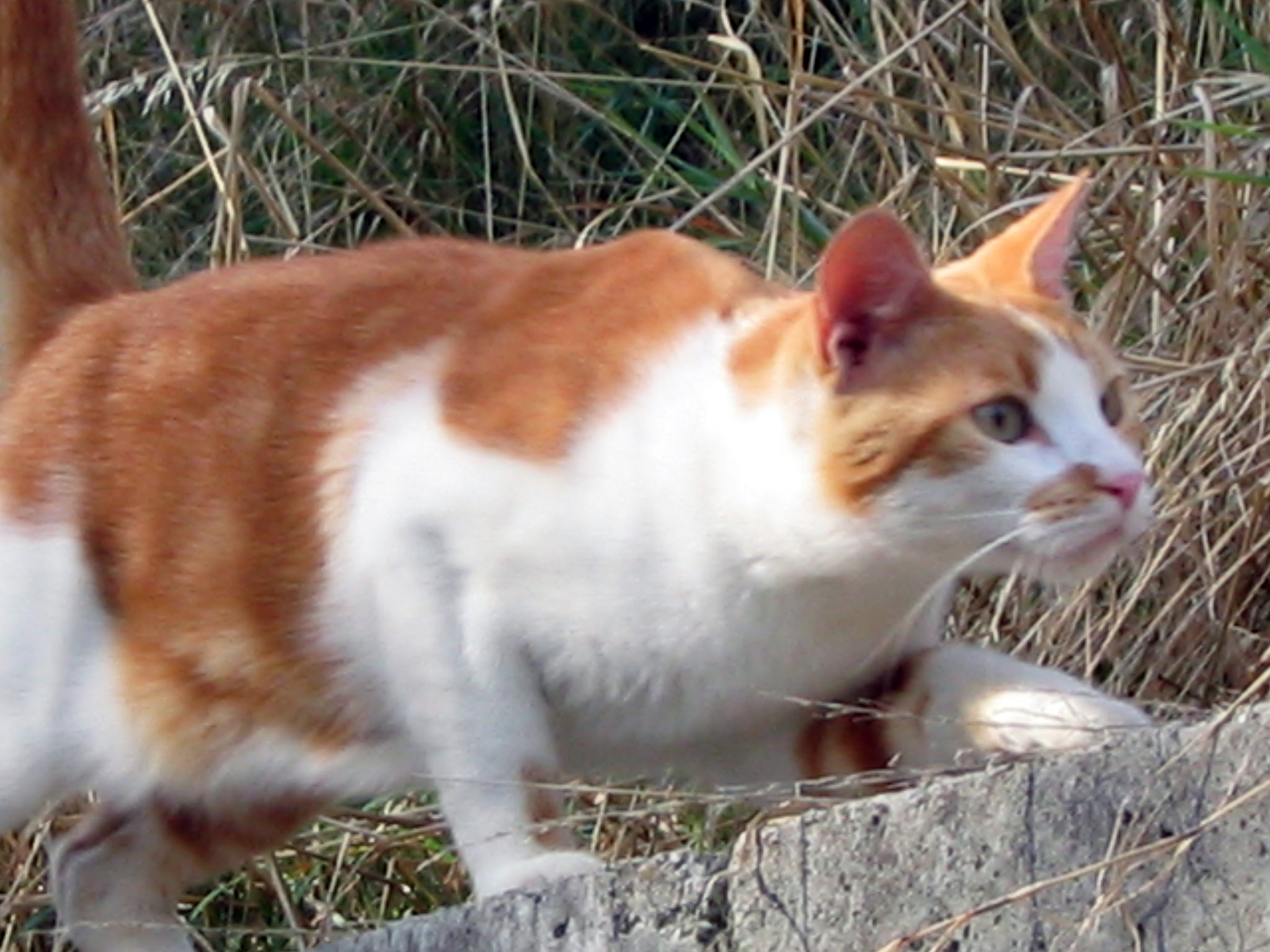
Approche.
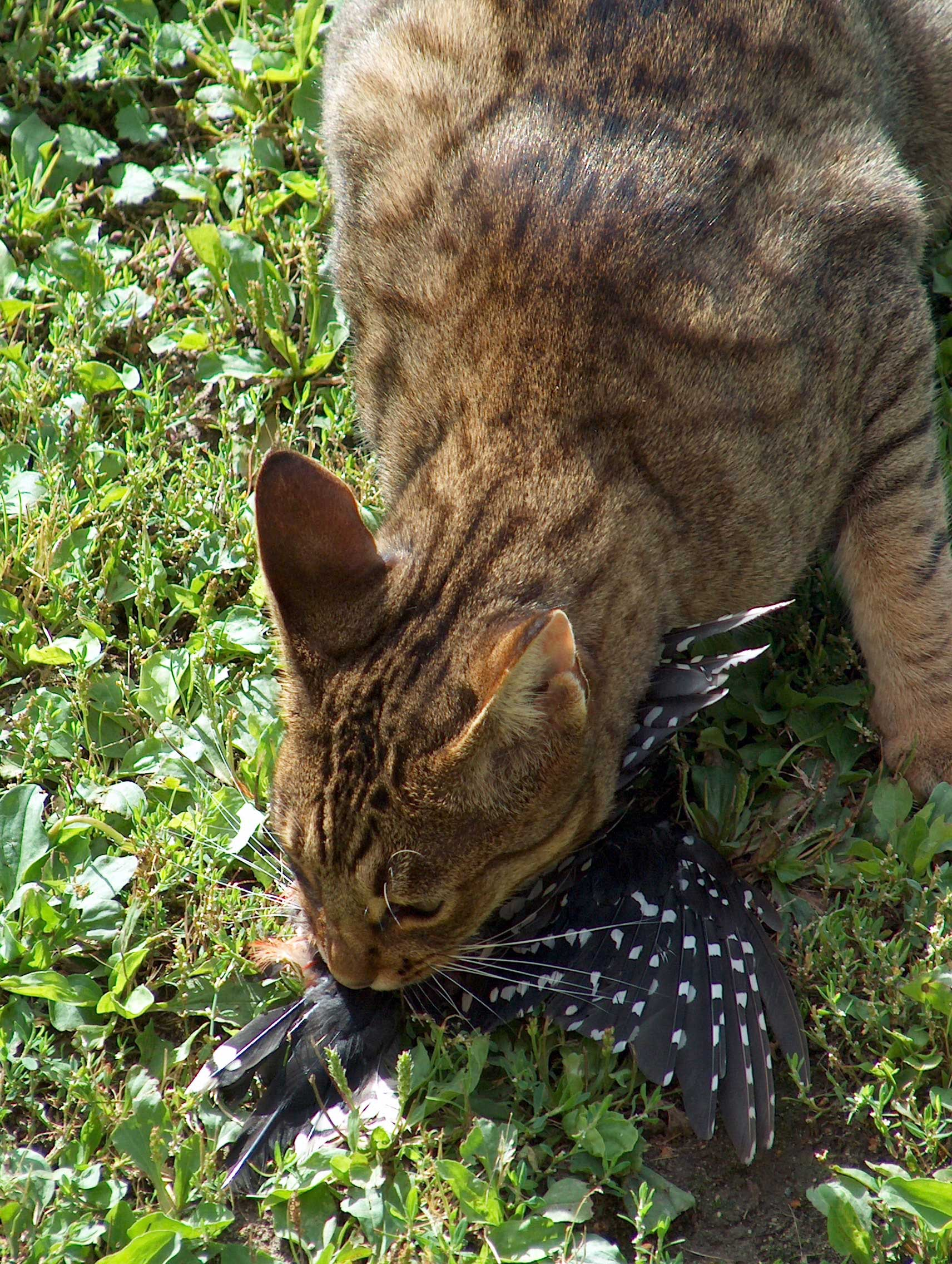
Chat ayant capturé un oiseau.
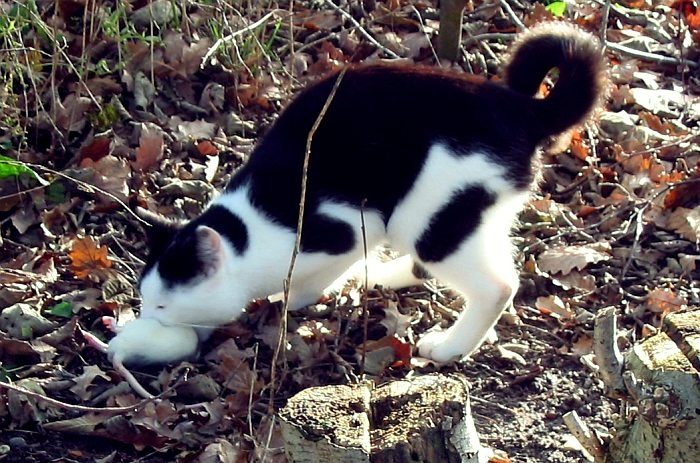
Chat tenant un rongeur dans sa gueule.

#### Impact sur l’environnement naturel

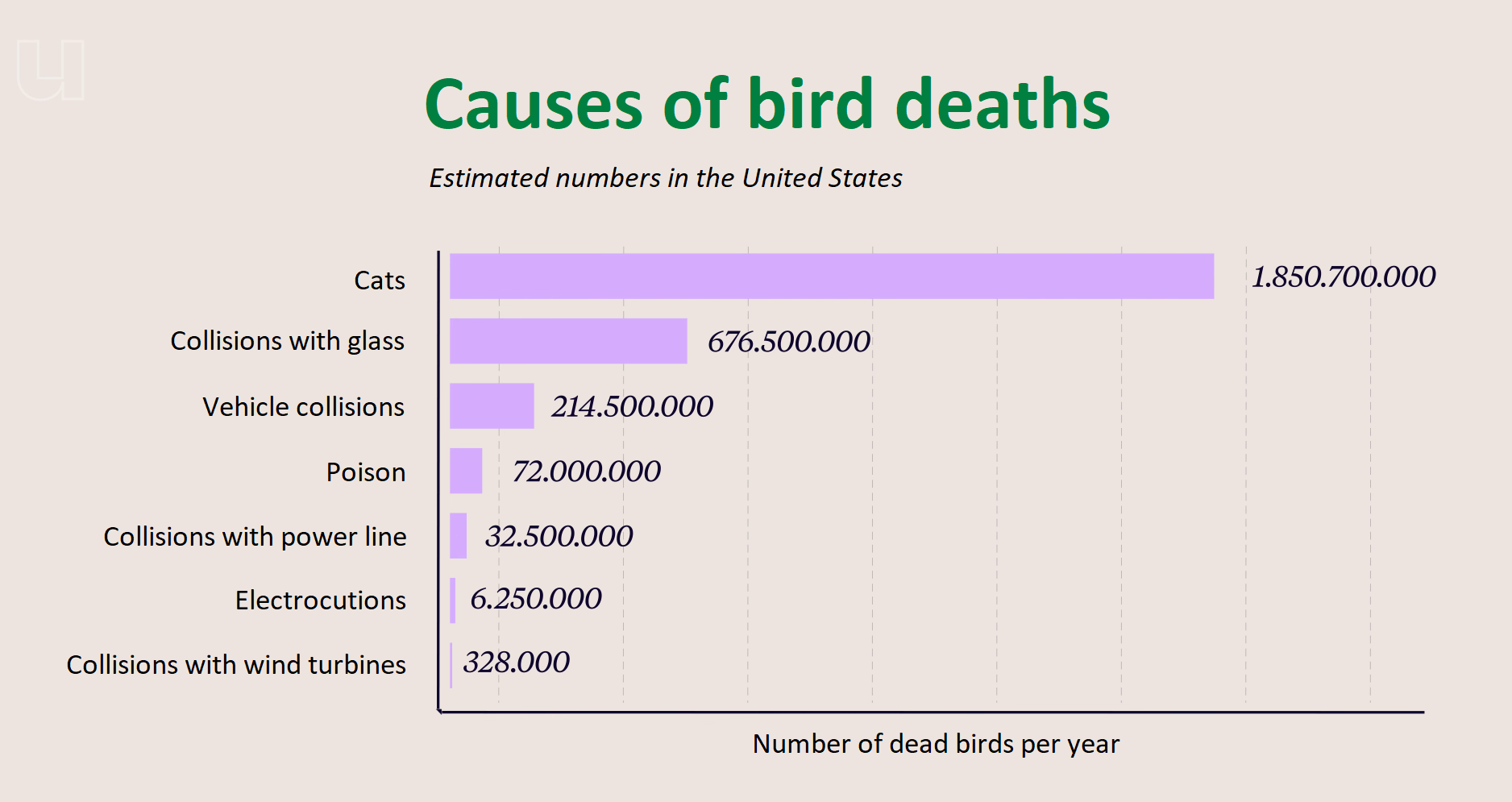
Les chats sont la première cause humaine de mortalité directe des oiseaux.

L’instinct de prédateur du chat se traduit par le fait que, même parfaitement « domestiqué », et bien nourri, il ne renonce pas pour autant à tuer des proies autour de lui.
C'est une espèce très adaptable, désormais présente dans tous les continents, sauf l'Antarctique, et sur 118 des 131 principaux archipels, même sur les plus isolés comme les îles Kerguelen,.
La capacité du chat domestique à prospérer dans presque tous les habitats terrestres constitue une menace pour la conservation de la biodiversité et a conduit à son inscription dans la liste des cent pires espèces envahissantes du monde

##### Populations domestiques

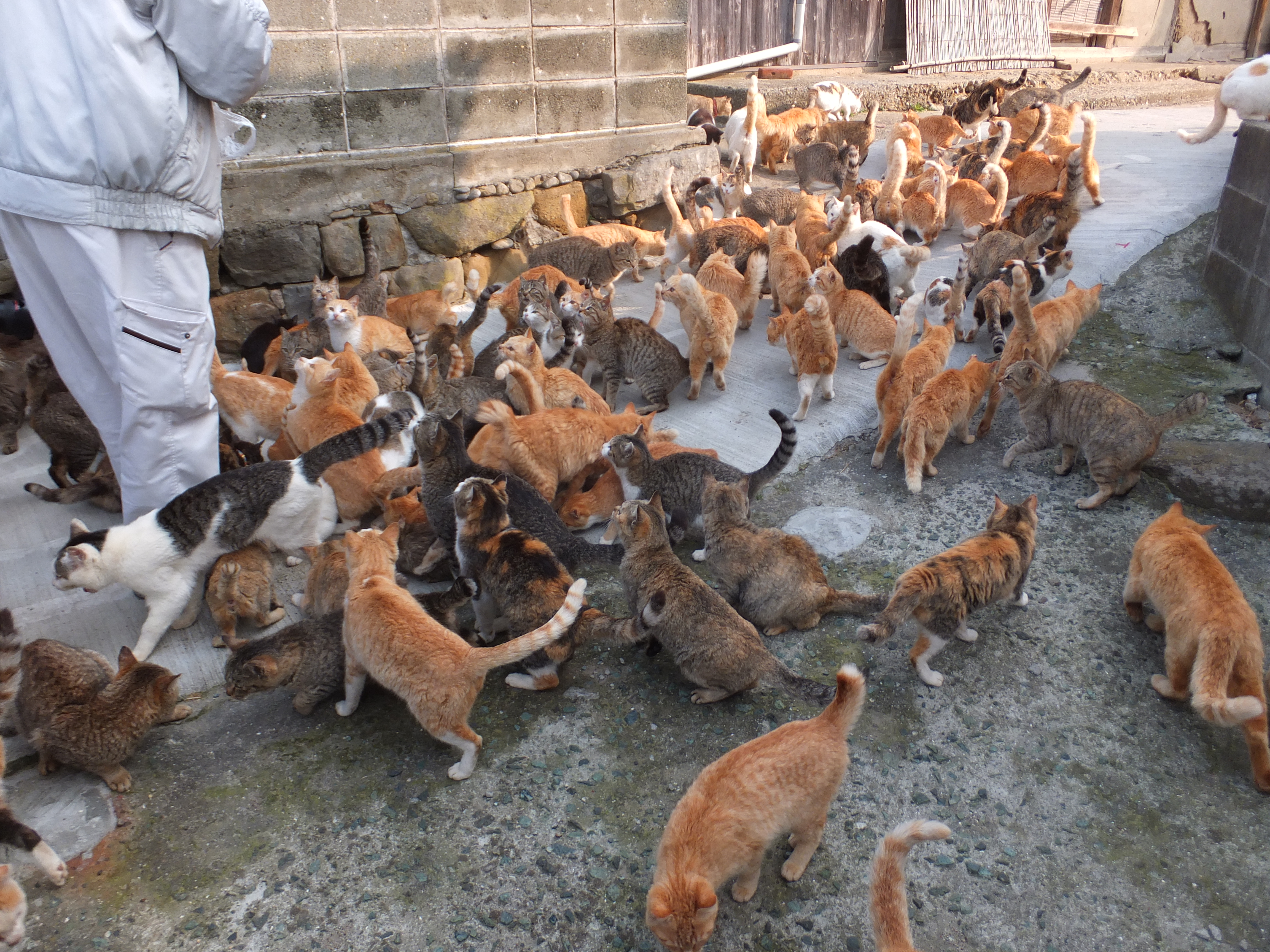
Chats sur l'île d'Aoshima (Japon).

Un certain nombre d’études ont été faites pour mesurer l’impact de ce comportement, au Royaume-Uni et aux États-Unis :
- une étude portant sur une année[76] menée à Wichita, Kansas, a montré en 2000 que les chats de cette ville de 300 000 habitants tuaient en moyenne 4,2 oiseaux par an chacun, malgré leur environnement urbain. Une extrapolation aux 64 millions de chats que comptaient alors les États-Unis conduirait au chiffre de 250 millions d’oiseaux tués chaque année dans le pays par les chats ;
- en Angleterre, Peter B. Churcher et John H. Lawton ont mené une étude d’un an également sur 78 chats, dans un petit village du Bedfordshire. Les résultats, extrapolés par eux en 1989 sur la base du nombre de chats en Angleterre (de l’ordre de 5 millions lors de l’étude), correspondaient à un nombre annuel de proies tuées de toutes espèces de l’ordre de 70 millions, dont environ 35 % d’oiseaux (soit 24 à 25 millions d’oiseaux tués par an). Près de la moitié des oiseaux tués étaient des hirondelles[77]. Rapporté au nombre de chats, le nombre d’oiseaux tués par chat est compris entre 4,5 et 5 par an, donc finalement très proche du chiffre trouvé dans l’étude américaine.

On a remarqué que le problème vient du fait que cette prédation n’est pas naturelle, puisqu’elle dépend d’une population de chats anormalement importante, car son nombre est défini par l’homme, et non par les ressources naturelles. Ceci se traduit en particulier par le fait que le chat entre en concurrence avec les prédateurs naturels de la région, dont la survie est ainsi rendue plus difficile. Mais il a aussi été rappelé que ces populations domestiques de chats existent depuis déjà des siècles, sans que les équilibres naturels en aient été profondément affectés, ni qu’on puisse leur attribuer la disparition de telle ou telle espèce d’oiseau. Le point crucial dépend donc de la densité de population humaine elle-même, ainsi que l’augmentation du nombre moyen de chats par foyer humain. L’étude menée par Peter B. Churcher et John H. Lawton eux-mêmes, si sérieusement qu’elle ait été conduite, porte sur un échantillonnage trop faible pour pouvoir être extrapolée au niveau d’un pays tout entier.
Reste le fait que le potentiel destructeur du chat domestique s’est révélé, lors de ces études, être beaucoup plus important que ce que l’on pensait jusqu’alors, s’agissant d’une population domestique sans réel besoin de trouver sa nourriture par elle-même.

##### Chats retournés à l’état sauvage

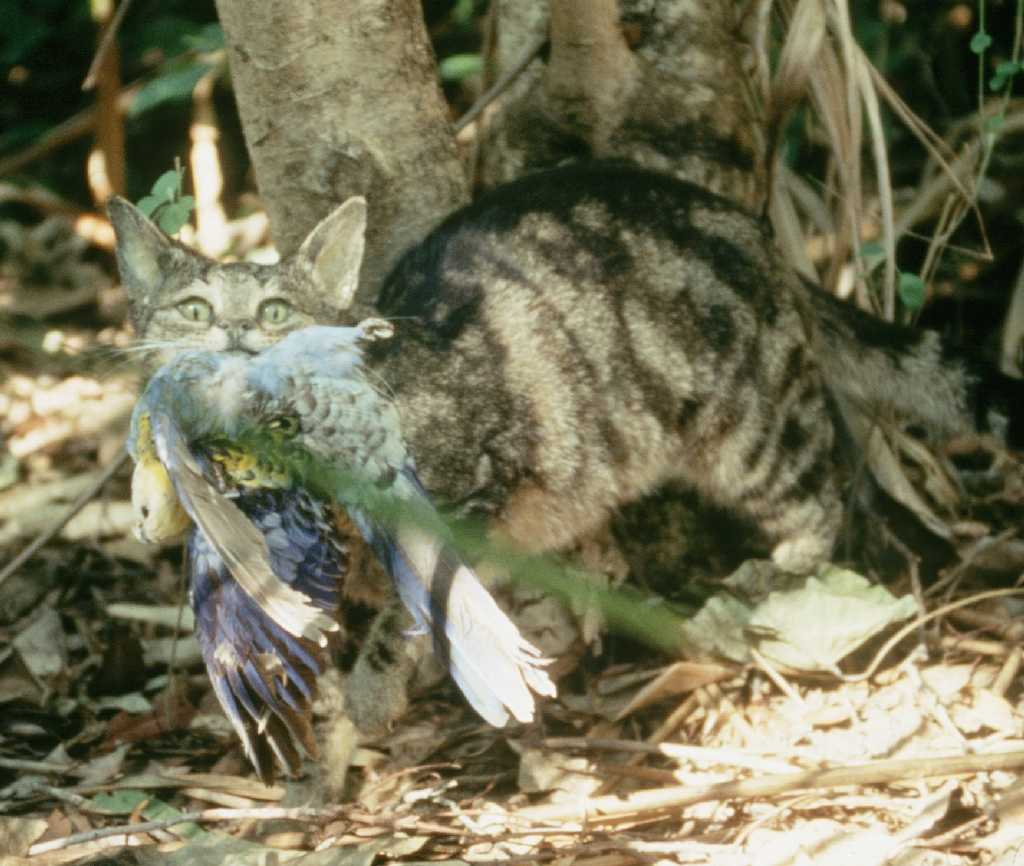
Chat haret (Feral cat) descendant du chat domestique, Australie.

S’il existe des chats redevenus sauvages (« chat haret ») dans de nombreux pays, c’est dans l’hémisphère sud, dans des pays comme l’Australie ou la Nouvelle-Zélande — où les chats n’ont jamais été une population d’origine indigène — que ce problème présente le plus d’acuité. En effet, ces terres abritent des espèces, telles que le kakapo, particulièrement fragiles face à des carnivores mammifères placentaires importés, tels que les dingos ou les chats redevenus sauvages. Ces chats ont eu des effets importants sur ces espèces animales, et ont joué un rôle majeur dans les risques d’extinction de plusieurs d’entre elles.
En Australie, de nombreuses espèces indigènes, des oiseaux, des lézards, de petits marsupiaux sont chaque année la proie de chats harets. Les chats, introduits en Australie au XVIIIe siècle par des colons britanniques, ont donné lieu à l’apparition d’une population sauvage, en particulier au XIXe siècle, où des chats domestiques ont été délibérément relâchés pour lutter contre la prolifération de souris et de lapins. Cette population redevenue sauvage est aujourd’hui très importante, puisqu’elle a été évaluée en 2004 à 18 millions de chats. Des mesures d’éradication de ces chats, considérés comme envahissants, y sont d’ailleurs régulièrement menées par le gouvernement australien, sous le nom de Threat Abatement Plans (« Plans d’amoindrissement de la menace » sur la biodiversité). Ces plans identifient les espèces menacées par les chats (une trentaine d’espèces pour les seuls oiseaux, par exemple), ainsi que les actions à mener et les moyens à mettre en œuvre. Ils donnent lieu ensuite à une analyse des résultats obtenus.

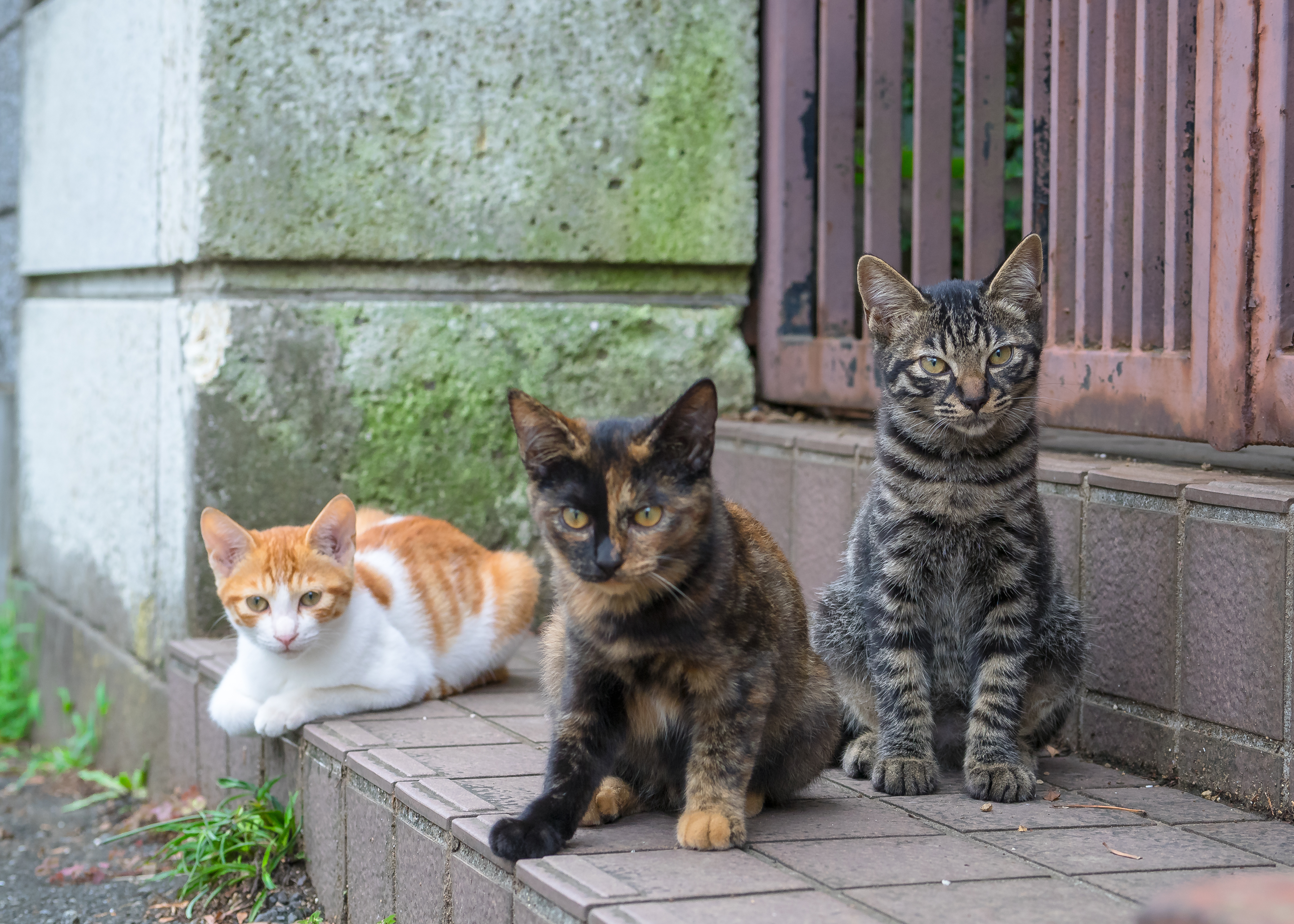
Chats dans une rue japonaise.

Le problème écologique ainsi posé à l’Australie est extrêmement complexe, puisque la totale extermination des chats harets se traduirait aussitôt par la multiplication incontrôlée d’autres espèces envahissantes importées, comme les lapins et les rats. C’est ce qui est arrivé par exemple dans l’île Macquarie où l’éradication du chat s’est traduite par une explosion désastreuse du nombre de lapins.
En Nouvelle-Zélande, la menace est du même ordre, à la fois dans son origine (population de chats domestiques relâchés au XIXe siècle pour lutter contre la prolifération des lapins), et dans ses conséquences sur les espèces locales. 
Les chats harets sont par ailleurs soupçonnés de véhiculer la tuberculose, même s’il est loin d’être prouvé qu’ils puissent transmettre la maladie à d’autres espèces. Il est permis en Nouvelle-Zélande de tirer sur les chats soupçonnés d’être des chats harets, ce qui amène à garder enfermés chez soi les chats domestiques lorsque des battues sont organisées.

### Reproduction

#### Maturité sexuelle
Le développement des fonctions reproductrices du chat mâle commence vers trois mois avec l’augmentation de la production de testostérone. Vers six ou sept mois des épines apparaissent sur le pénis du chat. À cet âge, il peut commencer à se reproduire et souvent, marque son territoire en émettant des jets d’urine très odorants.
La femelle devient pubère dès son premier œstrus (communément appelé « chaleurs ») qui survient en moyenne entre sept et dix mois. Dès les premières chaleurs, qui durent de un à cinq jours, la chatte est capable de se reproduire. Elle connaît ensuite de nombreuses périodes de chaleurs, généralement situées du printemps à l’automne. Il est possible qu’une chatte soit de nouveau fécondée deux semaines après avoir mis bas.

#### Accouplement
Lorsque les mâles sont à même de pouvoir s’accoupler avec la femelle, encore faut-il que cette dernière les accepte. Lors de l’accouplement, qui dure entre 5 et 15 secondes,, le mâle monte sur le dos de la femelle, ce qui accentue la courbure lombaire de sa partenaire (réflexe de lordose), lui mord la peau du cou et piétine la croupe pour améliorer la pénétration. Les petites épines ou spicules présentes sur le pénis du mâle (et orientées vers l’arrière) raclent les parois du vagin de la femelle. Cette stimulation du vagin est nécessaire pour déclencher l’ovulation chez la chatte. À chaque pénétration, la chatte émettra un nouvel ovule, ce qui explique pourquoi les chatons d’une même portée peuvent être de pères différents.
Des hybridations sont possibles entre le chat domestique et le chat forestier (à ne pas confondre avec les chats harets), chat sauvage autochtone d'Europe, protégé par la Convention de Berne et qui n'a jamais été domestiqué. On s’attend à ce que ce phénomène soit de plus en plus fréquent avec la fragmentation des forêts et une pénétration plus forte des chats domestiques, et il pourrait être une source de « pollution génétique » et de propagation de zoonoses et de virus ou autres pathogènes et parasites félins.

#### Gestation et mise bas

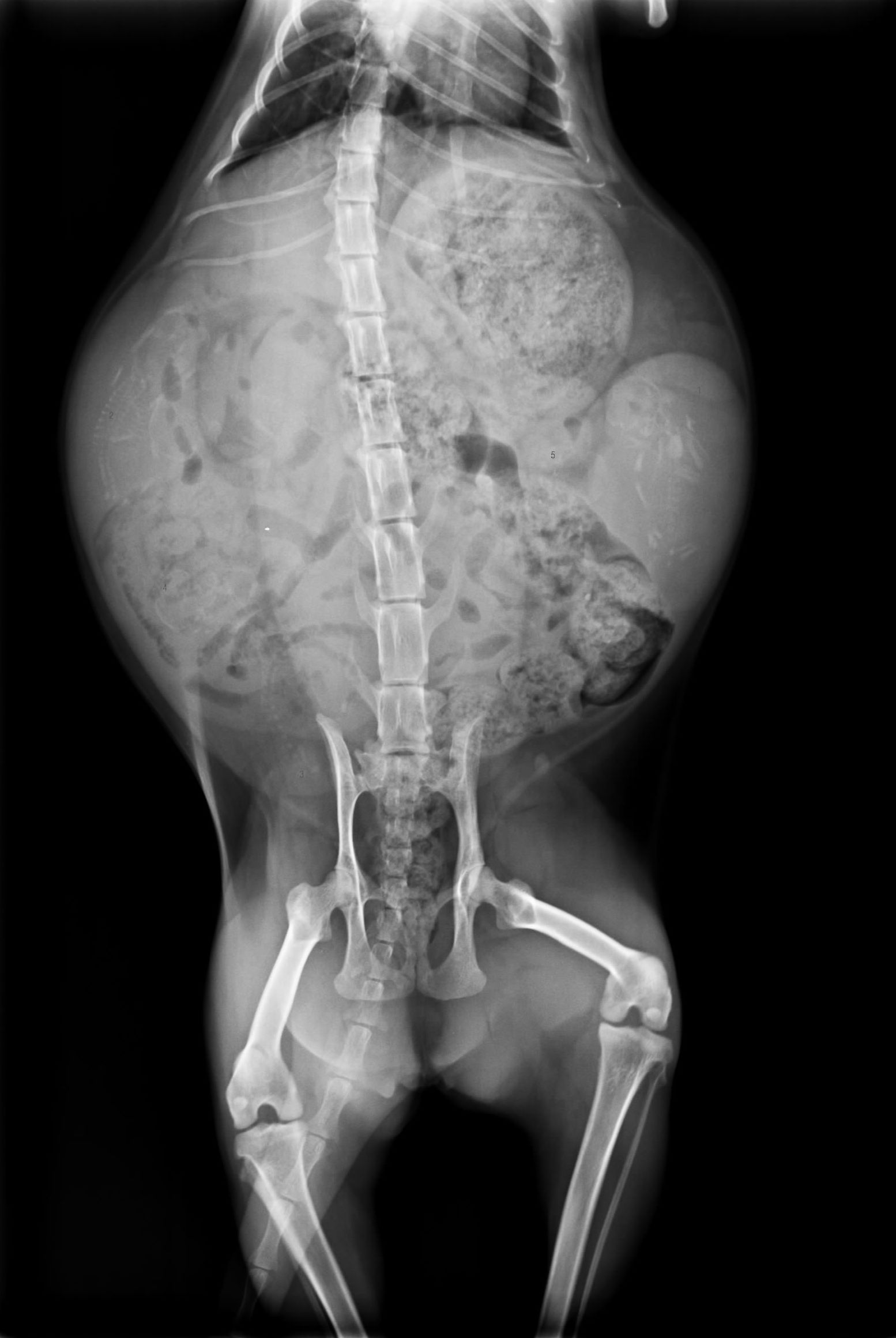
Radiographie d'une chatte gravide (à environ un mois et demi de gestation). L'image montre cinq fœtus de chatons, de tailles similaires.

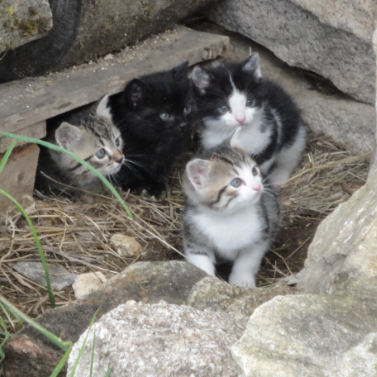
Quatre chatons d'une portée.

La gestation dure 63 à 65 jours et une portée compte en moyenne quatre à cinq chatons, le maximum étant de huit. Le ventre de la chatte commence à gonfler vers quatre semaines de gestation. À environ 35 jours, les mamelles de la femelle grossissent et rosissent. À sept semaines, elle commencera à chercher un endroit calme et convenable pour mettre bas (voir photographie ci-contre).
Environ vingt minutes après ses contractions, la chatte met bas son premier chaton, puis, en général, les autres chatons arrivent toutes les quinze minutes.
Les chatons arrivent dans une poche ; la chatte lave immédiatement ses petits à coups de langue pour stimuler leur première inspiration. Ensuite, elle mange le placenta, qui est très nutritif, et coupe le cordon ombilical.

#### Éducation des chatons
Lorsque les chats vivent en groupe, il y a une synchronisation de l’œstrus entre les femelles du groupe. Ceci favorise les naissances synchronisées et permet un élevage communautaire des jeunes. L’élevage communautaire est important car en cas de disparition d’une des mères, les chatons orphelins sont élevés par les autres femelles. De nombreux cas ont montré que, chez le chat domestique, l’élevage des chatons orphelins peut être la tâche d’une chatte ou d’un chat stérilisé. La synchronisation de l’œstrus permet donc juste l’allaitement par des femelles elles-mêmes allaitantes. Selon N. Magno, psychologue et passionnée d’éthologie, le comportement maternel est indépendant des hormones ovariennes ; il peut être stimulé par une forte chute du niveau d’œstrogène et de progestérone, qui se produit après la stérilisation comme après la mise bas.
Le chaton naît aveugle (les yeux fermés) et sourd et pèse de 100 à 110 g ; lorsqu’il ouvre les yeux, à l’âge de huit à douze jours, ils sont de couleur bleue jusqu’au changement définitif (vers deux mois). Tous les chatons naissent avec des rayures fantômes qui disparaissent peu à peu avec la pousse du poil. La chatte apprend aux chatons à se laver, se nourrir, etc. À quatre semaines, elle leur apporte leur première proie vivante, puis à cinq semaines, elle leur apprend les rudiments de la chasse. L’émancipation se produit entre huit et douze semaines, mais la séparation de la famille se déroule à l’âge de six à 8 mois.

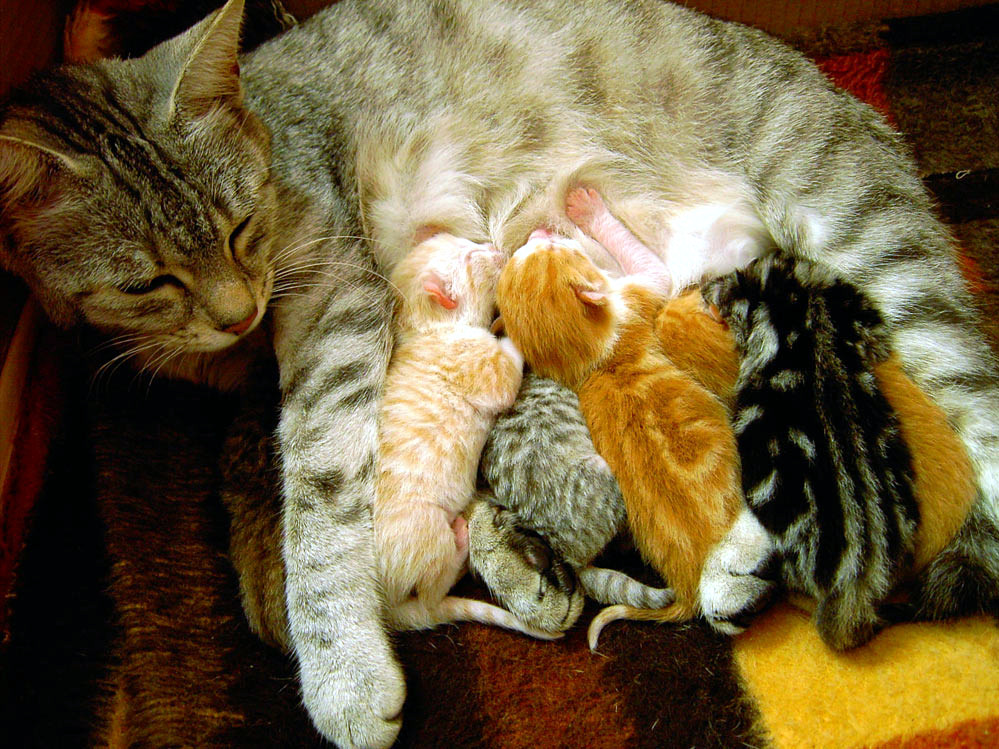
Chatte et sa portée.
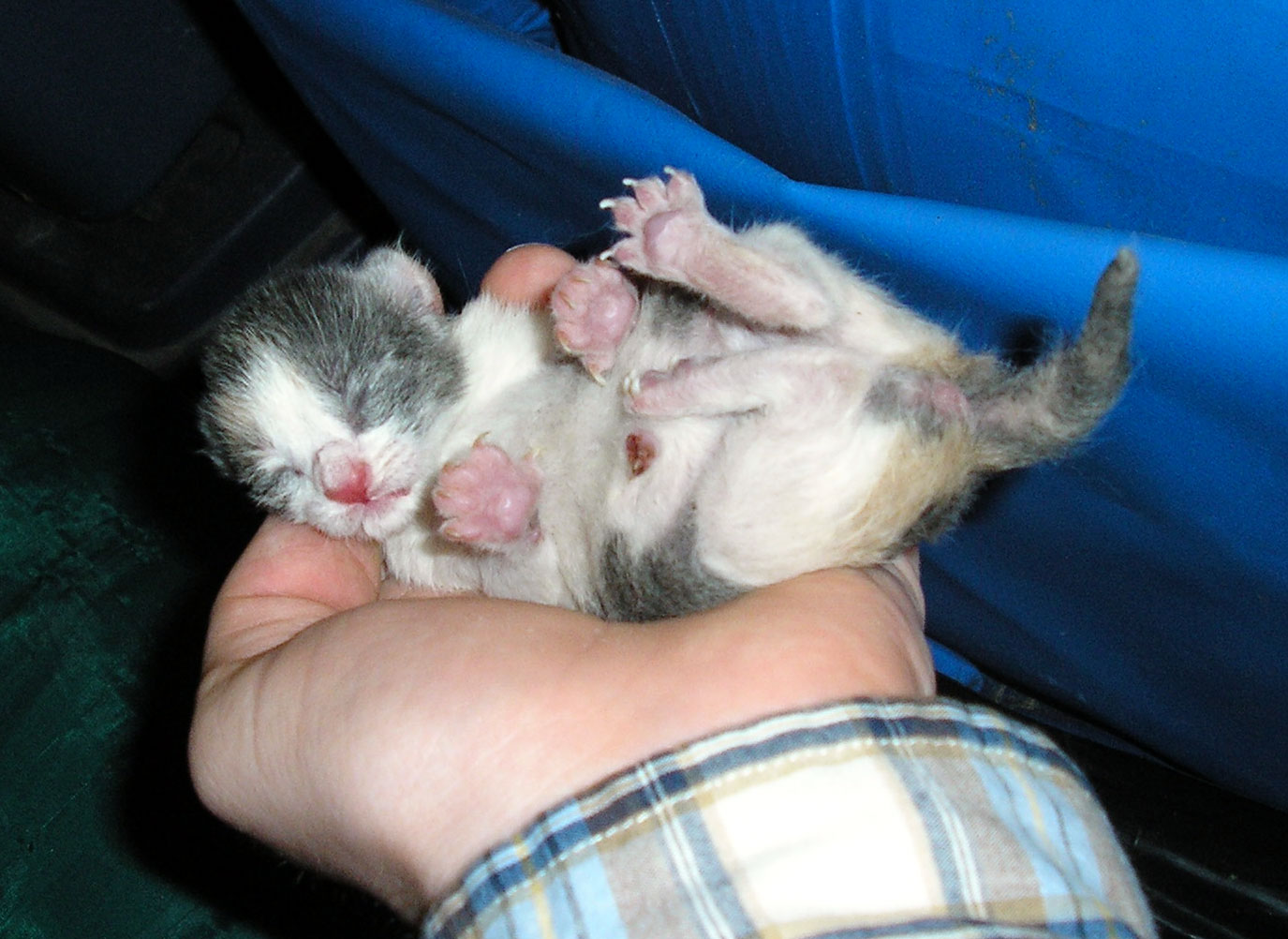
Chaton âgé de trois heures.
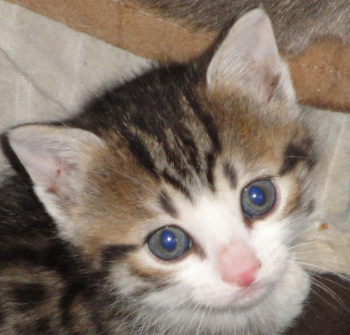
Chaton âgé d’un mois.
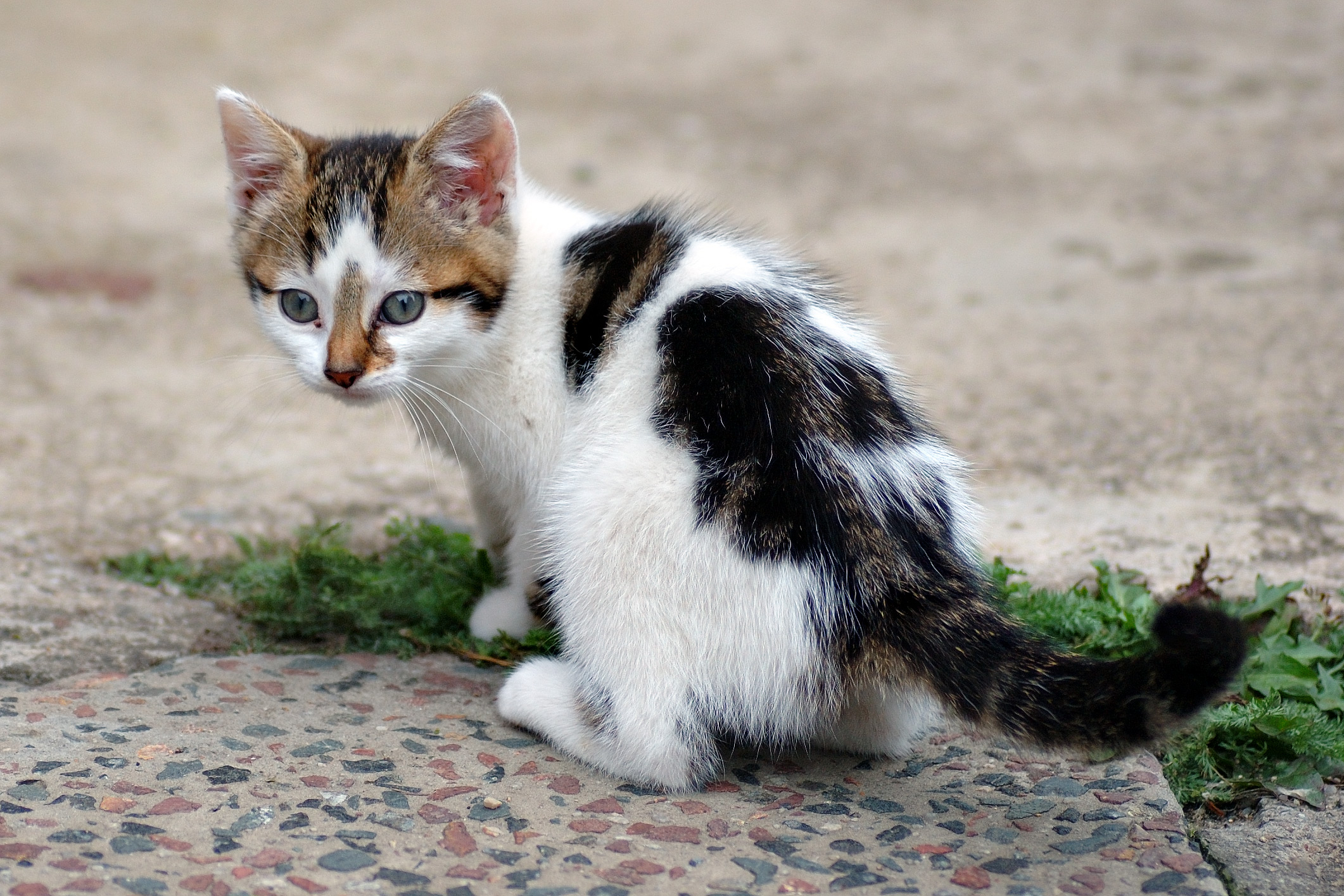
Chaton âgé de six semaines.

#### Stérilisation
La stérilisation est une opération chirurgicale destinée à empêcher la reproduction de l’animal. Chez le mâle, elle est appelée castration et consiste en l’ablation des testicules. Chez la femelle, la stérilisation est effectuée par l’ablation des ovaires : l’ovariectomie. Les chats peuvent aussi être stérilisés par sectionnement du canal déférent chez le mâle, ou des trompes chez la femelle. 
Outre l’arrêt de la reproduction (limitation de la taille de population), la stérilisation modifie le comportement et la physiologie de l’animal. Chez le mâle, une stérilisation précoce (avant la puberté) limite le comportement territorial et diminue la tendance au marquage (urine, griffades). Les chaleurs des femelles s’arrêtent. Les changements hormonaux accompagnant la stérilisation peuvent provoquer une prise de poids car les besoins énergétiques sont réduits. Comme le chat est encore en pleine « adolescence », il faut limiter le développement des cellules graisseuses. Si le chat est trop nourri au regard de ses nouveaux besoins, leur nombre aura tendance à augmenter. C’est pourquoi il est fortement recommandé de surveiller le régime alimentaire du chat stérilisé (mâle ou femelle) pendant les trois mois qui suivent l’intervention. Ainsi, à l’âge adulte, les risques d’obésité féline deviendront minimes.
Pour les femelles, la prise de pilules ou des piqûres contraceptives, qui bloquent le cycle de reproduction et fait disparaître les chaleurs, sont parfois utilisées comme une alternative à la stérilisation chirurgicale. Les injections, quant à elles, permettent de stériliser provisoirement une femelle sur de plus longues périodes. En général, leurs effets s’étalent sur trois mois lors de la première injection, puis sur cinq mois si l’on poursuit régulièrement le même traitement. Étant incompatibles avec un état de gestation, elles doivent être administrées de préférence en dehors des périodes de chaleurs, sous peine de risques d’infections. Ces méthodes de contraception sont soupçonnées d’avoir des effets secondaires comportementaux et cancérigènes.

## Santé

### Espérance de vie
Le chat domestique a une longévité atteignant régulièrement 12 à 18 ans. Creme Puff (3 août 1967 au 6 août 2005), qui mourut à l’âge de 38 ans et 3 jours, est le plus vieux chat jamais enregistré, selon l’édition 2007 du livre Guinness des records ; il vivait avec son propriétaire, Jake Perry, à Austin, Texas, États-Unis. Le précédent record était antérieurement détenu par Puss, chat tigré britannique mort en 1939 à l’âge de 36 ans.

### Parasites

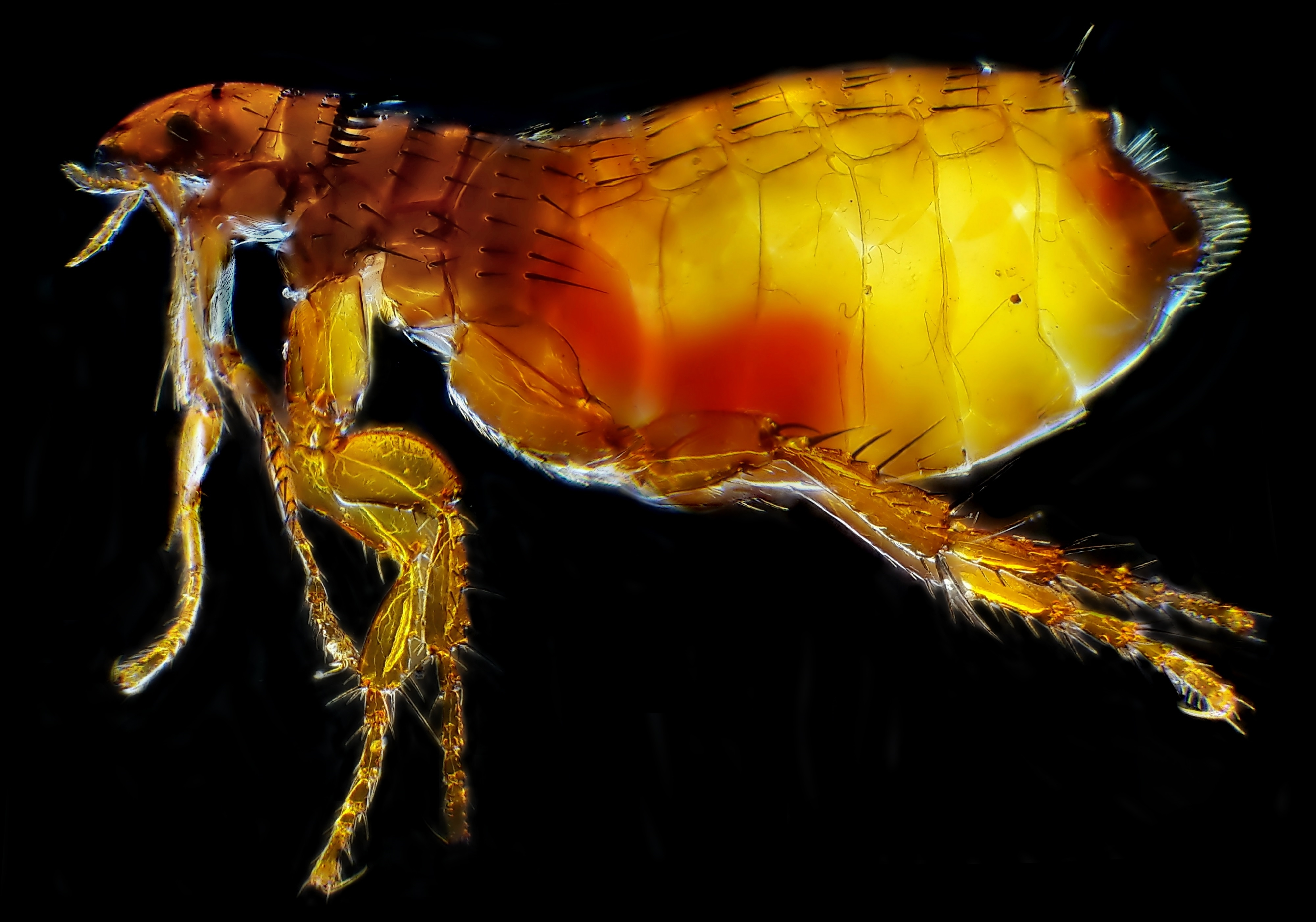
Puce de chat.

Le chat peut être sujet à de nombreux parasites.
Des ectoparasites, comme à d’autres carnivores, peuvent leur transmettre un petit ténia (Dipylidium caninum) ; en particulier, Ctenocephalides felis, une puce plus spécifique aux félidés. Le chat peut également être touché par d’autres espèces de puces[réf. nécessaire]. Des traitements antipuces à base d'imidaclopride et de perméthrine existent et sont efficaces. Cependant, ces molécules représentent une menace sérieuse pour les oiseaux qui utilisent les poils du chat pour confectionner leur nid, ce qui intoxique leurs oisillons et les tue.
Felicola subrostratus est une espèce de pou spécifique infectant principalement les animaux âgés.
Quelques espèces de tiques peuvent infecter les chats bien qu'ils soient plus rarement touchés que les hommes ou les chiens.
Les parasites internes sont moins spécifiques. Concernant les parasites intestinaux, les chats comme les chiens peuvent être affectés par des vers plats, dits cestodes (comme les ténias), ou des vers ronds, dits nématodes, principalement les ankylostomes et les ascaris - les trichuris affectant les chiens mais non les chats.
D’autres parasites sont mieux connus du public par les maladies qu’ils causent comme la toxoplasmose et la giardose (causées par des protozoaires), la gale auriculaire (due à un acarien), la dirofilariose (dit « ver du cœur »), l'ankylostomose (causées par des nématodes), la douve du foie (causée par des vers plats).

### Maladies
Les maladies propres au chat sont courantes chez les individus vivant à l’extérieur. Le risque qu’ils les contractent peut être minimisé de manière très importante en procédant à leur vaccination, à leur stérilisation et en restreignant leurs accès à l’extérieur. Certaines maladies du chat sont des zoonoses, c’est-à-dire qu’elles sont transmissibles à l’homme.
En dehors des maladies infectieuses, parasitaires et virales, le chat peut être sujet à diverses maladies dues à son alimentation (allergie, diabète sucré, obésité…), à des blessures, à des maladies génétiques, etc. Certaines pathologies peuvent être plus ou moins fréquentes selon les races : par exemple, environ 40 % des persans et exotiques à poils courts sont sujets à la polykystose rénale, et l’abyssin est fréquemment atteint d’amyloïdose rénale.

#### Maladies partagées avec l'homme (zoonose)
Parmi celles-ci, les plus connues sont la rage, la tuberculose, la toxoplasmose, la lymphoréticulose, la pasteurellose et la yersiniose.
On peut également citer les salmonelloses, la brucellose, certaines encéphalopathies et certaines hépatites virales. On a montré au printemps 2020 en Chine que la maladie à coronavirus 2019 touchait 15 % des chats de la ville de Wuhan.
À l'occasion de morsures ou de griffures, certaines maladies très sévères peuvent survenir, via la transmission de germes.
Une méta-analyse, publiée en 2023, portant sur 17 études de qualité variable, indique un risque accru de schizophrénie chez les propriétaires de chats. Les chercheurs australiens précisent avoir travaillé à partir d'étude cas-témoins et que des recherches plus approfondies doivent être menées. Une étude de 1995 supputait déjà ce risque de schizophrénie en suggérant que le parasite Toxoplasma gondii, qui peut se transmettre par morsure ou excréments, puisse en être la cause, mais sans en apporter la preuve.

## Obligations légales en Europe
Comme tous les carnivores domestiques de compagnie le chat doit posséder un passeport européen pour voyager et pour cela être vacciné, examiné et identifié. Les animaux de compagnie, et notamment les chats, ne peuvent être vendus à des mineurs de moins de 16 ans, sauf avec l’accord exprès du responsable parental.

### En Belgique

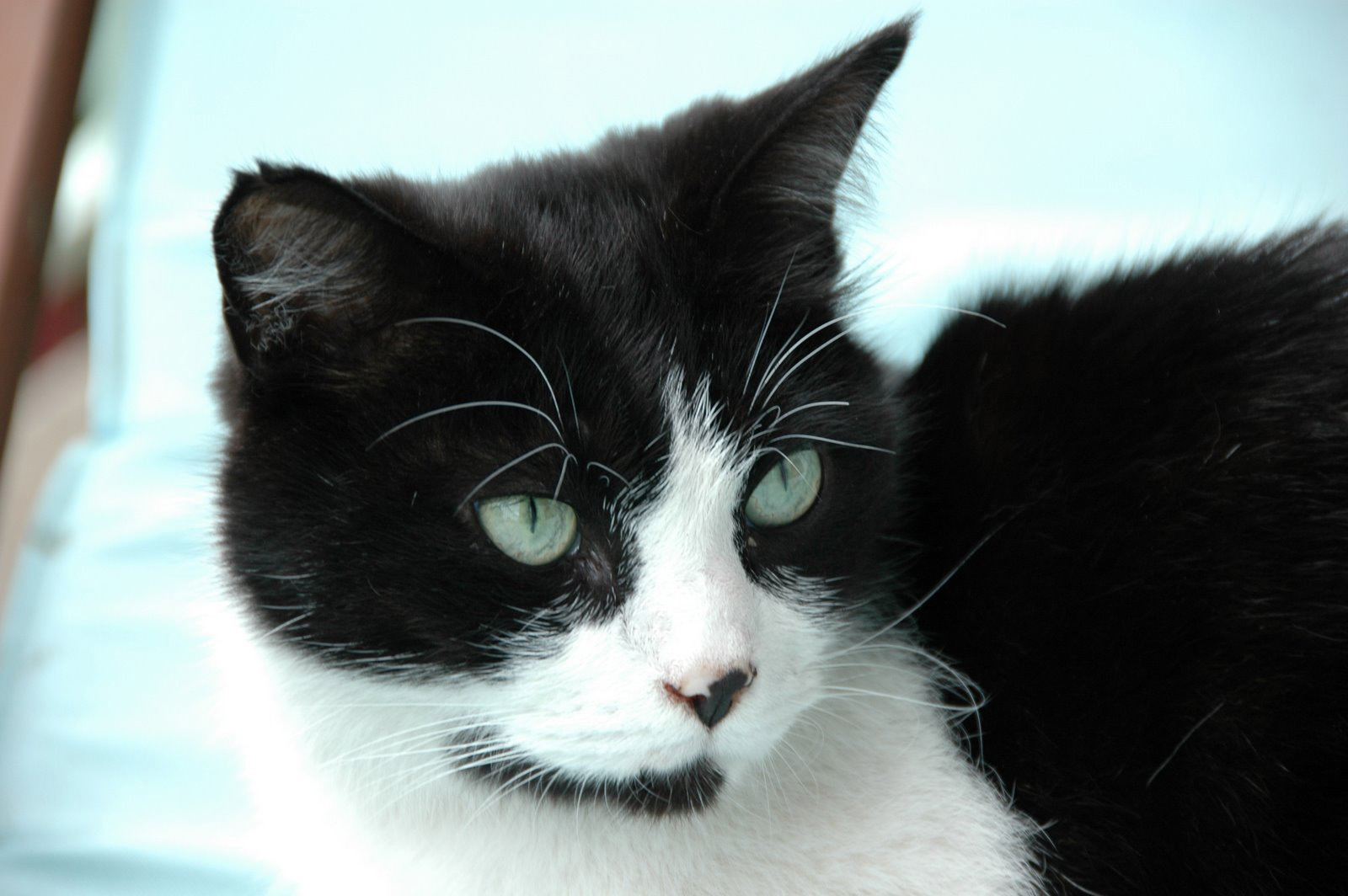
En Belgique, l'oreille coupée prouve qu'un chat errant a été stérilisé,.

Lors de la vente d’un chat domestique :
- l’animal doit être âgé d’au moins huit semaines (les éleveurs et diverses associations félines conseillent également d’attendre l’âge de trois mois) ;
- si l’animal est un chat de race, il doit posséder un pedigree ou avoir fait l’objet d’une demande ;
- contrat de vente avec garanties pour les chats de race ;
- obligation de vacciner contre la rage au sud du sillon Sambre-et-Meuse[112].

Depuis 2018, tous les chats sans exception doivent être stérilisés avant l'âge de cinq ou six mois selon les Régions. « C'est une question de bien-être animal », dit Céline Tellier (ministre wallonne de l'Environnement, de la Nature, de la Forêt, de la Ruralité et du Bien-être animal) « ça réduit le nombre d'euthanasies ». La ministre avoue toutefois que c'est très difficile à contrôler (« on ne peut pas mettre un policier derrière chaque chat ») et qu'il y a toujours énormément de chats errants.

### En France

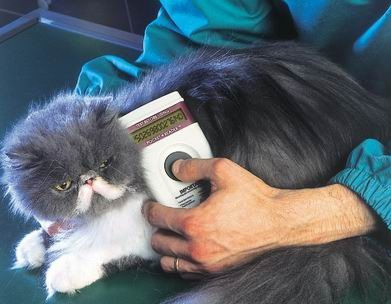
La puce sous-cutanée électronique, comme le tatouage, permet d’attribuer au chat un numéro identifiant unique.

Lors de la vente d’un chat domestique :
- l’animal doit être âgé d’au moins 8 semaines (les éleveurs préconisent d’attendre l’âge de 3 mois pour une meilleure socialisation) ;
- identification de l’animal par tatouage (à partir du 3 juillet 2011, celui-ci n’est cependant plus suffisant[114]) ou transpondeur (puce sous-cutanée électronique), obligatoire même en cas de don ;
- si l’animal est un chat de race, il doit posséder un pédigrée ou avoir fait l’objet d’une demande ;
- contrat de vente ou facture pour les professionnels ;
- fiche de conseils d’élevage[115].

Divagations de l’animal :
« Est considéré comme en état de divagation tout chat non identifié trouvé à plus de deux cents mètres des habitations ou tout chat trouvé à plus de mille mètres du domicile de son maître et qui n’est pas sous la surveillance immédiate de celui-ci, ainsi que tout chat dont le propriétaire n’est pas connu et qui est saisi sur la voie publique ou sur la propriété d’autrui ». Il peut alors être capturé et conduit en fourrière pour être placé ou euthanasié à moins d’être réclamé et identifié par son propriétaire dans les huit jours qui suivent.

### En Suisse
En Suisse, le propriétaire d’un chat domestique doit faire en sorte que son animal ait des contacts quotidiens avec des êtres humains ou un contact visuel avec des congénères. Les chats domestiques ne peuvent être détenus en enclos que pour des durées passagères et doivent pouvoir en sortir au moins cinq jours par semaine ; de plus, les dimensions de cet enclos sont réglementées.
Il est recommandé que le chat soit également vacciné contre le typhus, le coryza et la leucose féline, et qu’il ait été régulièrement vermifugé depuis l’âge de trois à quatre semaines.

## Histoire

### Histoire de la classification

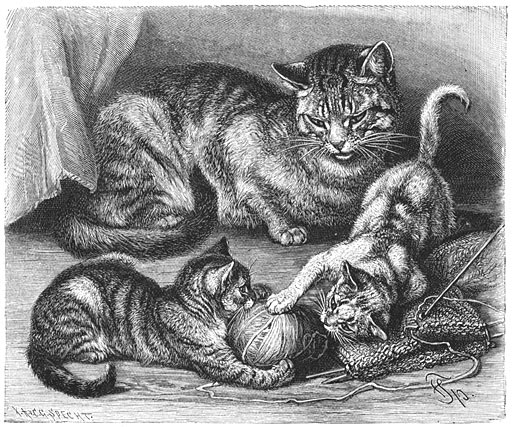
Dans son Het Leven der Dieren Zoogdieren, Brehm désigne le Chat domestique comme Felis maniculata domestica.

Sa première description par Carl von Linné en 1758 est en tant qu’espèce Felis catus dans la trentième édition de Systema naturae. Le chat domestique a pris tantôt le statut d’espèce, tantôt celui de sous-espèce du chat sauvage (Felis silvestris) et de nombreux synonymes de l’un ou l’autre des termes ont existé. Le Chat sauvage (Felis silvestris) a ainsi parfois été considéré comme une sous-espèce de Felis catus étant donné l'antériorité du nom de Linné. Mais en 2003, la Commission internationale de nomenclature zoologique a fixé le nom du Chat sauvage à Felis silvestris. Une population de la Transcaucasie a été nommée Felis daemon (Satunin 1904) mais elle est aujourd’hui considérée comme appartenant au Chat domestique.
Des études génétiques récentes montrent que le Chat domestique est bien issue de Felis silvestris issu du Chat sauvage d'Afrique, mais une convention de l'ICZN autorise l'utilisation du premier synonyme senior proposé (Felis catus) pour les animaux domestiques,. La Cat Classification Task Force de l'UICN, chargée de réviser la classification des félidés, recommande en 2017 de suivre l'avis de l'ICZN et de considérer le Chat domestique comme une espèce à part entière.

### Évolution de l’espèce

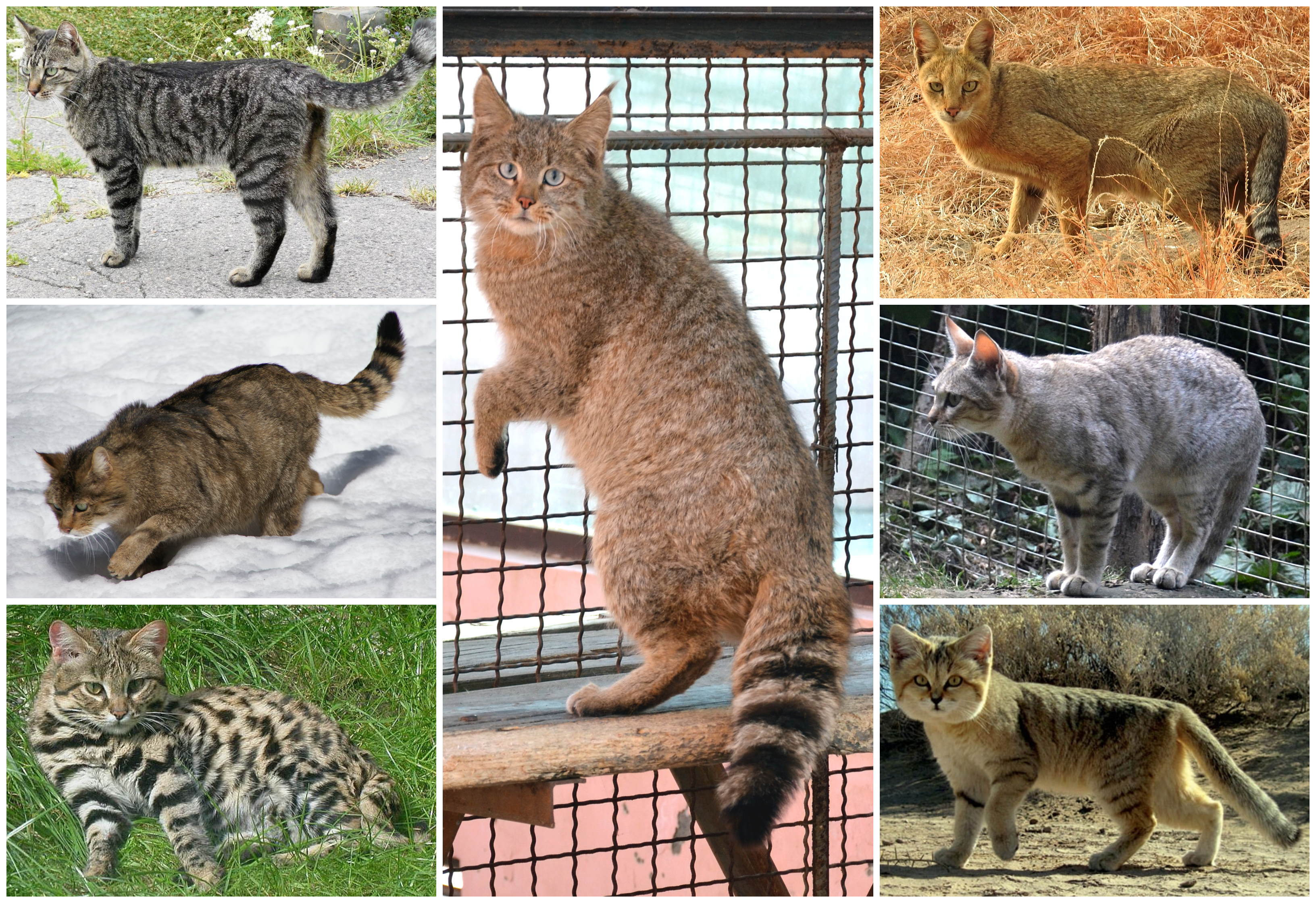
Diversité du genre Felis.

La lignée du genre Felis diverge de celle des genres Otocolobus et Prionailurus il y a environ 6,2 millions d’années. L'ancêtre commun du genre Felis date d'il y a environ 3,4 millions d’années. Ces petits félins s’adaptèrent a un habitat varié, se répandant sur toute la surface du globe (excepté l’Australie où le chat domestique fut introduit par les colons : chats harets). Le chat, au sens plus courant, est typiquement devenu le Felis silvestris (Chat sauvage commun), dont on distingue le Felis silvestris silvestris (Chat européen), le Felis silvestris libyca (Chat sauvage africain) et le Felis margarita (Chat des sables).
Il est impossible d’établir précisément le moment où le chat, ou du moins l’un de ces félins, a été domestiqué, alors même que sa classification en espèces et sous-espèces reste controversée, et compliquée par la domestication et le marronnage. La domestication par l’homme notamment du Felis silvestris silvestris (Chat domestique (Felis silvestris forma catus) encore appelé Chat de maison, Chat de gouttière) fut probablement tardive, vu son comportement indépendant, du moins n’apparaît-il jamais dans les peintures préhistoriques.
En 2006, des travaux effectués sur les chromosomes sexuels et l’ADN mitochondrial de toutes les espèces de félins, conjugués à des recherches paléontologiques, ont révélé que l'ancêtre commun du genre Felis vivait il y a 3,4 millions d’années, au Pliocène, dans les déserts et les forêts denses du bassin méditerranéen. Une autre étude moléculaire menée sur 979 individus (chats des sables, chats sauvages de différentes sous-espèces et chat domestique) en 2007 a permis de montrer les liens proches entre le chat domestique et le chat ganté (Felis silvestris lybica), une sous-espèce qui aurait divergé il y a environ 130 000 ans.
|  | Felis silvestris ornata - Chat orné   |
|  |                                       |
|  | Felis silvestris bieti - Chat de Biet |
|  |                                       |

|  | Felis silvestris lybica - Chat ganté     |
|  |                                          |
|  | Felis silvestris catus - Chat domestique |
|  |                                          |

|  | Felis silvestris ornata - Chat orné   |
|  |                                       |
|  | Felis silvestris bieti - Chat de Biet |
|  |                                       |

|  | Felis silvestris lybica - Chat ganté     |
|  |                                          |
|  | Felis silvestris catus - Chat domestique |
|  |                                          |

|  | Felis silvestris ornata - Chat orné   |
|  |                                       |
|  | Felis silvestris bieti - Chat de Biet |
|  |                                       |

|  | Felis silvestris lybica - Chat ganté     |
|  |                                          |
|  | Felis silvestris catus - Chat domestique |
|  |                                          |

|  | Felis silvestris ornata - Chat orné   |
|  |                                       |
|  | Felis silvestris bieti - Chat de Biet |
|  |                                       |

|  | Felis silvestris lybica - Chat ganté     |
|  |                                          |
|  | Felis silvestris catus - Chat domestique |
|  |                                          |

|  | Felis silvestris ornata - Chat orné   |
|  |                                       |
|  | Felis silvestris bieti - Chat de Biet |
|  |                                       |

|  | Felis silvestris lybica - Chat ganté     |
|  |                                          |
|  | Felis silvestris catus - Chat domestique |
|  |                                          |

|  | Felis silvestris ornata - Chat orné   |
|  |                                       |
|  | Felis silvestris bieti - Chat de Biet |
|  |                                       |

|  | Felis silvestris lybica - Chat ganté     |
|  |                                          |
|  | Felis silvestris catus - Chat domestique |
|  |                                          |

|  | Felis silvestris ornata - Chat orné   |
|  |                                       |
|  | Felis silvestris bieti - Chat de Biet |
|  |                                       |

|  | Felis silvestris lybica - Chat ganté     |
|  |                                          |
|  | Felis silvestris catus - Chat domestique |
|  |                                          |

|  | Felis silvestris ornata - Chat orné   |
|  |                                       |
|  | Felis silvestris bieti - Chat de Biet |
|  |                                       |

|  | Felis silvestris lybica - Chat ganté     |
|  |                                          |
|  | Felis silvestris catus - Chat domestique |
|  |                                          |

### Domestication

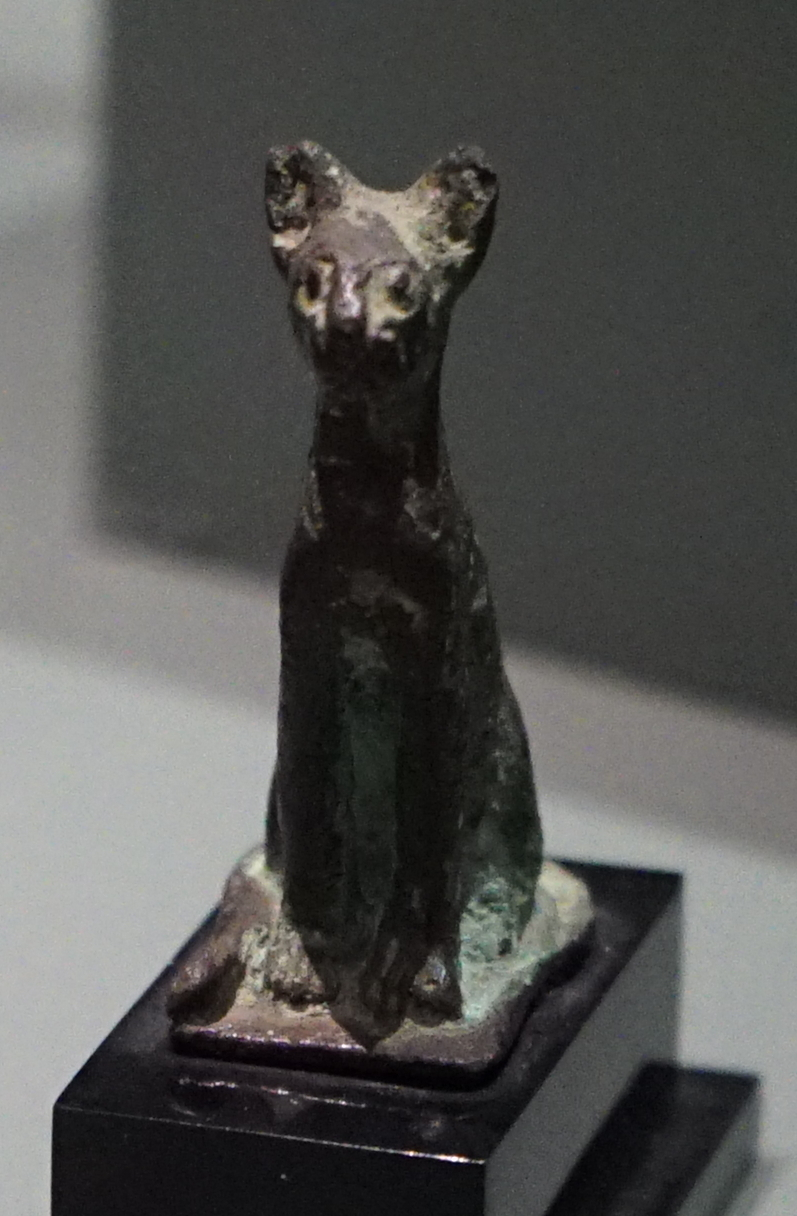
Chat (alliage cuivreux) de l'époque ptolemaïque, Égypte antique.

Les premières découvertes paléontologiques situaient les premiers foyers de domestication du chat en Égypte, vers 2000 av. J.-C., mais la découverte en 2004, par une équipe d’archéo-zoologie des restes d’un chat aux côtés de ceux d’un enfant dans une sépulture à Chypre repousse le début de cette relation entre 9000 et 7500 av. J.-C.  Le chat découvert présente une morphologie très proche du chat sauvage d’Afrique, sans les modifications du squelette dues à la domestication : il s’agissait d’un chat apprivoisé plutôt que domestiqué. La cohabitation des chats et des hommes est probablement arrivée avec le début de l’agriculture : le stockage du grain a attiré les souris et les rats, qui ont attiré les chats, leurs prédateurs naturels,.
L’étude menée par Carlos Driscoll sur 979 chats a permis de déterminer l’origine probable du chat domestique : c’est dans le Croissant fertile que félins et hommes auraient noué contact. Cinq domestications différentes du Chat ganté eurent lieu, il y a 8 000 à 10 000 ans. Le chat domestique n’est pas la seule espèce parmi les Felinae utilisée comme animal de compagnie, le Chat ganté et le Jaguarondi sont ou ont été apprivoisés eux aussi pour chasser les souris et les rats.
Une étude effectuée en 2017 par deux chercheurs de l'institut Jacques-Monod et publiée par la revue Nature Ecology and Evolution confirme l'ascendance lybica et le rôle de l'apparition de l'agriculture dans la domestication du chat,.
L’évolution des chats domestiques dirigée par l’homme, en tant qu’animaux de compagnie, auxiliaires utiles, puis aujourd’hui sélection de Pedigrees, a conduit à une cinquantaine de races. L’évolution a croisé d’autres voies non naturelles, comme pour le chat Bengal (croisé d’un chat commun avec le chat léopard du Bengale, Prionailurus bengalensis), ou naturelles pour des chats d’autres genres que Felis (Chat de Temminck, Catopuma temminckii ; Chat à tête plate, Prionailurus planiceps).

### Antiquité

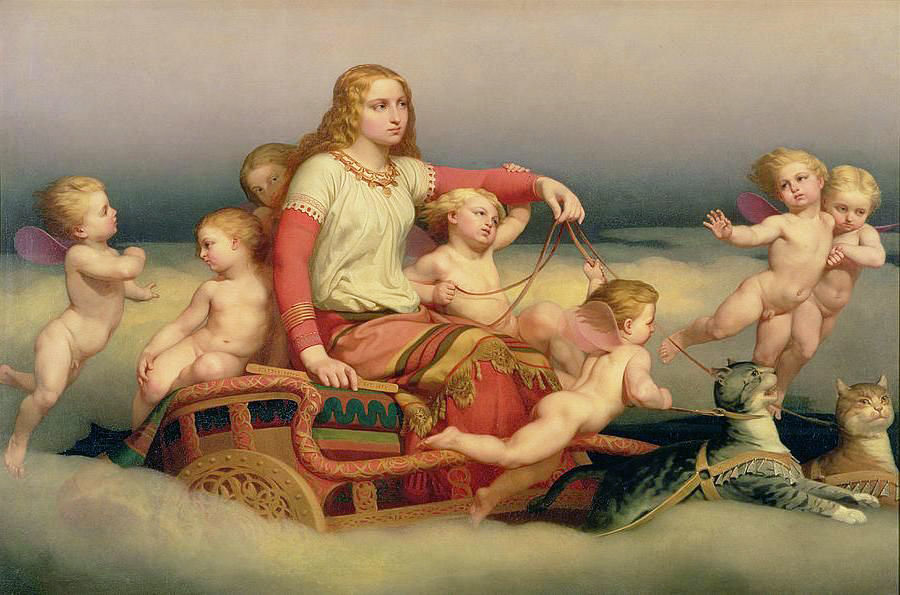
La déesse nordique Freyja dans son char tiré par ses chats, Nils Blommér, 1852.

Les Égyptiens de l’Antiquité divinisent le chat sous les traits de la déesse protectrice Bastet, symbole de la fécondité et de l’amour maternel, dont le culte se situe principalement dans la ville de Bubastis. Les archéologues ont découvert de très nombreuses momies de chats qui montrent à quel point les Égyptiens les vénèrent ; on peut voir ces momies, entre autres, à Paris (musée du Louvre), à Londres (British Museum) ou au Caire (Musée égyptien du Caire).

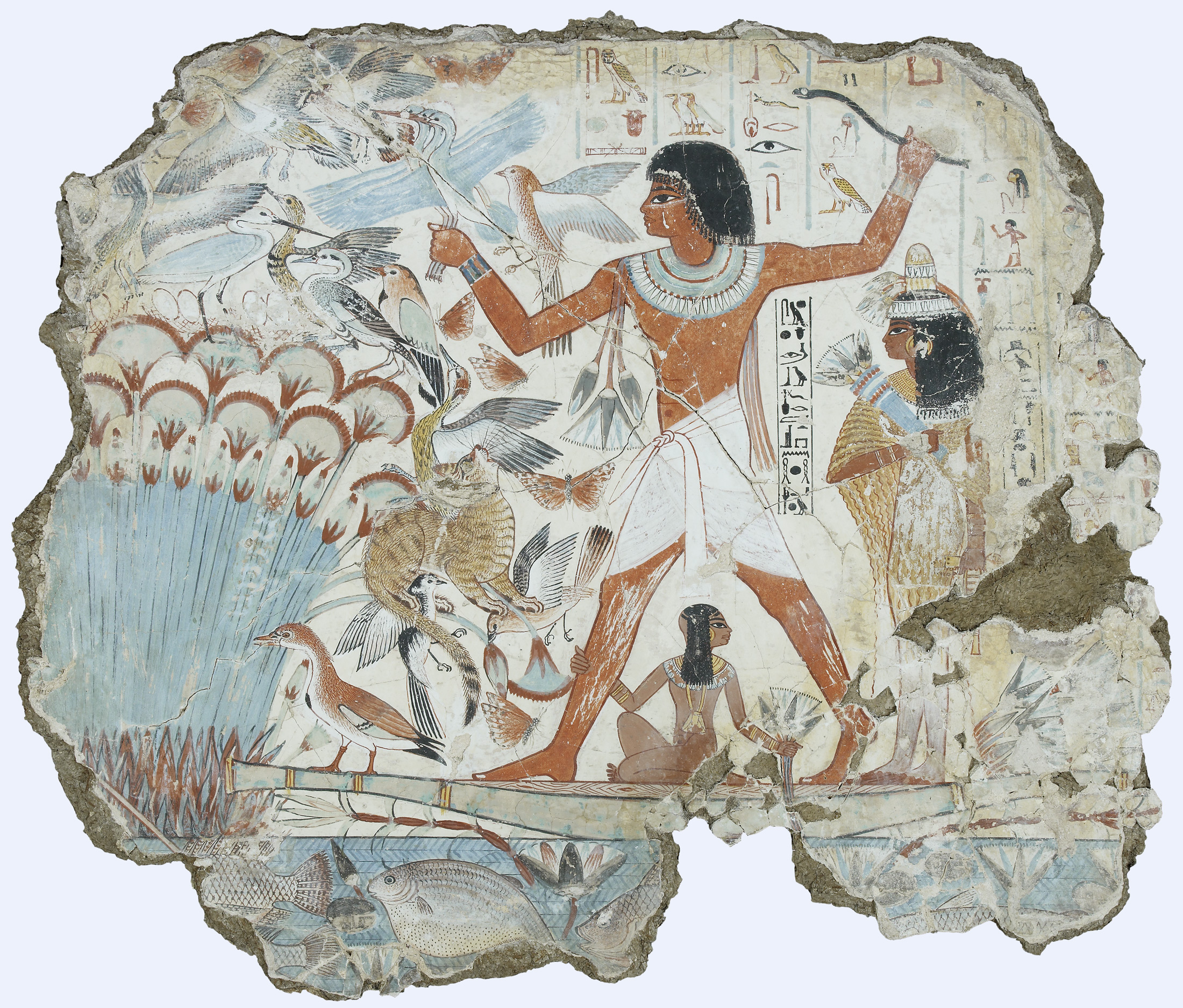
Fresque de la tombe de Nebamon.
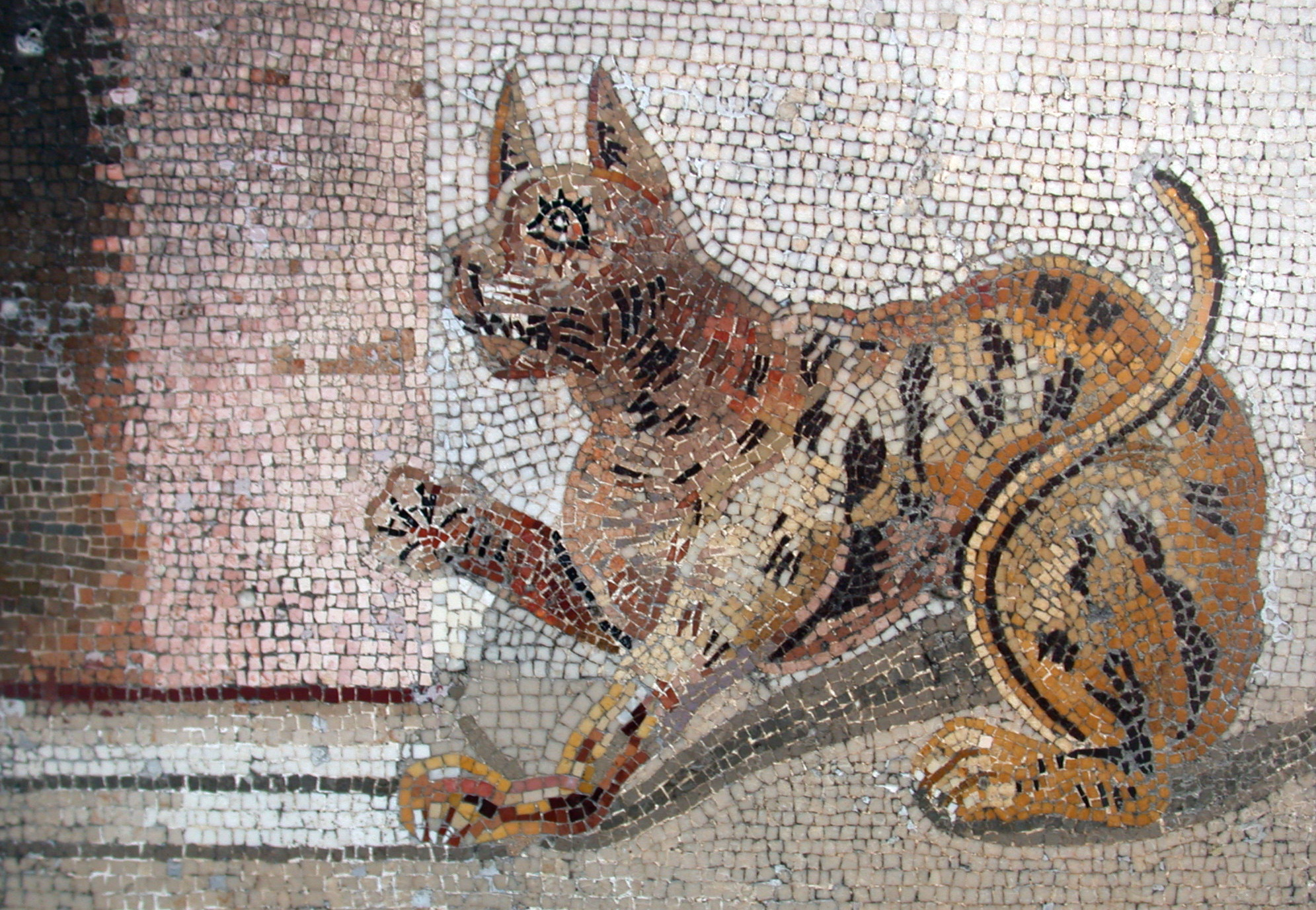
Une mosaïque de Pompéi.

En guise d’animaux chasseurs de rongeurs, la Grèce antique ne connaît longtemps que les mustélidés (furets et belettes). Ce sont les Phéniciens qui volent aux Égyptiens quelques couples de leur animal sacré pour les revendre aux Grecs. Aristophane cite même la présence d’un marché aux chats à Athènes,.
Les Romains, en revanche, vouent une passion aux gros animaux agressifs, et plus tardivement au chat : d’abord réservé aux classes aisées, l’usage de posséder un chat se répand dans tout l’Empire et dans toutes les couches de la population, défendant les récoltes et les greniers contre la menace des rongeurs habituels, et assurant la dispersion de l’animal dans toute l’Europe. Mais ces mêmes Romains, afin d'éviter que la zoolâtrie égyptienne ne gagne les terres de l’Empire, donnent au chat une réputation sulfureuse en l'associant à la luxure, comme l'attestent les graffitis obscènes de lupanars de Pompéi qui accolent le nom de « chatte » (felis, plus tard catta, d'où le glissement pour désigner le sexe féminin) ou de « petite chatte » (felicula) à celui d'une prostituée.

### Moyen Âge et Renaissance

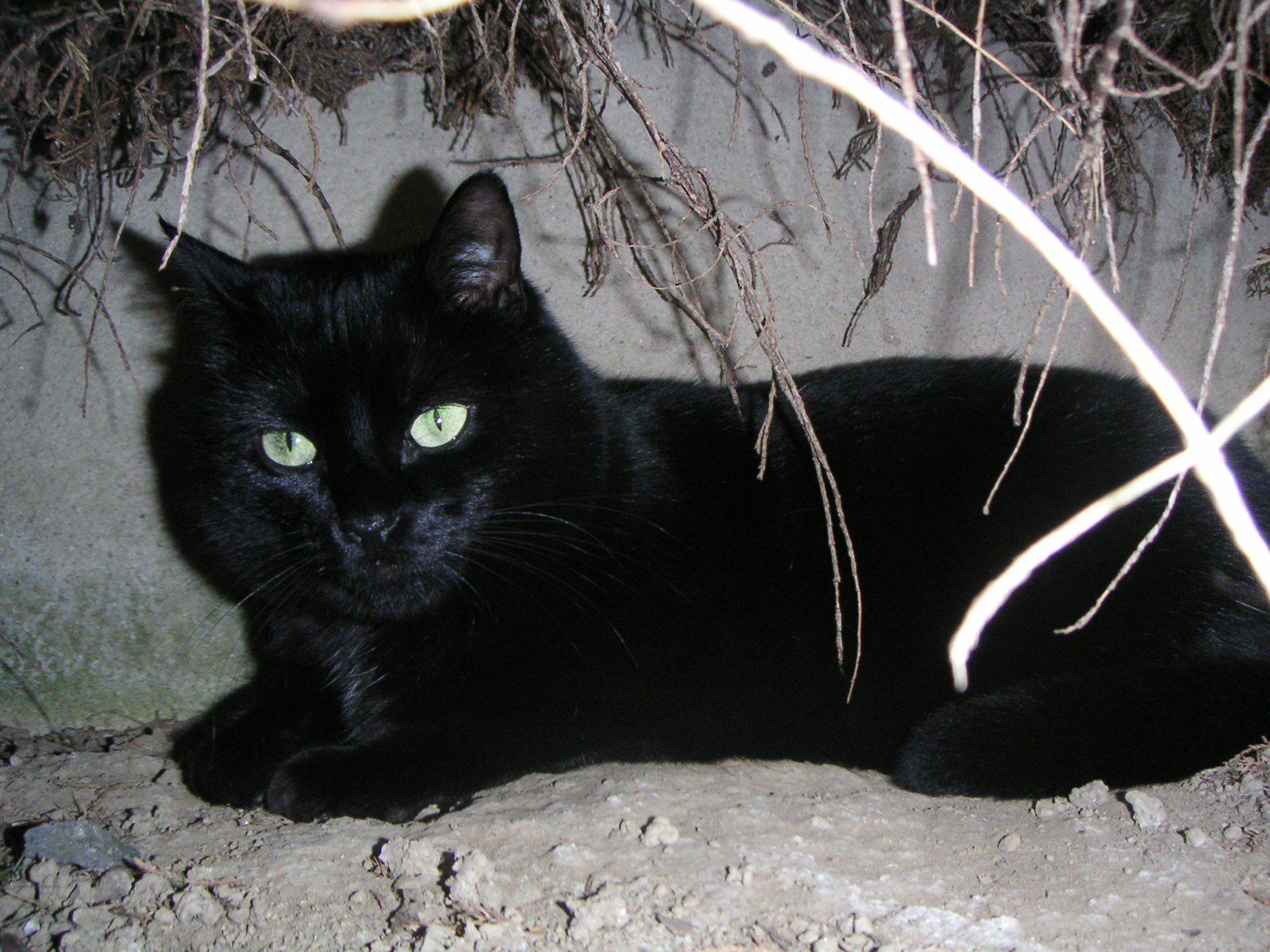
Chatte noire.

En principe, l’image du chat est positive dans l’islam en raison de l’affection qu’éprouve Mahomet, sauvé de la morsure d’un serpent par un chat. 
À l’inverse, le chat est satanisé dans l’Europe chrétienne durant la majeure partie du Moyen Âge, manifestement en raison de son adoration passée de la part des païens et surtout de la réflexion de la lumière dans ses yeux, qui passe pour être les flammes de l’Enfer. Dans la symbolique médiévale, le chat est associé à la malchance et au mal, d’autant plus quand il est noir, ainsi qu’à la sournoiserie et à la féminité. C’est un animal du diable et des sorcières. On lui attribue des pouvoirs surnaturels, dont la faculté de posséder neuf vies,. Dans certaines régions françaises, la légende attribue au matagot, un chat noir diabolique, la possibilité de rendre riche son maître en lui rapportant chaque nuit des pièces d'or.
Toutefois le chat est un animal courant et banal tout au long du Moyen Âge et on lui reconnaît un rôle prophylactique. Sa fourrure est couramment un objet de commerce.
Cependant, la Renaissance marque un certain retour en grâce du chat, principalement en raison de son action préventive contre les rongeurs, dévoreurs de récolte. Les Grandes découvertes et la mise au jour d’espèces exotiques jouèrent également un rôle certain. L’empereur Charles Quint emporte ainsi avec lui lors de sa retraite au monastère de Yuste deux petits chats brésiliens qui lui ont été offerts par sa sœur Catherine de Portugal.

### Périodes moderne et contemporaine

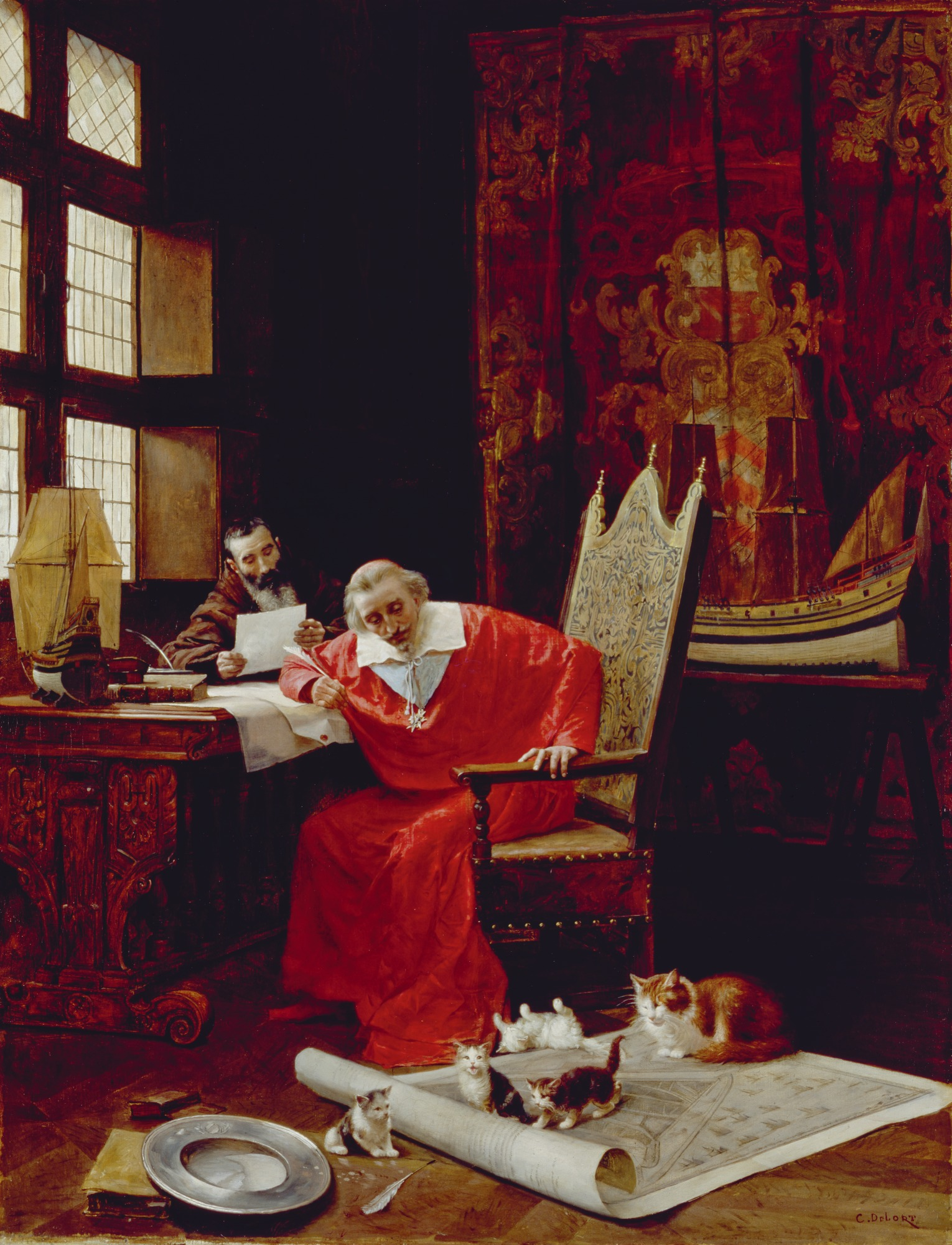
Le Cardinal de Richelieu et ses chats, par Charles Édouard Delort.

Une première tentative de réhabilitation est la célèbre Histoire des Chats : dissertation sur la prééminence des chats dans la société, sur les autres animaux d’Égypte, sur les distinctions et privilèges dont ils ont joui personnellement (1727) de François-Augustin de Paradis de Moncrif. L'auteur y prend la défense du chat à travers des références historiques, notamment à l’ancienne Égypte, qui se veulent érudites et constituent en réalité un pastiche de la pédanterie.
Vers 1727, avec l'invasion massive du rat gris en Europe, les chiens ratiers, comme l'Affenpinscher, prennent la place des chats impuissants face à ce rat plus gros et agressif. Le chat perd ainsi son rôle de prédateur pour devenir progressivement un animal de compagnie. Malgré de nobles exceptions comme les chartreux de Richelieu ou le persan blanc de Louis XV, le chat ne connaît son véritable retour en grâce qu’à la faveur du romantisme : il devient l’animal romantique par excellence, mystérieux et indépendant ; le chat noir devient quant à lui un des symboles récurrents du romantisme noir à la même période. Toujours au XIXe siècle, il se retrouve également symbole du mouvement anarchiste (France), à travers son image poétique, autonome et gracieuse. Le XXe siècle, quant à lui, garde cette vision romantique tout en s’intéressant au chat d’une manière plus scientifique.

#### En France

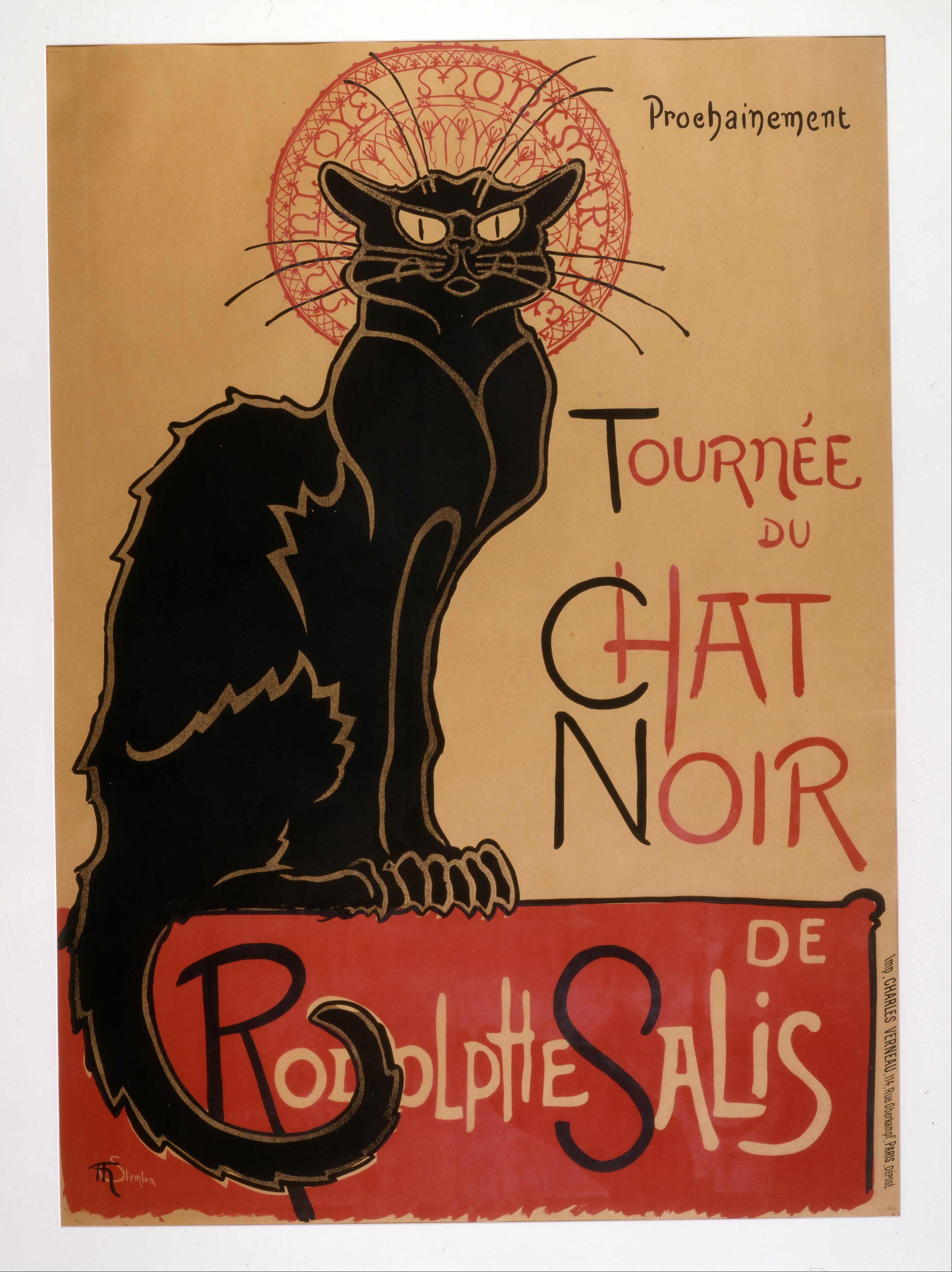
Affiche (1896) de Steinlen pour le « Chat noir », un cabaret de Montmartre à Paris.

La France est le pays d'Europe comptant le plus de chats en 2021. Selon des études datant de 2008 en France, le chat en tant qu'animal de compagnie connaît un fort essor : alors que la population de chiens baisse de 3,3 % entre 2006 et 2008 pour arriver à 7 800 000 représentants, le nombre de chats augmente de 6,5 % dans ce même laps de temps, pour atteindre 10 700 000 animaux en 2008. Leur nombre est actuellement estimé à plus de 15 millions.
La population française de chats issus de croisements ou chats de gouttière augmente sensiblement entre 2006 et 2008 : de 54,1 à 63,4 %. 4,2 % des chats sont déclarés comme étant de pure race par leurs maîtres, toujours en 2008, dont 1,9 % avec pedigree. En 2008, les trois races de chats les plus fréquentes en France sont le siamois, le persan et le chartreux.
Si la tendance est à l'augmentation du nombre de chats et à la baisse du nombre de chiens, la proportion du nombre de foyers possédant l'un ou l'autre augmente dans les deux cas : en 2006, 24,1 % des foyers possèdent au moins un chien, pour 25 % en 2008. De même, pour les chats, 25,9 % des foyers en possèdent au moins un en 2006, pour 27 % en 2008.
En 2008, 72,2 % des chats sont stérilisés en France.

## Culture populaire et arts

### Chats célèbres

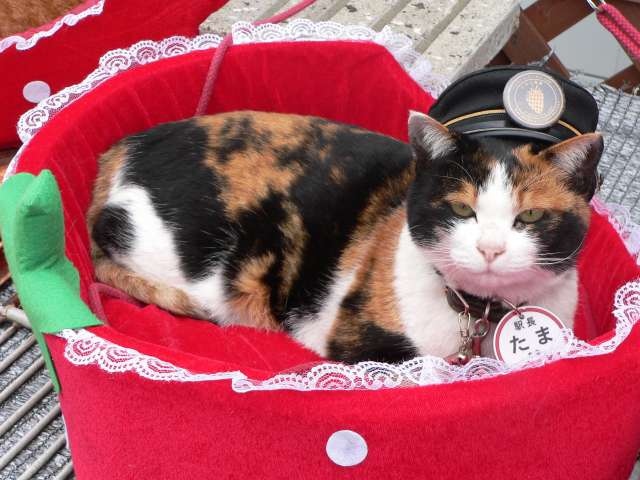
La cheffe de gare Tama au travail en 2007.

Au contraire du chien ou du cheval, célèbres par leurs actes, le chat est surtout connu comme l’animal de compagnie de personnages célèbres. Tels les chats tueurs de souris de la résidence du premier ministre du Royaume-Uni ou les chats des écrivains (« Hodge », le chat de Samuel Johnson, encore « Kiki la Doucette », « Toune » et « Minionne » de Colette, ou « Bébert », de Louis-Ferdinand Céline), la célébrité d’un chat s’acquiert par la notoriété de son maître.
Cependant quelques chats se signalent par leur comportement, comme Oscar, qui détecterait la mort imminente des patients d’une unité hospitalière de Rhode Island, Orangey, le chat acteur, Tama, chef de gare, ou encore le chat à l'origine du nom de la rue du Chat-qui-Pêche, à Paris.

### Superstitions

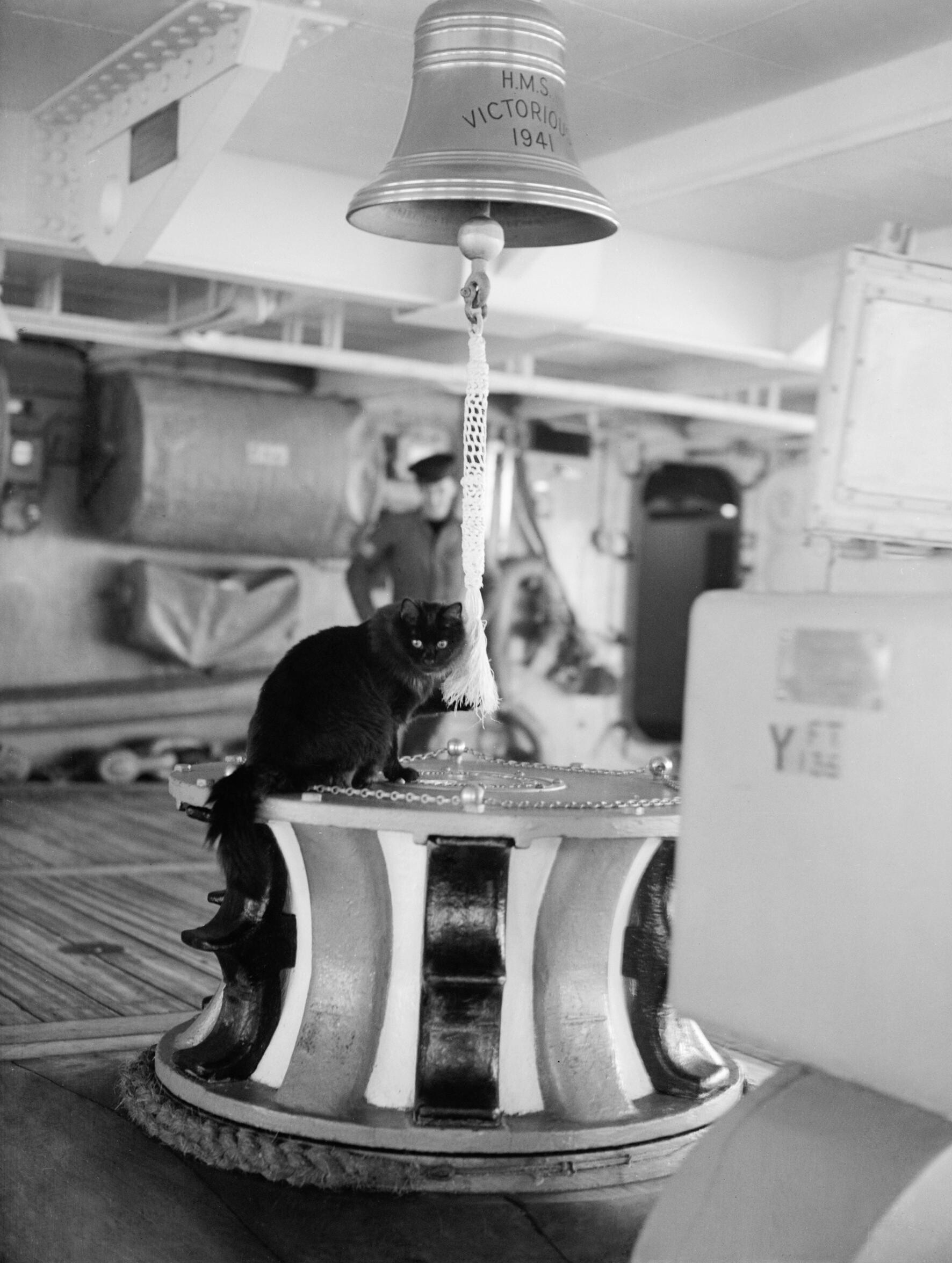
Chat officiel sur un bâtiment de guerre de la Royal Navy britannique (1942), totalisant 30000 milles marins à son actif.

Au Japon, le chat est un porte-bonheur au travers des Maneki-Neko, ces talismans représentants un chat avec la patte derrière l’oreille. Diverses légendes attribuent aux chats le pouvoir de prédire le temps qu’il fera : en Thaïlande, la bienveillance du dieu Indra est demandée au travers d’un rituel consistant à asperger d’eau un chat dans une cage, promenée autour du village. Les chats pourraient aussi prévoir les séismes. On lui associe aussi le chiffre neuf : les sorcières pouvaient se changer en chat neuf fois, le chat aurait neuf vies et pourrait avoir neuf propriétaires différents, le dernier étant emporté en enfer ; enfin, citons ce fouet de marine : le chat à neuf queues.

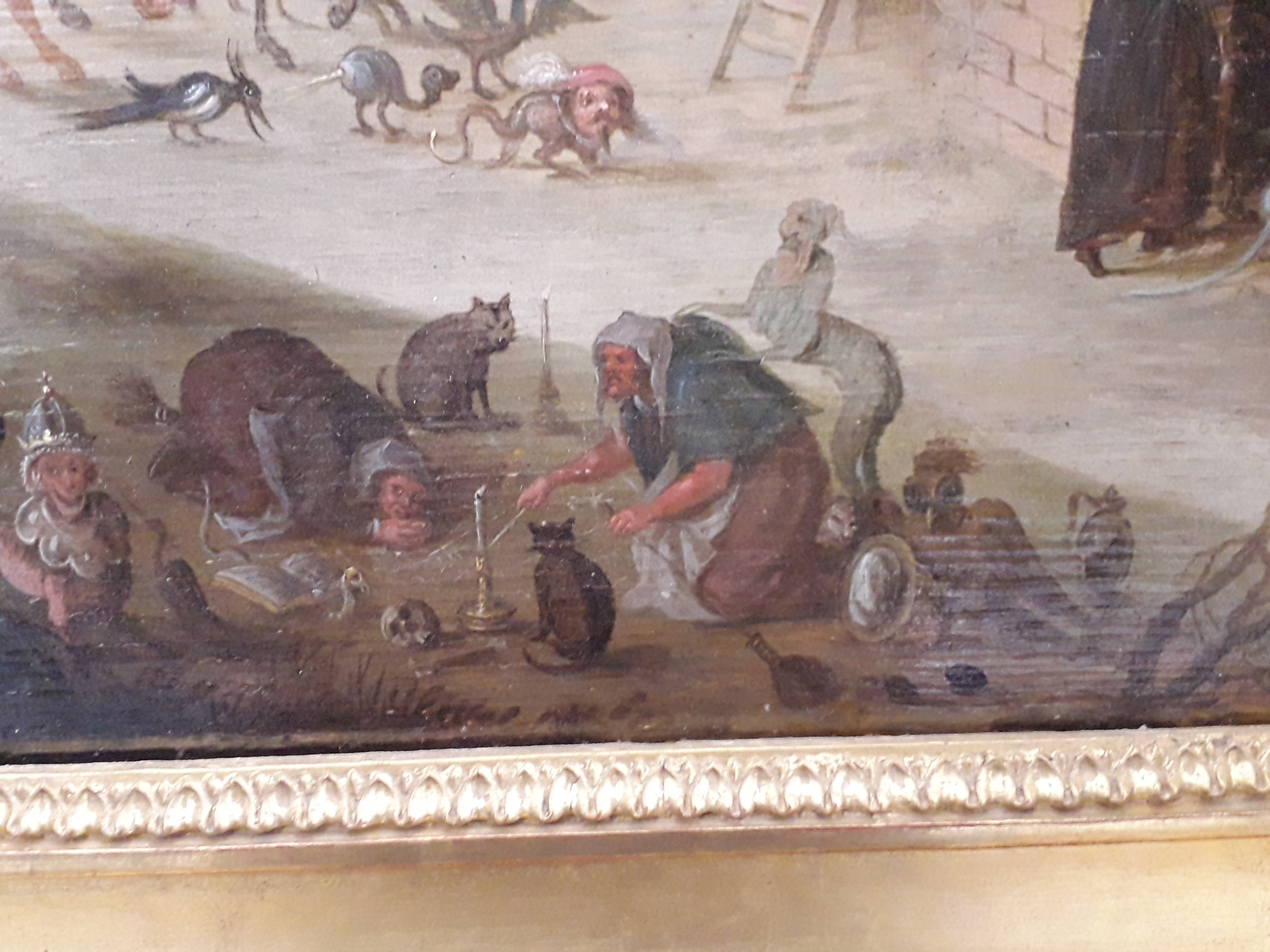
Détail montrant deux sorcières vénérant un chat noir, Sabbat de sorcières (Heksensabbat), par Claes Jacobz van der Heck (1635), Musée Bertrand.

Ils pouvaient également participer à leur propre sabbat des chats où les chats du voisinage répondaient à l'appel du Diable pour une réunion de sorcellerie animale, à l'instar du sabbat des sorciers. Lors de la cérémonie, on racontait que les chats-sorciers agissaient, chantaient et parlaient comme des hommes, tout en célébrant leur maître diabolique. Le malheur attendait les passants imprudents qui auraient été témoins de la scène. Cette tradition était surtout répandue dans le centre et l'ouest de la France.

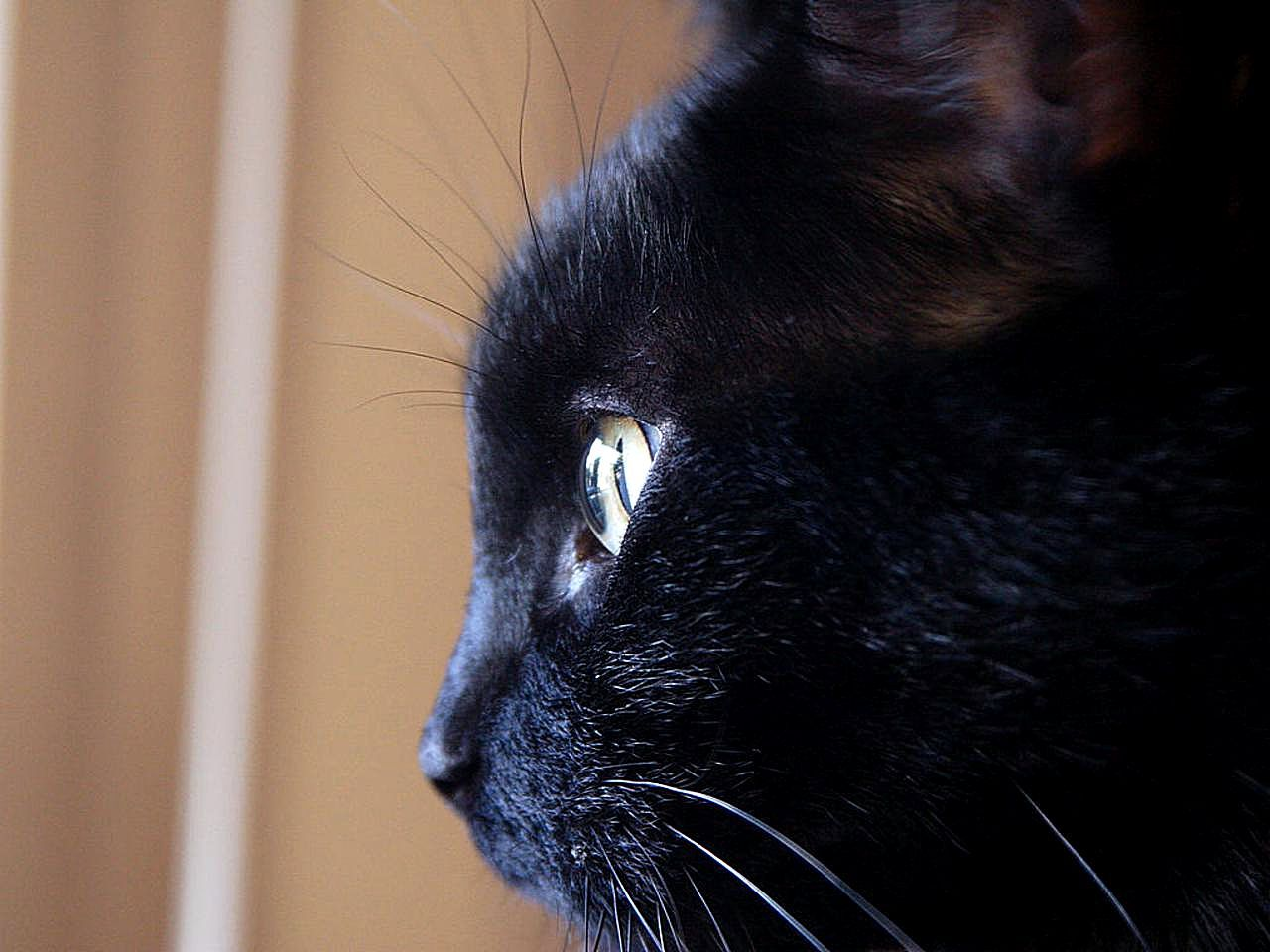
Profil d'un chat noir.

En Europe, le chat est le représentant du diable au Moyen Âge, ou est offert par celui-ci pour enrichir son propriétaire, comme la légende provençale des matagots qui ramènent une pièce d’or chaque matin. Le chat amène aussi les sorcières au sabbat sur leur dos ; celles-ci peuvent aussi se jucher sur des chars tirés par des chats, de la même manière que ceux de la déesse nordique Freya. De nombreux sorciers prennent la forme de chat durant leur réunion : c’est ce que reconnurent les sorciers du Vernon lors de leur procès en 1566.
Le chat noir est particulièrement sujet aux superstitions et croyances. En France, le noir et le rouge représentent les couleurs du diable ; aussi les chats noirs étaient-ils souvent rejetés de peur qu’ils n’attirent le malheur. Au contraire, au Royaume-Uni, croiser un chat noir porte bonheur.

### Religions
Dans l'islam, le chat est particulièrement apprécié. Il est ainsi autorisé à pénétrer dans les mosquées.
Dans l'Égypte antique, les chats étaient vénérés comme des dieux.

### Calendrier républicain
- Dans le calendrier républicain, « le Chat » était le nom attribué au 25e jour du mois de nivôse[154].

### Héraldique

Les blasons comportant des chats sont rares, mais ils existent : ci-contre, celui de la commune tessinoise de Sobrio (de gueules au chat assis d'argent). On trouvera à l'article Chat (héraldique) quelques autres exemples de chats, principalement en héraldique familiale.

### Regard des peintres et sculpteurs

Perronneau : Magdaleine Pinceloup de La Grange.

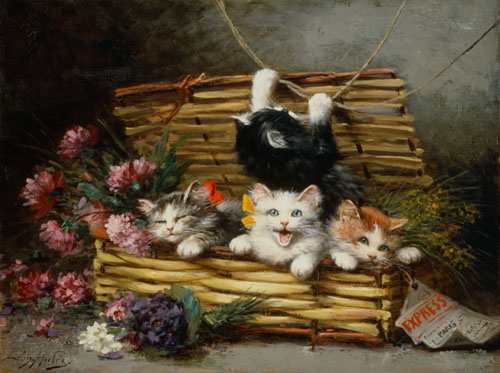
Léon Huber, peintre réaliste spécialisé dans la représentation des chats.

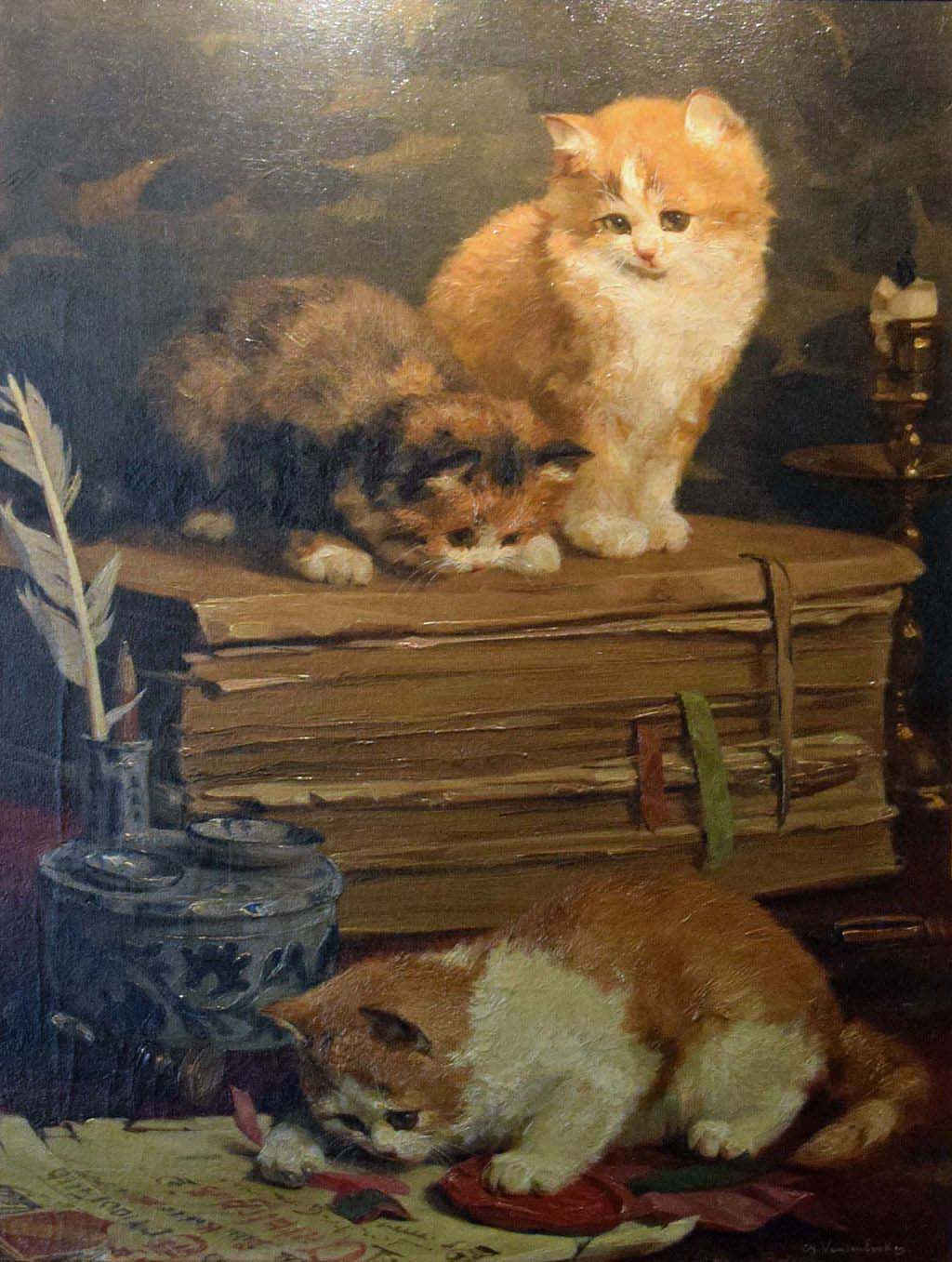
Charles van den Eycken (1859-1923), peintre belge spécialisé dans la représentation des chats.

En Europe, le chat a mis longtemps à conquérir sa place dans le monde artistique. À partir du XVIIe siècle, il apparaît de-ci de-là dans la peinture française, flamande, anglaise ou italienne, mais le plus souvent comme un élément du décor et généralement dans une scène de cuisine où il joue le rôle d’un voleur de nourriture. Le tableau le plus célèbre, en ce sens, est sans doute La Raie de Chardin, avec le chat arc-bouté sur la table. Il faudra attendre des œuvres comme La Fillette au chat, La Petite Fille au chat ou le Portrait de Magdaleine Pinceloup de La Grange, de Jean-Baptiste Perronneau, pour qu’il figure au premier plan d’un tableau, ne serait-ce qu’en tant que sujet secondaire.
Cependant, ce sont les XIXe et XXe siècles qui l’ont consacré, avec des sculpteurs tels que Antoine-Louis Barye ou Diego Giacometti. Dans le domaine pictural, des artistes comme Delacroix, Manet, Renoir, Toulouse-Lautrec, Franz Marc, Raoul Dufy, Théophile Steinlen, Paul Klee, Balthus ou encore l’humoriste Albert Dubout – sans oublier Jacques Faizant, pour le chat noir et blanc qui accompagnait les « vieilles dames » du Figaro et de Paris Match – l’ont représenté par la peinture sur toile, le dessin, le pastel, la gravure, la lithographie ou encore l’estampe. Léon Huber a bâti sa notoriété en figurant des chats. Son nom est oublié du grand public. Les reproductions de ses œuvres continuent à avoir du succès auprès des amis des chats.
Le peintre anglais Louis Wain s’est quant à lui spécialisé dans la représentation des chats, de manières différentes au long de sa carrière : au début de celle-ci, les chats étaient, à la manière des écrits de Jean de La Fontaine, représentés avec des comportements humains. Wain s’est ensuite intéressé au chat en lui-même par des portraits, qui sont devenus de plus en plus abstraits, au fur et à mesure que la schizophrénie de l’artiste s’aggravait.
Dans l’art japonais, des artistes comme Hokusai et Hiroshige ont mis en scène des chats. Avant eux, un artiste comme Kaigetsudo Anchi en fait apparaître un, tenu en laisse par une élégante courtisane, dans une célèbre estampe conservée au musée national des Arts asiatiques - Guimet et publiée aux alentours de 1715.

### Littérature

#### Historique

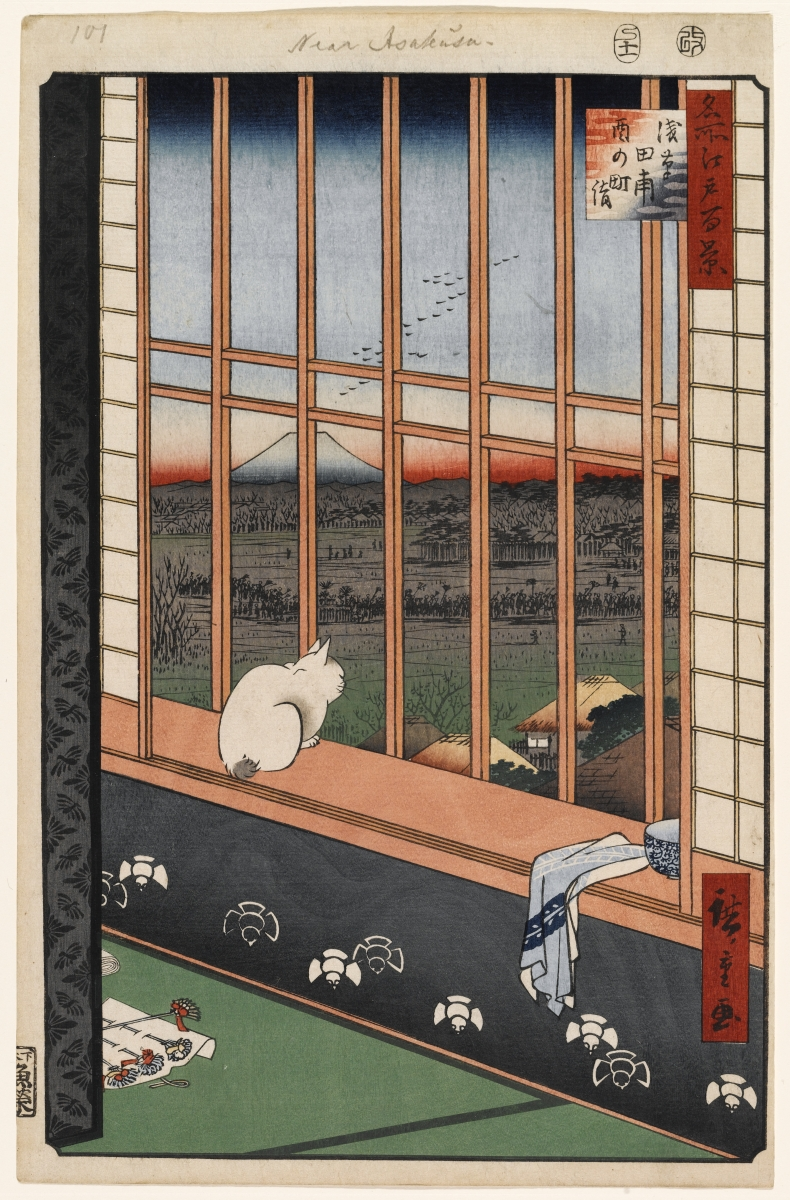
Hiroshige : Cent Vues d’Edo.

L’apparition du chat dans la littérature fut d’abord discrète. Peu aimé au Moyen Âge, où on ne lui confère guère que l’utilité de chasser les souris, les écrits le concernant reflètent les idées de l’époque. Au IXe siècle, Hildegarde de Bingen, dans son Livre des subtilités des créatures divines lui consacre un paragraphe bref et peu élogieux : « Au plus fort des mois d’été, […] le chat demeure sec et froid. Le chat ne reste pas volontiers avec l’homme, excepté celui qui le nourrit ». Le célèbre Roman de Renart a laissé l’image de Tibert le chat, tout aussi rusé et hypocrite que Renart, mais aimé par Noble, le lion.
Le chat est peu à peu « réhabilité » durant la Renaissance et de nombreux écrivains et poètes tels Pétrarque, mort la tête posée sur son chat, ou encore Joachim du Bellay améliorent la réputation du chasseur de souris. Au XIXe siècle, les auteurs romantiques portent une grande affection au félin : en 1869 paraît Les Chats de Champfleury réunissant la somme des connaissances de l’époque sur le chat, et qui révèle la place privilégiée du chat dans les milieux intellectuels. Depuis le début du XXe siècle, les œuvres littéraires ayant pour héros principal ou secondaire le chat se sont multipliées. De nombreux auteurs, notamment Colette, ont mis en exergue leur(s) chat(s).

#### Fiction

##### Contes, fables et poésie

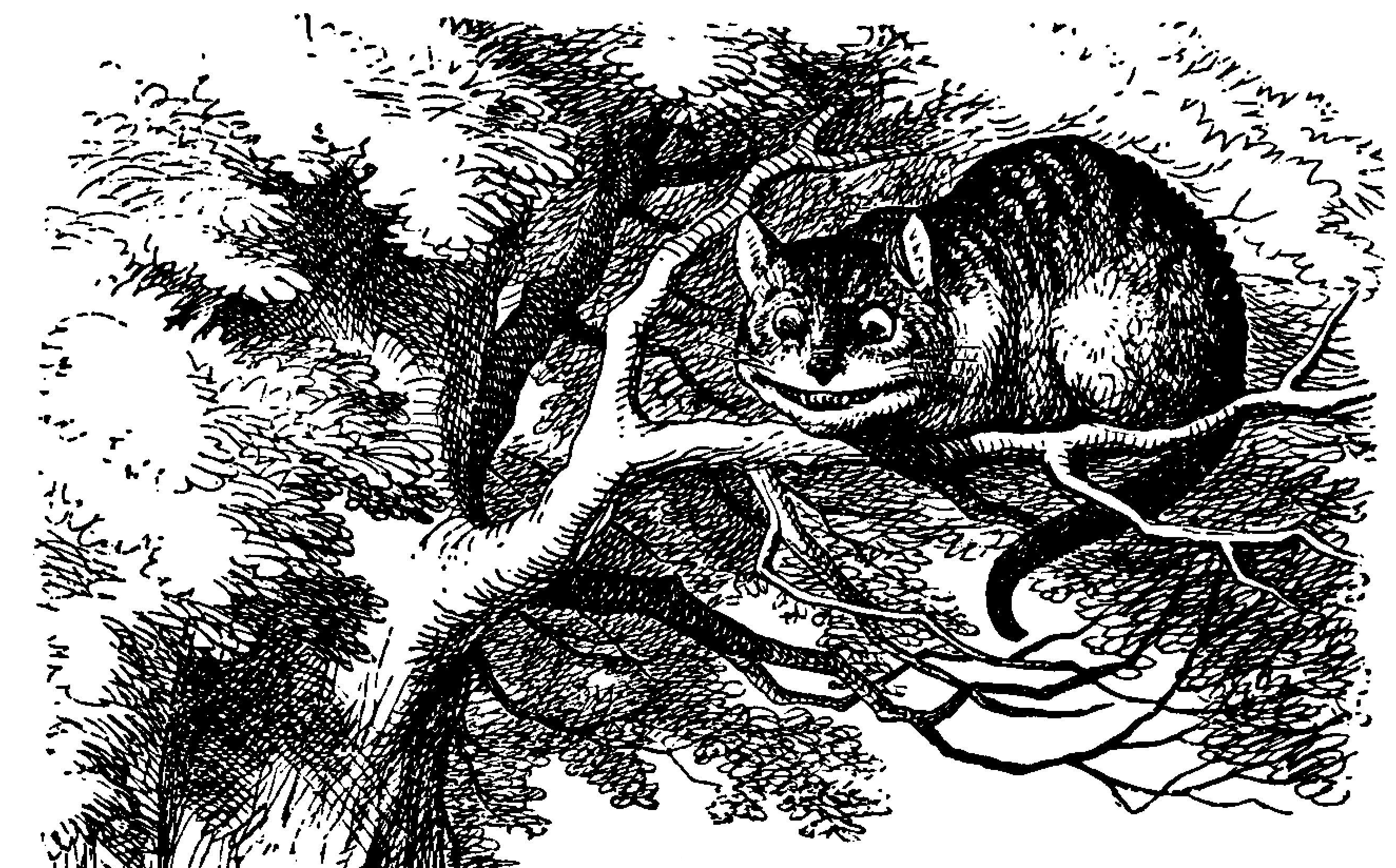
Le chat du Cheshire dans Les Aventures d'Alice au pays des merveilles illustré par John Tenniel.

Dans les fables, le chat garde une image d’animal malin mais profiteur. Raminagrobis est un chat gras et bien nourri que l’on trouve dans les Fables de La Fontaine, tout comme Rodilardus ou Rodilard, repris par Rabelais. Le chat est souvent mis en scène avec des souris ou des rats, dont il est le chasseur. Son comportement profiteur et sa malice sont mises en valeur par des compères aussi rusés que lui, comme le singe ou le renard.
S’agissant de la poésie lyrique, le chat fait son entrée réelle comme objet littéraire à l’aube du XIXe siècle, d’abord chez les romantiques (notamment Victor Hugo), puis chez les parnassiens (Théodore de Banville) et les symbolistes (Baudelaire, Verlaine, Emmanuel-Henri Gaudicour), pour aboutir aux prémices de la modernité avec des poètes tels qu’Anna de Noailles ou Apollinaire.
Dans les contes, le chat a une image plus mystérieuse. Ainsi, dans Les Contes du chat perché de Marcel Aymé, Alphonse dans le conte intitulé La patte du chat, peut faire pleuvoir en passant sa patte derrière l’oreille. Dans Les Aventures d'Alice au pays des merveilles, le chat du Cheshire apparait et disparait par morceaux mystérieusement, en laissant flotter son sourire. Quant au chat botté, il est l’héritage bienheureux que lègue le meunier à son troisième fils et qui rend son maître riche par la ruse. On retrouve ce même personnage au côté de la Chatte Blanche dans l'acte III du ballet La Belle au bois dormant, Chatte Blanche qui dans le conte du même nom est en réalité une princesse prisonnière de sa forme animale.

##### Nouvelles et romans

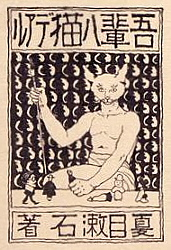
par Sōseki Natsume (1906).

Dans les romans et nouvelles, le chat garde souvent son aspect mystérieux, inspirant des écrits fantastiques comme Le Chat noir d’Edgar Allan Poe où deux chats noirs précipitent la folie du personnage principal. Le chat peut aussi être le témoin de la vie des hommes : dans le classique japonais Je suis un chat de Sōseki Natsume, un chat dépeint la société japonaise de l’ère Meiji et dans Les Sept Vies des chats d'Athènes de Tákis Theodorópoulos, la société grecque du début des années 2000 est montrée. D’une autre manière, des sociétés félines, uniquement composées de chats, apparaissent comme La Cité des chats de Lao She ou la série de romans pour la jeunesse La Guerre des clans.
Le chat peut aussi être détective comme Kao K’o Kung et Yom-Yom, deux chats siamois mis en scène dans une série de romans de Lilian Jackson Braun ou encore Francis, le chat détective de Akif Pirinçci, dont la série de romans Félidés, Chien méchant, Francis et les chats sauvages aborde des problèmes philosophiques ou éthiques.
Dans les univers médiévaux-fantastiques, on trouve parfois des races hybrides dont les caractéristiques sont à la fois humaines et félines. Ce phénomène est particulièrement marqué dans les mangas, anime et autres jeux vidéo japonais, qui comportent assez souvent un personnage de jeune fille-chat, la nekomimi ou nekomusume.
Dans les aventures de Harry Potter, Minerva McGonagall est capable de se transformer en chat ; elle et Dolores Ombrage, dont le bureau est décoré par des portraits de chats, ont pour patronus des chats.

##### Bande dessinée
Les chats sont bien représentés dans la bande dessinée. Personnages principaux d’aventures comiques comme Garfield, Le Chat de Geluck, Simon's Cat ou encore Krazy Kat, les chats peuvent aussi conter leur histoire comme Le Chat du rabbin de Joann Sfar. 

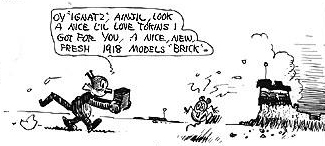
Krazy Kat de George Herriman.

Souvent accompagnés d’un compère antagoniste pour faire rire, tels Sylvestre de Titi et Grosminet, Tom de Tom et Jerry ou Hercule de Pif et Hercule, les chats sont aussi des personnages secondaires récurrents comme les chats Artémis, Luna et Diana dans le manga Sailor Moon ou encore Azraël compagnon de Gargamel dans Les Schtroumpfs de Peyo. Le personnage du détective Blacksad, de la série éponyme, est un chat anthropomorphe.
Art Spiegelman transpose le récit autobiographique de son père dans un univers animalier, où les nazis sont représentés par des chats et les Juifs par des souris (Maus en allemand).

### Cinéma
Les chats sont régulièrement les protagonistes de films.
Les films en prises de vue réelles donnent très tôt le rôle principal aux chats avec le court-métrage américain Boxing Cats réalisé par William Kennedy Laurie Dickson en 1894 et, en France, Le Déjeuner du chat de Louis Lumière en 1897. Plusieurs films forment américains des parodies subtiles ou grand-guignolesques de films d'espionnage ou de films policiers : L'Espion aux pattes de velours (Robert Stevenson, 1965), Ace Ventura, détective chiens et chats (Tom Shadyac, 1994), Comme chiens et chats (Lawrence Guterman, 2001). 
Les chats donnent également lieu à des films de science-fiction : dans Le Chat qui vient de l'espace de Norman Tokar, en 1978, l'arrivée sur Terre d'un chat extra-terrestre révèle la convoitise des militaires. Ma vie de chat (Barry Sonnenfeld, 2016) imagine l'esprit d'un homme prisonnier du corps d'un chat. L'animal apparaît aussi en tant que créature de films d'horreur, comme dans les adaptations du roman Simetierre de Stephen King en 1989 puis en 2019, qui mettent en scène un chat mort-vivant maléfique,. La comédie dramatique L'Incroyable Voyage, adaptée du roman éponyme, imagine en 1993 les aventures d'une chatte et de deux chiens qui entreprennent une longue route pour rentrer chez leurs maîtres.
De nombreux films d'animation mettent en scène des chats. Les Aristochats des studios Disney, sorti en 1970, montre un miroir des relations entre des milieux sociaux différents par la rencontre entre un groupe de chats vivant dans une famille riche et un chat vagabond. Autre dessin animé des studios Disney moins connu, Oliver et compagnie, sorti en 1988, est une adaptation libre du roman Oliver Twist de Dickens. Dans l'intervalle, en 1972, Ralph Bakshi a subverti la figure du chat en animation avec Fritz le chat, film d'animation pour adultes qui évoque plusieurs problèmes de société aux États-Unis et contient assez d'éléments sexuels pour devenir le premier film d'animation classé X. Quelque temps après, les chats investissent le genre de la fantasy à la faveur du film Shrek 2 des studios Dreamworks, où apparaît le Chat potté, parodie du personnage du conte du Chat botté. Le personnage a droit à son propre film, Le Chat potté, en 2011. Plusieurs longs-métrages adaptent des bandes dessinées (Garfield, Peter Hewitt, 2002 ; Catwoman de Pitof en 2004) ou portent sur le grand écran des personnages de séries télévisées (Tom et Jerry, le film, Phil Roman, 1992).
En Europe, La Mouette et le Chat d'Enzo D'Alò adapte en 1998 l’Histoire d'une mouette et du chat qui lui apprit à voler de Luis Sepúlveda, conte pour la jeunesse dans lequel un chat se retrouve père adoptif d'un bébé mouette. Le Chat du rabbin de Joann Sfar et Antoine Delesvaux adapté en 2011 de la bande dessinée du même nom de Sfar, met en scène un chat parlant qui pose des questions audacieuses sur les religions. Inspiré du genre du roman policier, Macskafogó, film hongrois de Béla Ternovszky, sorti en 1986, en donne une parodie. Au contraire, Une vie de chat d'Alain Gagnol et Jean-Loup Felicioli (2010) met en scène un chat qui accompagne un cambrioleur dans ses maraudes nocturnes dans une intrigue qui prend au sérieux les codes du genre.
Le cinéma d'animation japonais donne une place notable aux chats. En 1985, Train de nuit dans la Voie lactée de Gisaburō Sugii adapte librement la nouvelle de Kenji Miyazawa en faisant de tous les personnages des chats. Si tu tends l'oreille de Yoshifumi Kondo, produit par le studio Ghibli en 1995 d'après le manga d'Aoi Hiiragi, montre une jeune fille qui suit un chat dans les rues et découvre ainsi une mystérieuse boutique d'antiquités où l'attend une statuette en forme de chat anthropomorphe vêtu comme un dandy, le Baron, qui lui inspire des aventures oniriques. Une suite, Le Royaume des chats de Hiroyuki Morita, imagine en 2002 de nouvelles aventures du Baron dans un monde parallèle où vit le roi des chats. En 2012, Budori, l'étrange voyage, réalisé par Gisaburō Sugii d'après une nouvelle de Kenji Miyazawa, met en scène un monde merveilleux peuplé de chats. Le cinéma d'animation chinois laisse également une place aux chats avec Oscar et le monde des chats de Gary Wang (2018).

### Musique

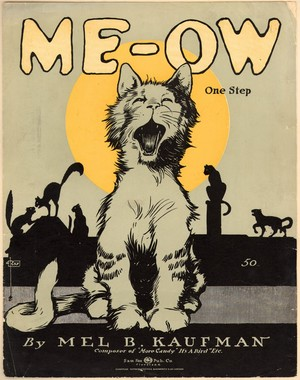
Me-Ow de Mel B. Kaufman est un air de ragtime exécuté au piano contenant une unique parole : « Me-Ow » (1918).

Une des premières occurrences du chat en musique classique occidentale est d’Adriano Banchieri dans son Contrapunto bestiale ou Festin de Jeudi-Gras (1608). Par la suite, le félin a inspiré de nombreux compositeurs tels que Carlo Farina avec Capriccio stravagante, Il gatto en 1627 ou encore Hans Werner Henze, La Chatte anglaise. Des airs d'opéra sont composés de miaulements, notamment L’Enfant et les Sortilèges selon un livret de Colette. Enfin, les chats furent les sujets principaux de la comédie musicale à succès Cats. Dans la chanson populaire (« La mère Michel a perdu son chat ») comme dans le rock (Le chat, de Téléphone), le chat est mis en scène ou porté aux nues : la chanson Delilah dans l’album Innuendo de Queen est par exemple un hommage au chat de Freddie Mercury.
Georges Brassens était un amoureux des chats, il en possédait neuf lorsqu’il vivait Impasse Florimont à Paris. Il leur dédia plusieurs vers dont ceux-ci dans sa chanson Le Testament :
Qu’il boive mon vin, qu’il aime ma femme,

Qu’il fume ma pipe et mon tabac,

Mais que jamais, mort de mon âme,

Jamais il ne fouette mes chats ;

Quoique je n’aie pas un atome,

Une once de méchanceté,

S’il fouette mes chats, y’a un fantôme

Qui viendra le persécuter.

### Jeux

#### Jeux traditionnels
Le chat est au cœur de l'imaginaire du chat perché, jeu enfantin traditionnel où un enfant en poursuit d'autres comme un chat poursuit les souris.

#### Jeux de rôles sur table
Au moins deux jeux de rôles sur table proposent de jouer des chats. Le premier porte le titre de « Cat », de John Wick. Les chats y combattent les terribles boggins qui se nourrissent des rêves et des âmes des humains. Sous-titré « A little game about little heroes » ce jeu en anglais propose de nombreuses informations véridiques sur les chats mais également un cadre de jeu sans fin puisqu'une partie des scénarios peut se dérouler dans le monde des rêves.
Malgré un titre anglophone, « Cats! The Masquerade » est un jeu de rôles français. Dans ce jeu, les chats constituent la première espèce intelligente apparue sur Terre, bien avant les humains qu’ils ont créé pour être leurs serviteurs. Malgré leurs immenses pouvoirs, les chats ont perdu leur prééminence et doivent désormais survivre dans un monde qui leur est hostile. « Cats » propose également de jouer un Bastet, un corps humain dans lequel est emprisonné l’esprit d’un chat.
D’autres jeux de rôles proposent de jouer des êtres mi-humain mi-chat, comme les félis dans Nightprowler, inspirés d’un article du magazine Casus Belli pour Donjons et Dragons.

#### Jeux de société
Il existe plusieurs jeux de sociétés tournant autour de l'univers des chats ; le plus célèbre est sans doute Exploding Kittens, un jeu d'ambiance déjanté. On peut également noter Calico ou l'Île des chats.

### Chat artiste

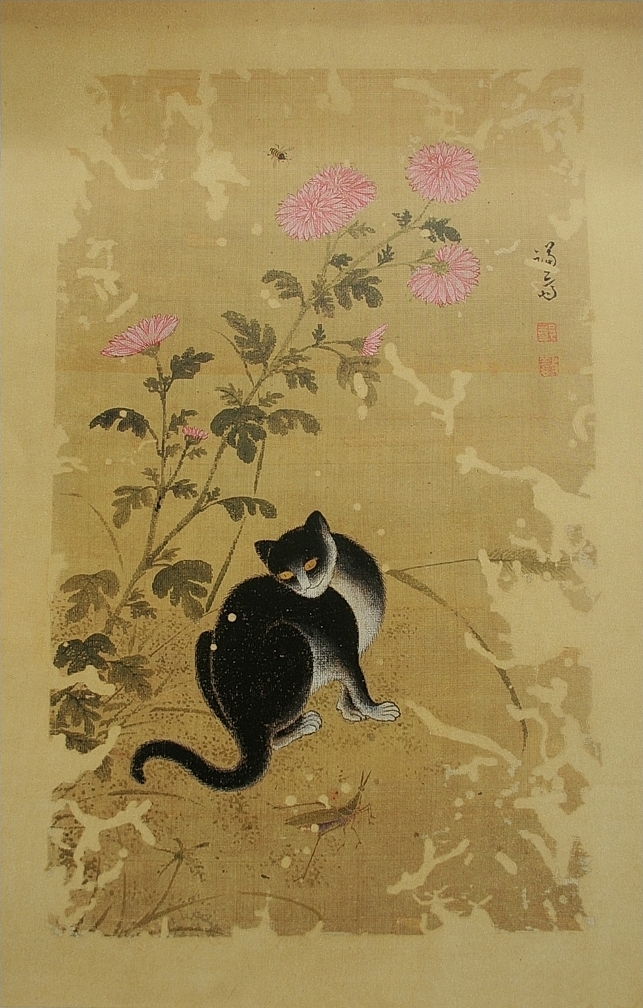
« Chat en liberté un jour d'automne » Chuil hanmyo) par Jeong Seon (XVIIe-XVIIIe s).

L’ouvrage le plus célèbre sur le sujet : Le Mystère des chats peintres (1995) (Why cats paint), de Burton Silver et Heather Buch, a connu une renommée internationale. Au départ conçu comme une vaste parodie critique de l’art contemporain (on y voit des photos de canapés éventrés et de souris mortes exhibées comme créations plastiques…), ce livre trop bien conçu est devenu référence en ce domaine. L’art félin est devenu un thème sérieux. Burton Silver est parodiste, caricaturiste et critique d’art ; Heather Buch, peintre et photographe. Why cats paint est le pendant de Why paint cats, (Pourquoi peindre les chats), suivi quelques années plus tard par Danse avec les chats (Dancing with cats) qui connut aussi un immense succès. Selon les éditeurs (quatrième de couverture) : « De plus en plus de personnes, dans le monde entier, se laissent séduire par cette extraordinaire méthode de canalisation de l’énergie féline… ».

### Musée
Le Musée du chat à Amsterdam, aux Pays-Bas, présente des dessins, peintures, gravures et autres œuvres dédiés à l'animal.

### Expressions populaires
Les proverbes et idiotismes liés au chat se comptent par dizaines en langue française, soit qu’ils mettent en scène l’animal lui-même (qui court vite, dort beaucoup et chasse les souris) ou mette en avant une de ces caractéristiques (« Avoir des yeux de chat », par exemple), soit que le terme de « chat » désigne l’homme, qui s’identifie alors au félin. La plupart de ces dictons datent de plusieurs siècles ; certains remontent même au Moyen Âge.

## Aspects économiques

### Viande de chat

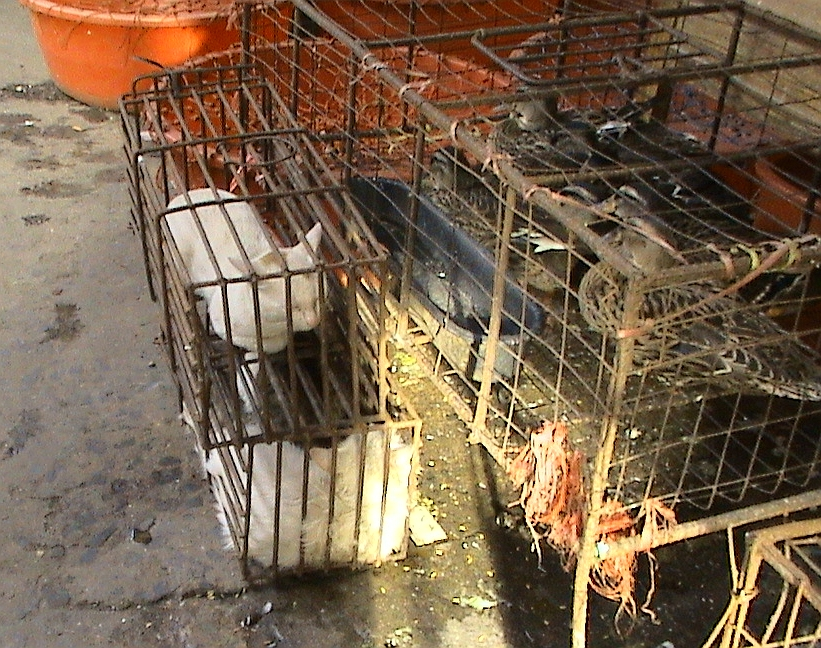
Chats et canards de boucherie dans un marché asiatique.

La viande de chat est mangée dans certaines régions du monde comme le sud-est de la Chine, le Viêt Nam, le Lesotho, etc.
En Italie, chaque année, quelque 7 000 chats seraient consommés dans les régions du nord, bien que théoriquement interdite.
En revanche, l'utilisation de boyaux de chat pour le cordage des raquettes de tennis est une légende ; c'est du boyau de bœuf (bien plus abondant) qui est utilisé.

### Commerce de la fourrure
Dans certains pays, la fourrure du chat fait l’objet, comme celle du chien, d’une demande importante dans les industries de la mode. De nombreuses associations de protection des animaux condamnent l’utilisation de la fourrure des chats. Elle est désormais interdite d’importation et d’exportation en Europe depuis le 31 décembre 2008,.
Les mesures prises par l’Europe dans ce domaine visent à mettre fin — de façon identique dans toute l’Europe — aux abus constatés dans le commerce des fourrures, en particulier en provenance des pays asiatiques, dont l’étiquetage est souvent mensonger (fourrure de chat ou de chien importée sous d’autres désignations, par exemple en tant que fourrure synthétique). Ces pratiques seraient en particulier le fait de la Chine, qui se livrerait à l’élevage des chiens et des chats pour faire le commerce de leur fourrure à grande échelle.

Comme l’a déclaré à cette occasion Markos Kyprianou, commissaire européen à la santé et à la protection des consommateurs : 

« Le message transmis par les consommateurs européens est on ne peut plus clair. Ils estiment qu’il est inacceptable d’élever des chats et des chiens pour leur fourrure et ils refusent que des produits contenant ces fourrures soient vendus sur le marché européen. L’interdiction à l’échelle communautaire que nous proposons aujourd’hui signifie que les consommateurs auront la certitude de ne pas acheter, par mégarde, des produits contenant de la fourrure de chat et de chien. »

D’après les enquêteurs de PETA-Allemagne, qui ont conduit une enquête en Chine du Sud, les chiens et les chats feraient l’objet en Chine d’un commerce très important, dans des conditions particulièrement choquantes :
- tout d’abord, les chiens et chats, entassés à vingt dans des cages grillagées, seraient transportés ainsi par camion, chaque camion regroupant dans ces cages plus de 800 animaux, souvent blessés et affolés. Toujours selon la PETA, ce trafic concernerait des millions de chiens et chats, destinés à être tués pour leur fourrure ;
- les cages seraient déchargées des camions en les jetant à terre du haut du camion sans aucune précaution, parfois de plus de trois mètres de haut, fracturant les pattes des animaux. Ceux-ci seraient dans un certain nombre de cas des animaux volés, comme l’indique le collier qu’ils portent encore ;
- enfin, les peaux de ces chiens et de ces chats feraient fréquemment en Chine l’objet d’un étiquetage mensonger, générant pour le consommateur occidental le risque d’acheter sans le vouloir des vêtements en peau de chat ou de chien.

La nouvelle règlementation européenne interdit la mise sur le marché, l’importation dans la Communauté et l’exportation depuis cette dernière de fourrure de chat et de chien et de produits en contenant, à compter du 31 décembre 2008. Elle prend en compte les fraudes à l’étiquetage constatées de la part de certains pays tiers en se dotant des moyens de détection nécessaires. Selon le règlement (CE) no 1523/2007 du Parlement européen et du Conseil du 11 décembre 2007 :
- « les États membres doivent, avant le 31 décembre 2008, informer la Commission des méthodes de détection de fourrure qu’ils utilisent pour déterminer l’espèce d’origine de la fourrure (par exemple la spectrométrie de masse MALDI-TOF) » ;
- « la Commission peut adopter des mesures arrêtant les méthodes analytiques à utiliser dans ce domaine » ;
- « les États membres doivent, avant le 31 décembre 2008, établir des sanctions appropriées pour veiller à ce que l’interdiction soit respectée et notifier ces dispositions à la Commission ».

Il est significatif du contexte de cette affaire que la Communauté européenne précise qu’elle adopte cette règlementation alors même que « le traité ne permet pas à la Communauté de légiférer pour répondre à des préoccupations éthiques », et que la Commission donne à cette occasion (23 janvier 2006) communication au Parlement européen et au Conseil, « concernant un plan d’action communautaire pour la protection et le bien-être des animaux au cours de la période 2006-2010 [COM(2006) 13 final - Journal officiel C 49 du 28 février 2006] ».

### Marché de l’alimentation pour chats

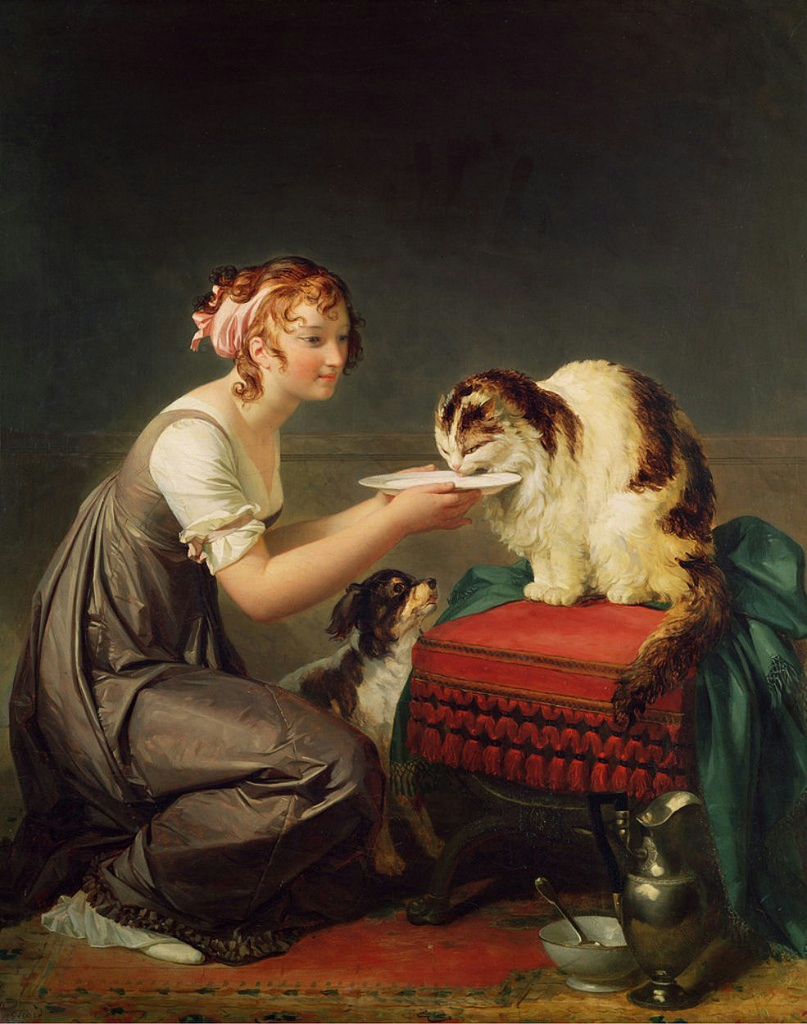
Le déjeuner du chat par Marguerite Gérard.

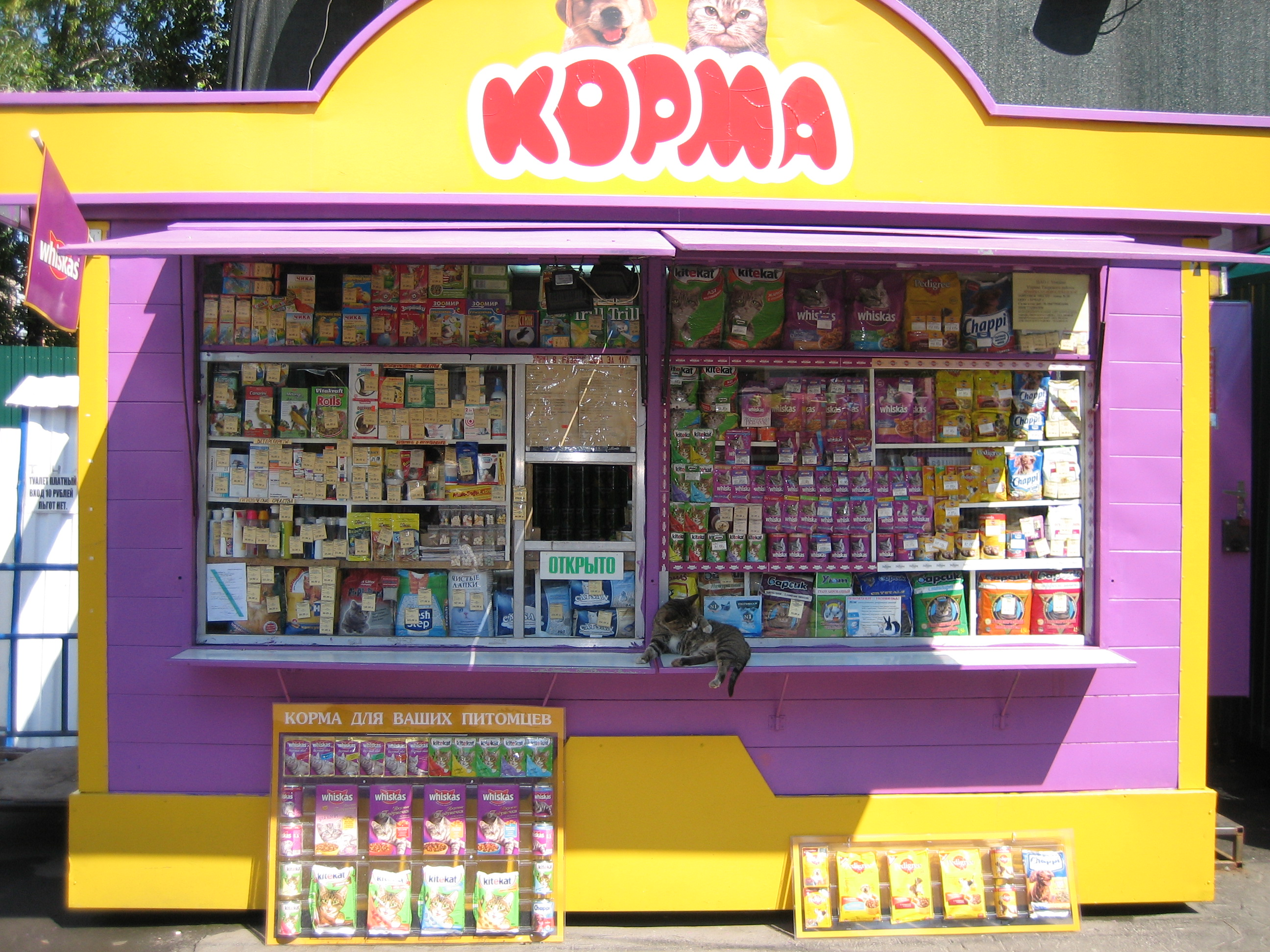
Vente de nourriture pour les chats sur le marché de Moscou

Le marché de l’alimentation des chiens et chats (qui constitue le plus gros marché lié aux animaux de compagnie) a représenté en 2003 un total de 35 milliards d’USD au niveau mondial, dont entre 25 % et 30 % pour les États-Unis à eux seuls. Parmi les fabricants et marques les plus connues, on compte Nestlé (Purina Beneful, Cat Chow, Dog Chow, Fancy Feast, Friskies, Tender Vittles), Masterfoods, filiale de Mars (Cesar, Pedigree, Royal Canin, Sheba, Whiskas), Procter & Gamble (Eukanuba, Iams), ou encore Colgate-Palmolive (Hill’s Science Diet).
Le marché américain des aliments pour chats (environ un gros quart du total, puisqu’il était en 2002 de 4,20 milliards de USD, soit 52 % du marché des aliments pour chiens[réf. incomplète]) présente une forte segmentation : aliments secs, aliments en boîte, snacks pour chats, aliments semi-humides, boissons… Les aliments secs gagnent du terrain sur le marché des aliments pour chats.
En France, le marché des aliments pour chats est constitué pour 67 % d’aliments humides, secteur dominé par Nestlé-Purina et Masterfoods ; mais ce secteur s’effrite (avec en particulier l’effondrement des marques « bas de gamme » Ronron et Kitekat, de Masterfoods), et la part de marché des aliments secs pour chat (dominé par Nestlé-Purina avec Friskies et Purina one) tend à progresser. 
Dans la mesure où un kilogramme d’aliment sec équivaut à 4 kg d’aliment humide, les fabricants d’aliments pour chats peinent à compenser la baisse des aliments humides. Le marché français des aliments pour chats a donc tendance à stagner, voire à baisser.

### Marché des dépenses non alimentaires
Ce marché, qui regroupe l’ensemble des dépenses non alimentaires (les plus importantes étant les dépenses de santé), comprend, pour les animaux de compagnie en général :
- les médicaments, dont les plus importants sont les anti-parasites (contre les puces et les tiques) ;
- les soins vétérinaires ;
- le toilettage ;
- les jouets ;
- la prise en pension ;
- le dressage ;
- le transport ;
- les autres produits et services (crémations et enterrements, animal-sitting[A 24], assurances, litières, voyance pour animaux de compagnie disparus[réf. nécessaire]…).

#### Marché des dépenses de santé

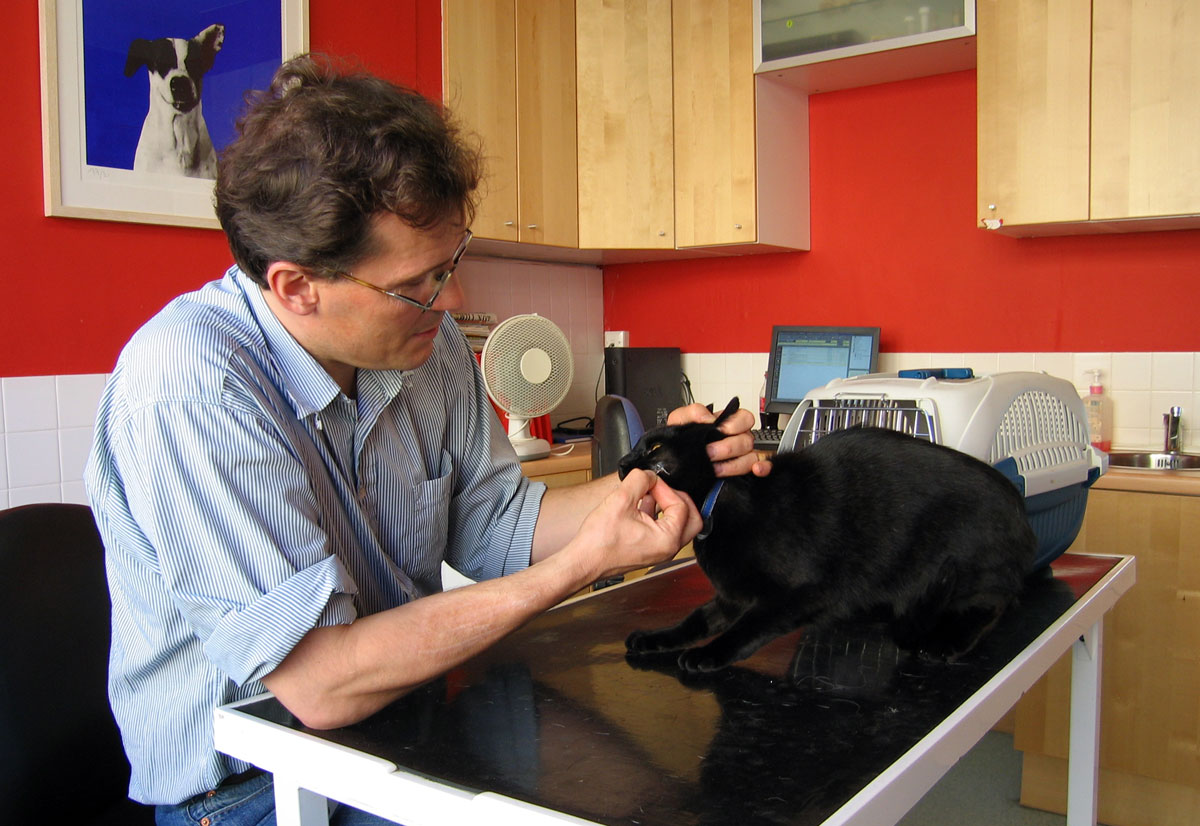
Chat en visite chez un vétérinaire.

Les chiffres disponibles prennent en compte les différents marchés de façon globale, pour l’ensemble des animaux de compagnie. Outre les médicaments (qui incluent maintenant des anti-dépresseurs), les animaux de compagnie bénéficient de soins vétérinaires.
La montée des dépenses pour les animaux de compagnie se traduit aussi par l’apparition de contrats d’assurance qui leur sont spécifiques. La Suède est très en pointe dans ce domaine, loin devant l’Angleterre ou les États-Unis, puisque, en 2005, 50 % des propriétaires suédois d’animaux de compagnie avaient une assurance pour eux, contre moins de 10 % aux États-Unis, représentant 0,7 milliard de dollars aux États-Unis en 2007. En France, seuls 8 % des animaux de compagnie sont assurés.

#### Marché des dépenses de transport

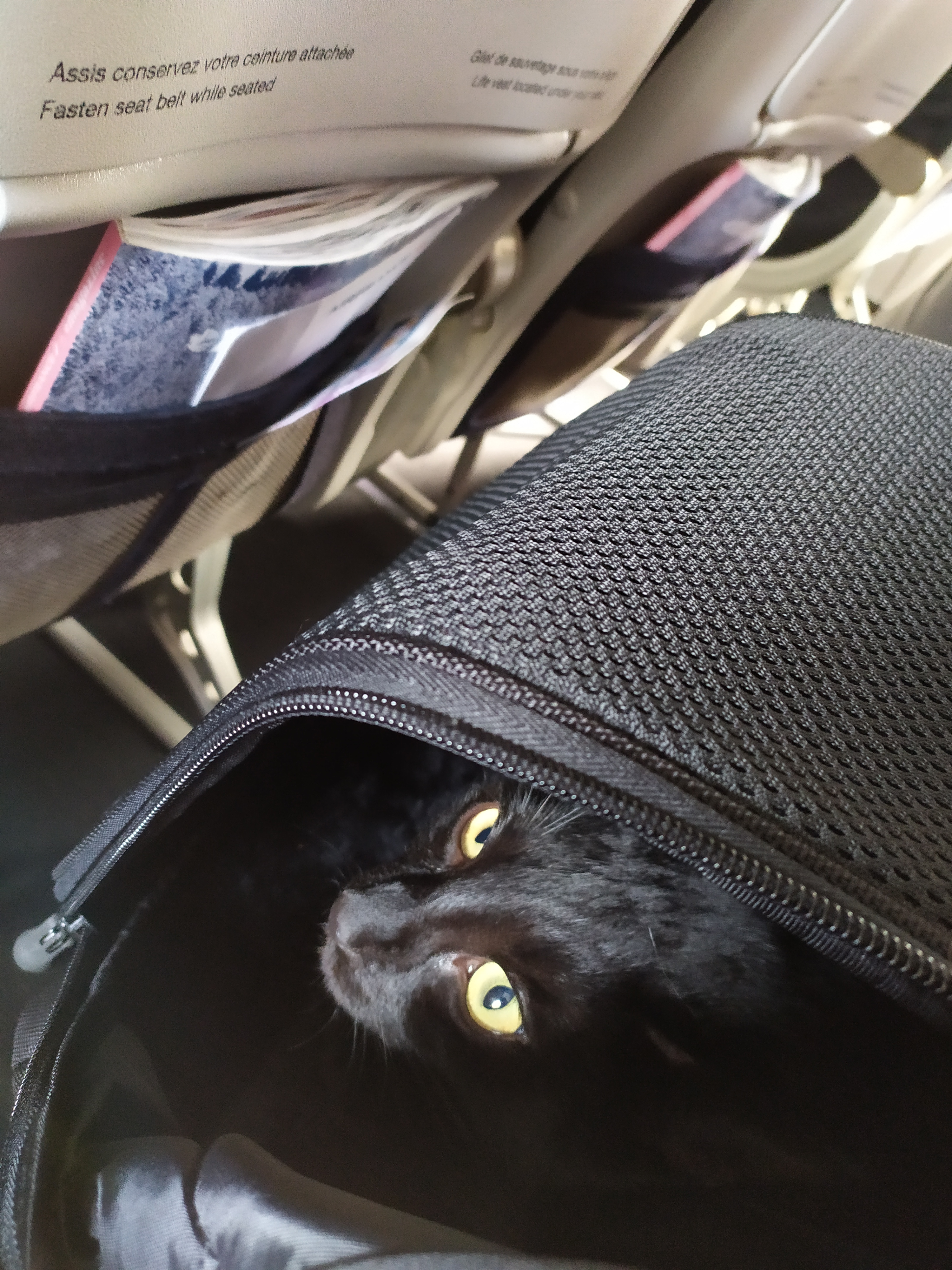
Chat voyageant en cabine sur un vol Air France.

Les chats sont susceptibles de voyager en voiture, en autocar, en train, en bateau ou en avion ; en cabine, en soute, voire en fret. Selon le mode de transport, ils peuvent être placés dans une caisse, un sac souple, un panier fermé ou une cage. Leur transport est rarement compris dans la franchise bagages et les frais supplémentaires peuvent varier en fonction de la distance, de la société de transport ou du poids et de la taille de l'animal.
Durant la pandémie de Covid-19, la stricte politique sanitaire chinoise a engendré une explosion de l'évacuation d'animaux domestiques à Hong Kong, la loi sur la sécurité nationale accentuant encore cette vague de départs. Face aux restrictions sur les vols commerciaux, des habitants souhaitant quitter la ville avec leurs animaux ont eu recours à des avions privés pour pouvoir les évacuer. En janvier 2022, l'euthanasie de milliers de petits animaux (essentiellement des hamsters, lapins et chinchillas) après l'apparition de cas positifs de Covid-19 au sein d'une animalerie a accentué le phénomène, les évacuations atteignant un montant d'environ 200 000 dollars hongkongais (soit 22 600 euros) pour chaque duo propriétaire et animal.